# Венгерское восстание (1956)
Венге́рское восста́ние 1956 го́да (23 октября — 11 ноября 1956), в современной Венгрии известно как Револю́ция 1956 го́да (венг. 1956-os forradalom), а также Венге́рская война́ за незави́симость — вооружённое восстание против просоветского сталинистского режима в Венгерской Народной Республике (ВНР) в октябре — ноябре 1956 года, подавленное советскими войсками. Западными и венгерскими историками называется революцией, в официальной советской историографии — «контрреволюционный (фашистский) мятеж»; в  советской историографии и публицистике было понятие «фашистский мятеж»: согласно советской историографии, он был подготовлен «западной агентурой», направленный против «правительства коммунистов» и некоего «курса политики». В действительности революция началась как движение за реформирование социализма и в дальнейшем стало моментом национального единства: на борьбу с назначенной советскими властями администрацией массово встали как венгерские коммунисты, так и некоммунисты всех социальных групп, от крестьянства и рабочих до интеллигенции и военных; в оценках коммунистов, в том числе и участников революции, особая роль отдавалась стихийно образовывавшимся рабочим советам. В докладе ООН по ситуации в Венгрии отмечалось, что инспекторами этой организации не было зафиксировано ни единого случая боестолкновения венгров против венгров, делался упор на то, что венгерский народ, как единое целое, ведёт борьбу против советских войск; в записях очевидцев сообщается об участии некоторых студентов из КНДР и случаях отказа некоторых советских военных подавлять протесты. Характерны лозунги Венгерской революции, тщательно замалчивавшиеся советской цензурой: «Те, кто сотрудничают с оккупационными колониальными властями <СССР>… — предатели не только Венгрии, но и коммунизма», «Место всякого венгерского коммуниста — на баррикадах», «Смерть советским оккупантам!» и т. п. Настроения среди венгерского населения были глубоко националистическими, антисоветскими и антирусскими, но ни в коем случае не антисоциалистическими и не антикоммунистическими.
Первоначальная фаза революции (23 октября — 3 ноября) закончилась победой восставших, прекращением огня, мирными переговорами, признанием легитимности венгерских требований советской стороной и выводом остатков побеждённых советских войск, тем временем к границам Венгрии были тайно стянуты дополнительные советские силы, и, в отсутствии осязаемой международной поддержки Венгрии, началось повторное советское вторжение (4 ноября — 12 ноября), окончившееся полной оккупацией страны. После подавления революционных событий советское руководство назначило главой ВНР Яноша Кадара, проводившего политику частичной экономической либерализации; в течение года в Венгрии находился Юрий Андропов для сохранения прямого контроля СССР над Венгрией.

## Предпосылки

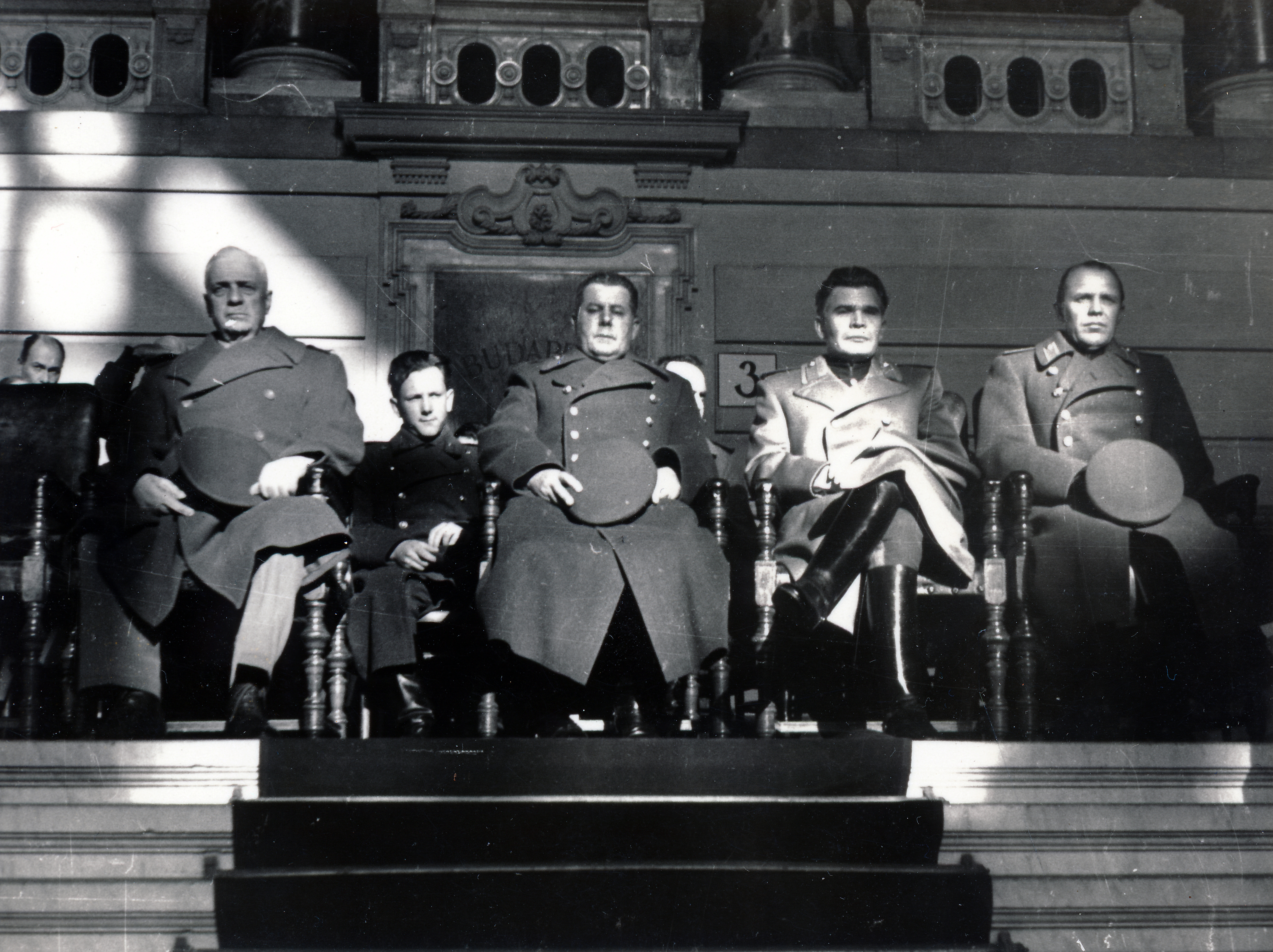
Члены Контрольной комиссии Союзников на похоронах венгерского генерала Кишш, Янош — участника антифашистского Сопротивления в Венгрии, казнённого властями марионеточного режима в Венгрии

Хортистская Венгрия вступила во Вторую мировую войну и принимала в ней участие в составе блока «Оси»; в 1944 году она была оккупирована Третьим Рейхом, а после неудачной попытки подписать перемирие c СССР там был установлен марионеточный фашистский режим. На заключительном этапе войны было два противоборствующих правительства Венгрии: фашистское в нацистской зоне оккупации и антифашистское Дебреценское правительство в советской зоне оккупации, ставшее единственным по итогу войны. Оно было вынуждено разделять свою власть с Контрольной комиссией Союзников, возглавляемой Ворошиловым. По идее она должна была следить за выполнением перемирия, но через неё СССР мог диктовать Венгрии свои условия и влиять на обстановку вплоть до осуществления цензуры в стране. Тем не менее, первое время условия в новой Венгрии были достаточно свободными, и развивалась парламентская демократия; Фултонская речь побудила Сталина ускорить сталинизацию Венгрии, и в 1947 году по его указанию компартия отбросила тактику постепенного захвата власти.
Согласно Парижскому мирному договору стран антигитлеровской коалиции, СССР получал право держать на территории Венгрии свои вооружённые силы до вывода оккупационных войск союзников из Австрии. Войска союзников были выведены из Австрии в 1955 году, в связи с чем венгры справедливо ожидали скорейшего вывода нескольких десятков тысяч советских войск с территории своей страны на основании международного права.
4 ноября 1945 года в Венгрии были проведены всеобщие выборы, на которых 57 % голосов получила Независимая партия мелких хозяев и лишь 17 % — коммунисты. Спустя два года, в 1947 году, коммунистическая ВПТ (Венгерская партия трудящихся) на выборах заняла первое место с 22 % голосов, а ещё через два года, в 1949 году, путём проведения безальтернативных выборов стала единственной легальной политической силой. Венгерские коммунисты в борьбе с оппонентами использовали советскую поддержку. Так, 25 февраля 1947 года советское командование арестовало популярного депутата парламента Белу Ковача, после чего он был вывезен в СССР и осуждён за шпионаж.
Лидер ВПТ и председатель правительства Матьяш Ракоши, прозванный «лучшим учеником Сталина», установил личную диктатуру, занимаясь копированием сталинской модели управления в СССР: проводил ускоренную индустриализацию и принудительную коллективизацию, боролся с католической церковью и подавлял любое инакомыслие. Управление госбезопасности (УГБ), во главе которого в 1948—1952 годах стоял Габор Петер, насчитывало 28 тысяч штатных сотрудников, которым помогали 40 тысяч информаторов. Управление госбезопасности завело досье на миллион жителей Венгрии, то есть более чем на 10 % от всего населения, включая стариков и детей; 650 тысяч из них подверглись различным преследованиям, около 400 тысяч получили различные сроки тюремного заключения или лагерей, в основном их направляли на тяжёлые работы в шахтах и каменоломнях.
Экономическая ситуация в стране осложнялась ещё и тем, что Венгрия, как союзница Германии по Второй мировой войне, была обязана несколько лет выплачивать СССР, Чехословакии и Югославии репарации, иногда доходившие до четверти национального продукта. В 1952 году реальная заработная плата рабочих и служащих была на 20 %, а доходы крестьян — на одну треть ниже, чем в 1949 году. В 1953 году предпринятые правительством меры принесли заметное облегчение, но лишь на короткое время. Провал планов индустриализации и изменения в СССР после смерти Сталина (в Москве решили, что фанатичность Ракоши не способствует популярности новых венгерских властей) привели к тому, что на пленуме Центрального руководства ВПТ 27—28 июня 1953 года Матьяш Ракоши был подвергнут критике и заменён на посту главы правительства другим венгерским коммунистом, Имре Надем. Пост генерального секретаря был заменён постом первого секретаря ВПТ, который сохранили за Ракоши. Серьёзные позиции в партии занял новый глава правительства Имре Надь и его сторонники. Была проведена амнистия, прекращено интернирование и запрещено выселение из городов по социальному признаку. Имре Надь прекратил строительство множества крупных промышленных объектов. Капиталовложения были направлены на развитие лёгкой и пищевой промышленности, было ослаблено давление на сельское хозяйство, снижены цены на продукты и тарифы для населения.
На посту главы правительства этот венгерский политик провёл ряд мер, направленных на улучшение жизни народа (были уменьшены налоги, увеличены зарплаты, либерализированы принципы землепользования), прекратил политические репрессии. Это сделало его популярным среди простых венгров. Сворачивание индустриализации и кооперирования в сельском хозяйстве вызывали резкую критику со стороны Ракоши и его приверженцев. К тому же смещение в СССР главы правительства Г. М. Маленкова, выступавшего за приоритетное развитие лёгкой промышленности, ослабило позиции Надя. В конце концов Матьяш Ракоши, использовав привычные средства закулисной борьбы, сумел одержать победу над соперником, которого немалая часть трудящихся уже считала символом новой политики, гарантом лучшей жизни. В итоге 18 апреля 1955 года Имре Надь был смещён с поста премьер-министра и исключён из ВПТ.
Новый глава правительства Андраш Хегедюш был молод и не имел влияния в партии, и партийное руководство (Ракоши, Герё, Фаркаш) продолжило сталинистский курс во всех отраслях общественной жизни. Среди широких слоёв венгерского народа это вызывало недовольство. Стихийно зарождались требования возвращения к власти Надя, проведения альтернативных выборов, вывода из Венгрии советских войск. Многие венгры вовсе считали социалистический курс своей страны ошибочным.
В мае 1955 года между СССР и Австрией был подписан мирный договор, согласно которому Советские войска, находившиеся в Австрии в составе Центральной группы войск, в течение лета выводятся на территорию СССР. 14 мая 1955 года руководство соцстран, минуя местные законодательные органы, заключило Варшавский договор о дружбе, сотрудничестве и взаимопомощи, что продлило пребывание советских войск в ВНР.

## Вводы советских войск в Венгрию
Периодически в историографии можно встретить термин «Ввод советских войск в Венгрию» — данный описательный термин не точен, поскольку с разным успехом имели место три обособленные акции военного вмешательства СССР в события в Венгрии в октябре — ноябре 1956 года:
| Кампания                    | Кодовое название   | Дата начала               | Итоги                                       |
| --------------------------- | ------------------ | ------------------------- | ------------------------------------------- |
| Первый ввод советских войск | «Операция „Волна“» | в ночь с 23 на 24 октября | выведены к 27 октября.                      |
| Второй ввод советских войск | не обнародовано    | 28 октября                | частично выведены в результате переговоров. |
| Третий ввод советских войск | «Операция „Вихрь“» | в ночь с 3 на 4 ноября    | подавление восстания, оккупация страны.     |

Как правило, в советской историографии и отталкивающихся от неё постсоветских исследованиях упоминается лишь последняя из них (ноябрьская, известная как «Операция „Вихрь“»), которая увенчалась успехом в военном отношении и привела к подавлению восстания и оккупации страны, предшествовавшие ей акции как таковые либо вообще не упоминаются, либо сводятся к советскому присутствию в стране до начала вторжения (к моменту начала восстания в Венгрии находилось пять советских дивизий — 31 тыс. 500 советских военнослужащих — и военно-советнические аппараты при венгерских армейских частях, а также советники при партийно-государственных учреждениях, полиции и госбезопасности), название неудавшейся операции по плану «Волна» в советской историографии не упоминается вообще. Само название было рассекречено Арпадом Гёнцем в 1990-е гг. после краха советской системы. Иногда промежуточный ввод войск в конце октября — начале ноября увязывают либо с неудавшимся октябрьским вводом или с успешным более поздним вводом войск 4 ноября и выделяют два ввода войск, октябрьский и ноябрьский, начиная с 1 ноября. Кроме нескольких погибших, советские военные, участвовавшие в первом и втором эшелонах, в отличие от третьего, вошедшего в Венгрию в рамках операции «Вихрь», к наградам не представлялись, чествования их орденами, медалями и благодарственными приказами командования не было, боевые и небоевые потери равно как и сам факт боевых действий октября подвергались замалчиванию советской цензурой на протяжении многих десятилетий. Кроме Советской армии в октябре и ноябре вводились части погранвойск КГБ. В плане создания численного превосходства, планы «Волна» и «Вихрь» существенно различались — количество привлечённых армейских дивизий возросло в три с половиной раза («Волна» — 5 дивизий, 31,5 тыс. солдат и офицеров; «Вихрь» — 17 дивизий, 60 тыс. солдат и офицеров).

## Ход событий

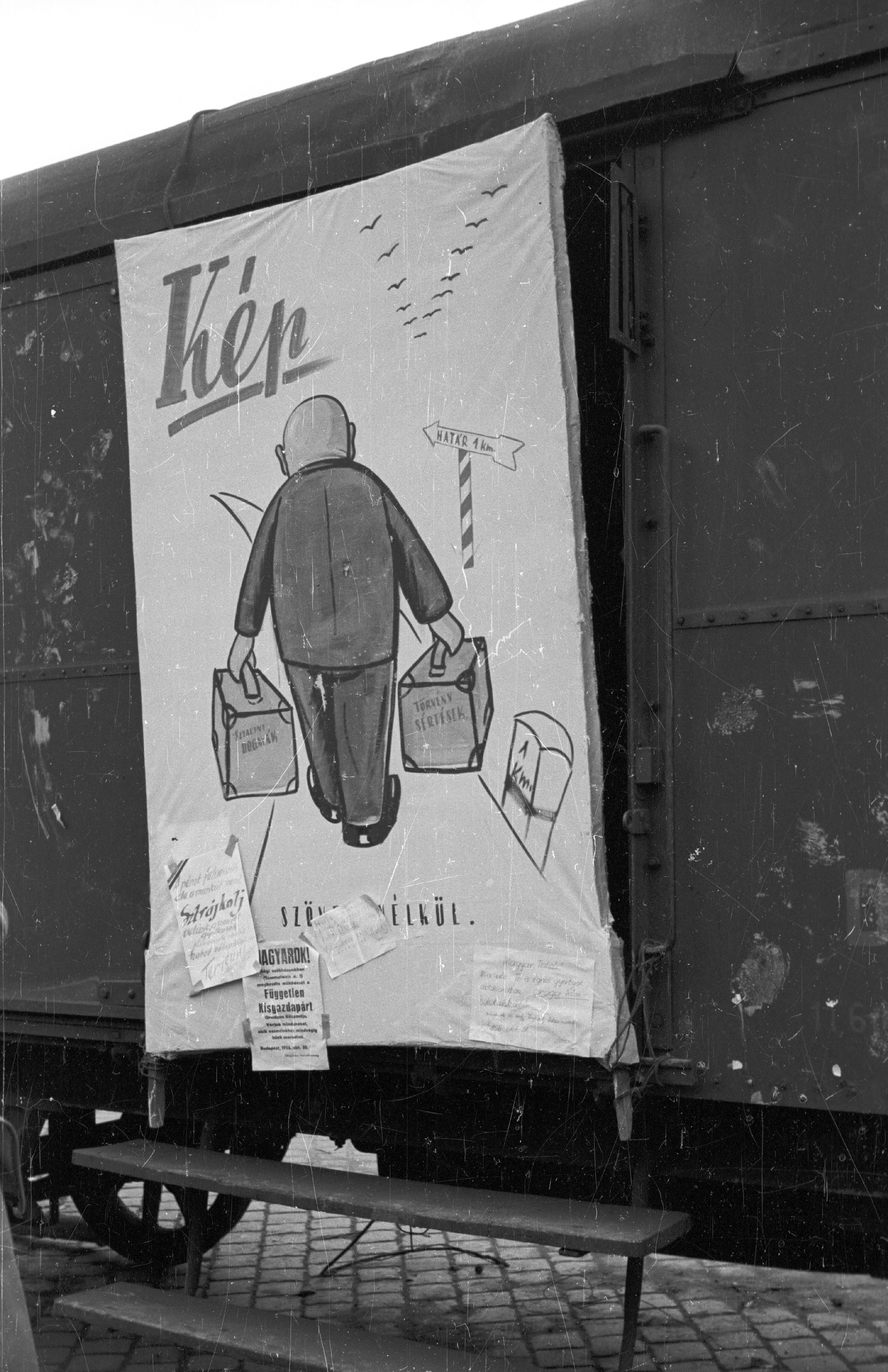
Плакат-каррикатура на стене вагона-теплушки: Ракоши с чемоданами «сталинские догмы» и «нарушения закона» идёт к советской границе

Внутрипартийная борьба в Венгерской партии трудящихся между сталинистами и сторонниками реформ началась с самого начала 1956 года и к 18 июля 1956 года привела к отставке Первого секретаря ВПТ Матьяша Ракоши, который был заменён на Эрнё Герё (бывшего министра госбезопасности).

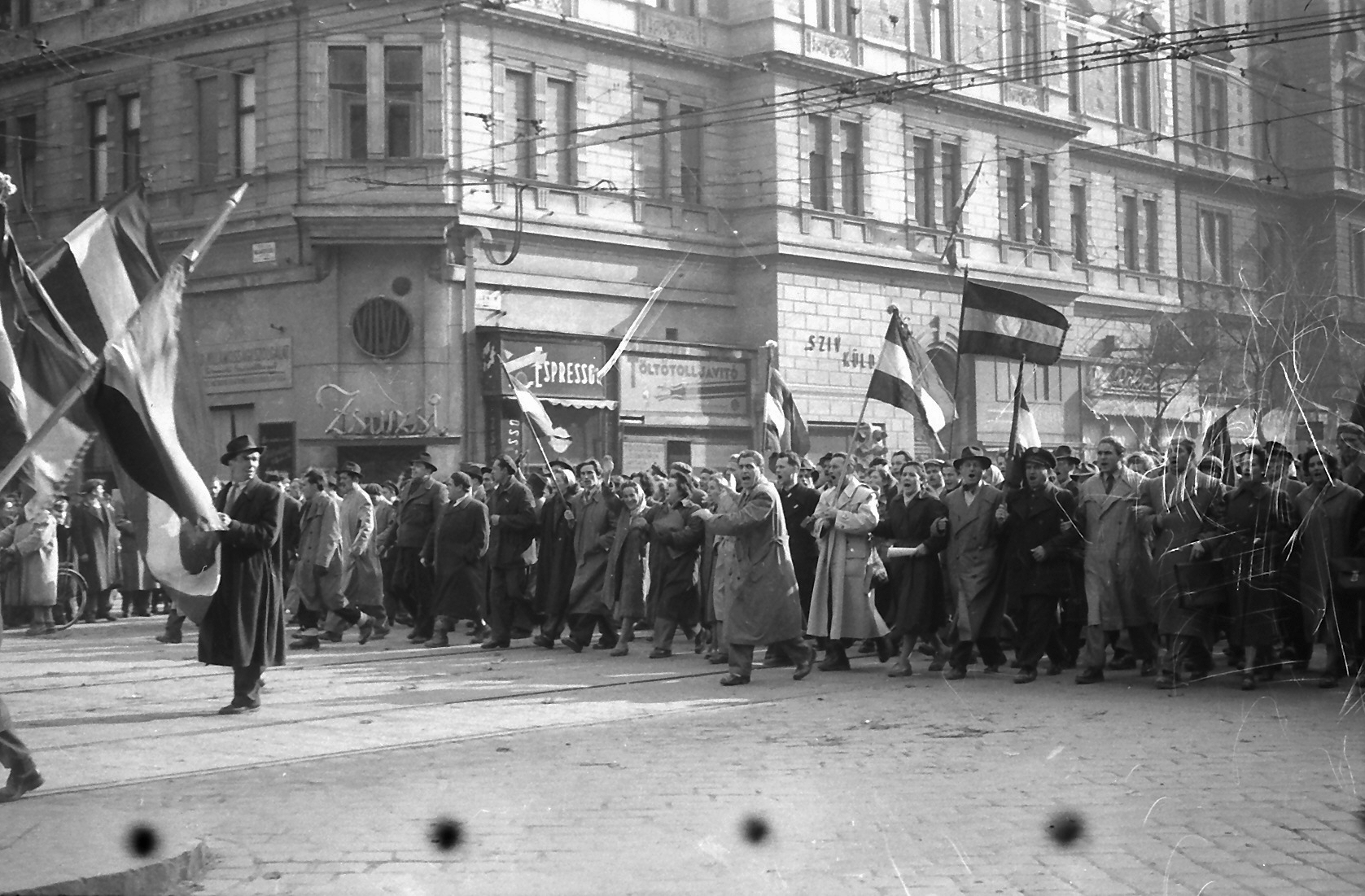

Отстранение Ракоши, а также вызвавшее большой резонанс Познанское восстание 1956 года в Польше привели к росту критических настроений в среде студенчества и пишущей интеллигенции. С середины года начал активно действовать «Кружок Петёфи», в котором обсуждались самые острые проблемы, встающие перед Венгрией. Студенческие активисты требовали, в частности, открытых гласных судов над организаторами репрессий, прежде всего над бывшим министром обороны Михаем Фаркашем и его сыном подполковником венгерской госбезопасности Владимиром Фаркашем (оба были арестованы в октябре 1956).
16 октября 1956 года часть студентов Университета Сегеда организованно вышла из прокоммунистического «Демократического союза молодёжи» (венгерского аналога комсомола) и возродили «Союз студентов венгерских университетов и академий», существовавший после войны и разогнанный правительством. В течение нескольких дней отделения Союза появились в Пече, Мишкольце и других городах.
Обманчивая «десталинизация» в связи с так называемым «развенчанием культа» вызвали среди венгерской общественности иллюзии приближающейся свободы и демократии, и оказавшуюся фатальной иллюзию того, что достаточно лишь обратиться к цивилизованному миру и советскому руководству не останется ничего, кроме как вывести свои войска, — ход последующих событий очень скоро показал растерянность Запада, бесполезность призывов СССР к миру со стороны международного сообщества и готовность кремлёвского руководство раздавить силой всякое стремление к независимости среди советских сателлитов.
Среди восставших было некоторое количество студентов по обмену из КНДР (см. Участие студентов из КНДР в Венгерском восстании 1956 года): на момент восстания в Венгрии было около тысячи студентов и сирот из Северной Кореи. В воспоминаниях очевидцев описываются случаи, когда студенты, имевшие опыт участия в Корейской войне, учили венгерских товарищей обращаться с оружием или сами участвовали в боях в Будапеште или Веспреме.
В записях о событиях приводятся и случаи отступления некоторых советских военных или даже их перехода на сторону восставших. Во избежание перехода на сторону революционеров советскому руководству приходилось и лгать военным. Например, американский журналист Мелвин Ласки приводит выдержку из Time:

Некоторые русские думали, что они в Восточной Германии и что они скоро встретят американских «фашистов», вторгшихся в страну. Другие войска думали, что находятся в зоне Суэцкого канала. Наши люди объяснили, что происходит, каковы цели Венгрии и что русские сделали в Будапеште. Один капитан всё это слушал. <…> Вдруг он бросил фуражку и сказал: «Булганин и Хрущёв изнасиловали бы своих матерей!»
Случай перехода Шандор Копачи описывает в книге «Во имя рабочего класса»:

Затем верх башни головного танка приоткрылся, и командир в кожаной фуражке и с золотыми погонами медленно показался в поле зрения явно безоружной толпы. Затем он распахнул башню и взгромоздился на крышу своего танка... Толпа разразилась бурными овациями. В этой атмосфере ликования командирская фуражка была брошена в толпу. Взамен кто-то швырнул ему на голову кепку венгерской армии. Толпа спела «Песню Кошута», а затем гимн Венгрии. И во весь голос кричали: «Да здравствует Советская Армия!» <…> Через три минуты я получил душераздирающий звонок от Юлии: «Товарищ Копачи, это невероятно. AVH стреляет со всех крыш. Теперь советские танки ведут огонь по AVH! Они защищают толпу».
Похожее описание приводит Питер Фрайер со слов другого очевидца при описании событий 25 октября (см. ниже).

### 21 октября
21 октября по приказу командования Армии США в Европе части 11-й воздушно-десантной дивизии США были приведены в повышенную боевую готовность — до 27 октября десантники располагались на аэродроме Фюрстенфельдбрукк под Мюнхеном. Район оперативного предназначения десантников находился южнее Будапешта, — по плану командования им предписывалось овладеть аэропортом Ферихедь под Будапештом и обеспечить прибытие американских посадочных десантов. По оценке американских офицеров, если бы их задействовали в Венгрии, то им бы противостояло пять советских дивизий против одной американской, то есть советские войска имели бы пятикратное количественное превосходство. Но, как показало дальнейшее развитие событий, в Вашингтоне всерьёз не рассматривали возможность интервенции в венгерские события. Ещё 3 июля Совет национальной безопасности США издал акт NSC 5608, который отверг как прямое военное вмешательство США, так и поставки оружия повстанцам, при этом сохранив за США право одобрения действий оппозиции. ЦРУ постфактум инициировало программу под кодовым названием «Красный чулок» или «Красный колпак» (Red Sock / Red Cap), предусматривавшую тайное снабжение повстанцев оружием по воздуху и задействование эмигрантской бригады, сформированной под руководством Ф. Виснера (которая по оценке аналитиков «была далека от боевой готовности»), однако Президент США Дуайт Эйзенхауэр дважды отменял проекты по сбросу на парашютах оружия для повстанцев и десантную операцию.
В складывающей ситуации поражению восстания и бездействию Организации объединённых наций и связанных с ней международных организаций способствовало то, что как представитель Венгрии при ООН, так и посол Венгрии в США оба были советскими агентами, — а посол Венгрии в Вашингтоне Петер Кос (урождённый Лев Рааб, до 1952 года живший под девичей фамилии матери как Лев Кондукторов) кроме всего прочего ещё был советским гражданином, родом из Москвы. В то время как лидеры восставших взывали к международному сообществу с просьбами оказания в том числе военной помощи венгерской республике для защиты национального суверенитета в порядке соблюдения условий Парижского мирного договора, официальные представители Венгрии при ООН называли их «бунтовщиками», «мятежниками» и призывали к «невмешательству во внутренние дела» Венгрии, а советскую агрессию они называли «интернациональной помощью по просьбе венгерского правительства». Того же требовал советский постпред Соболев

Надписи в различных районах Будапешта с призывом «Русские идите домой!» на венгерском и на русском языках
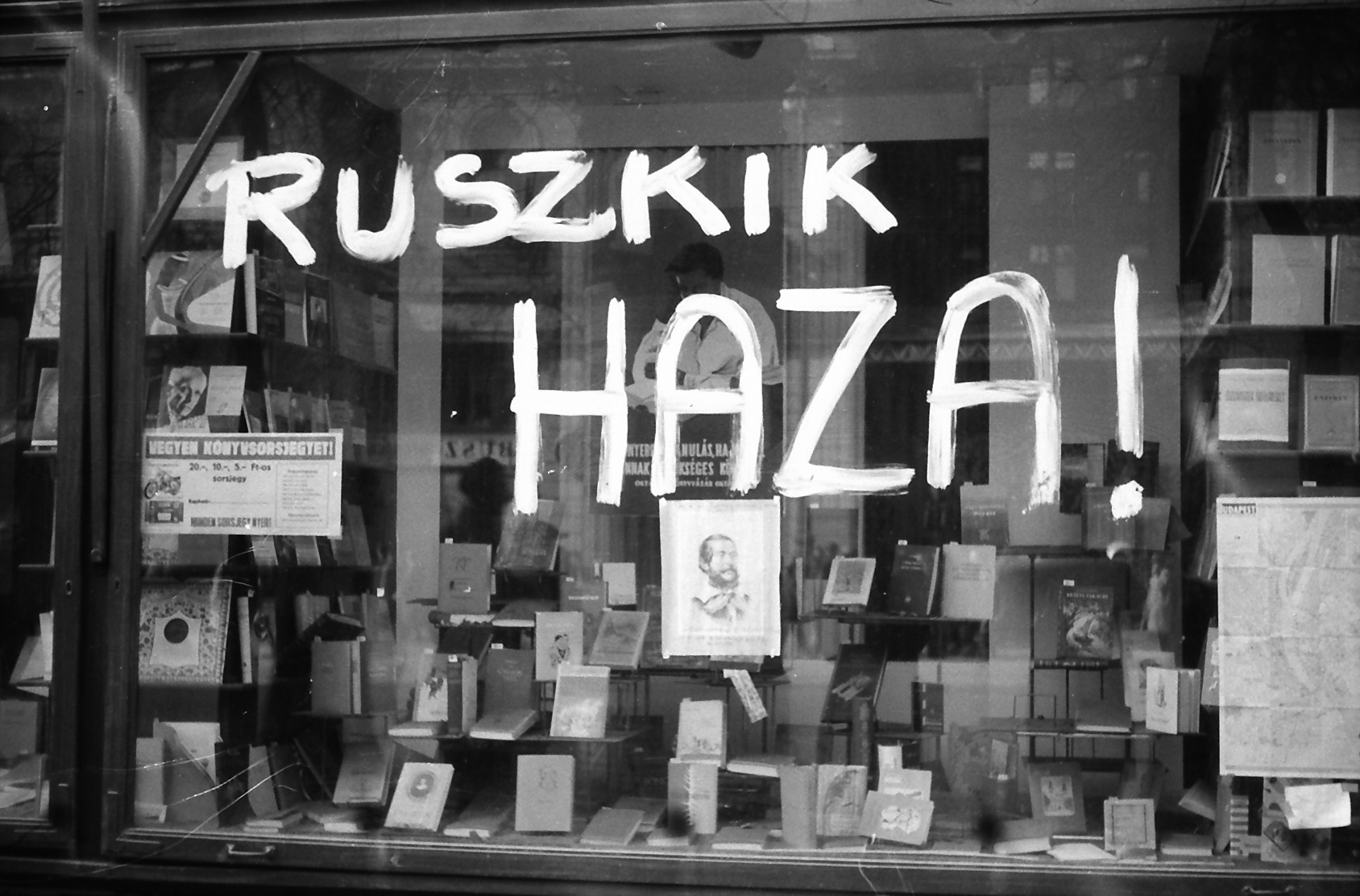
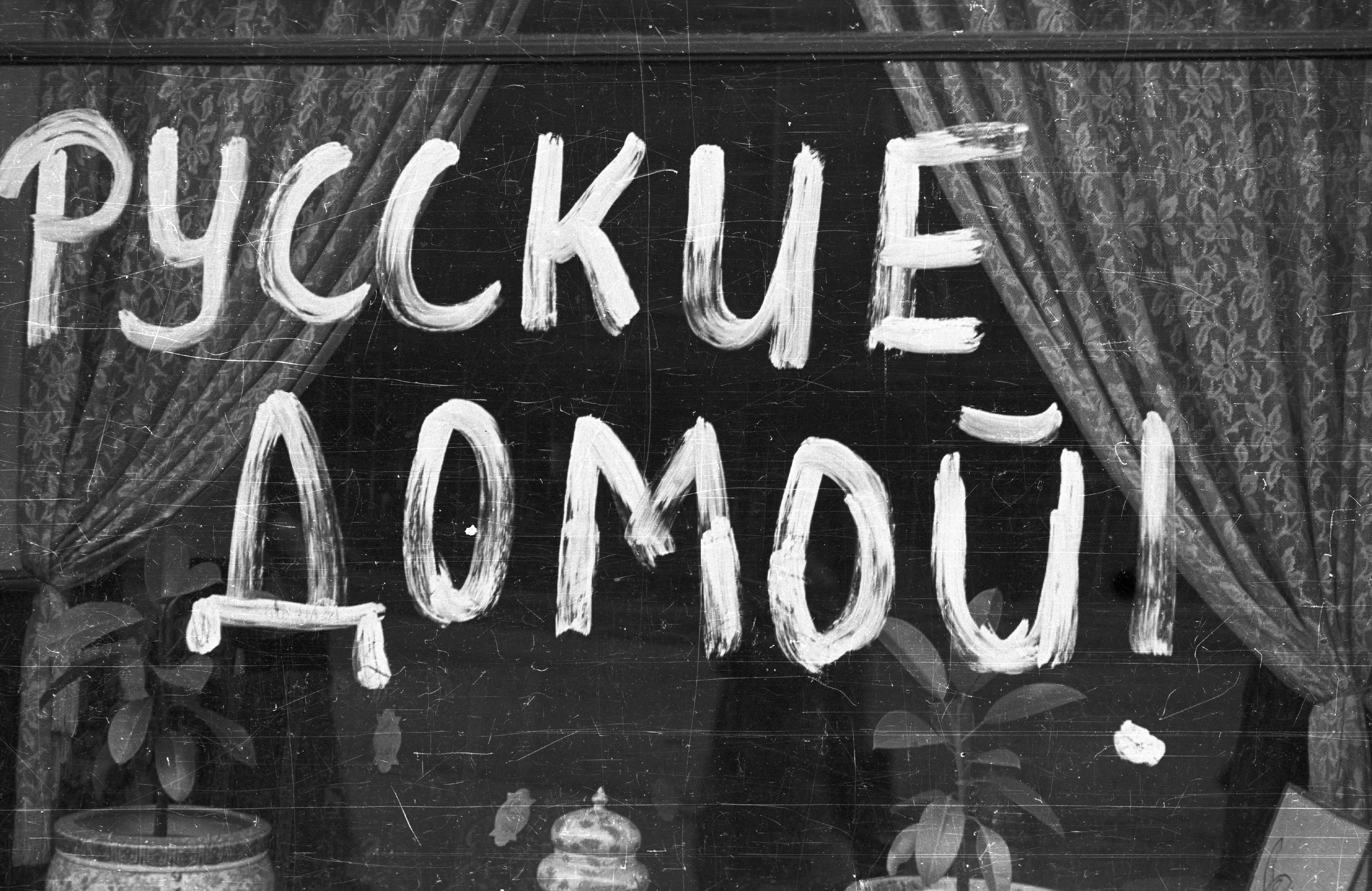
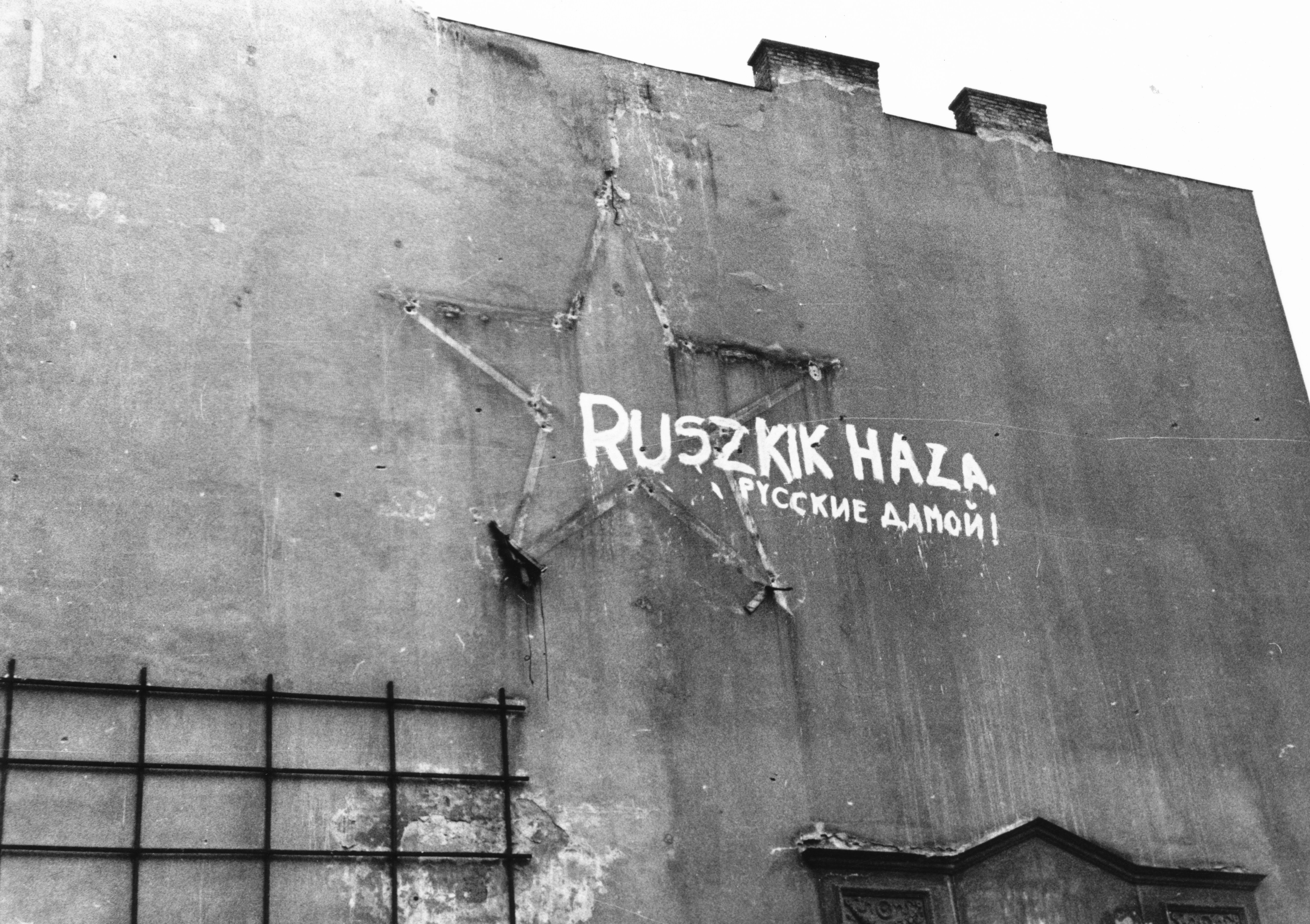
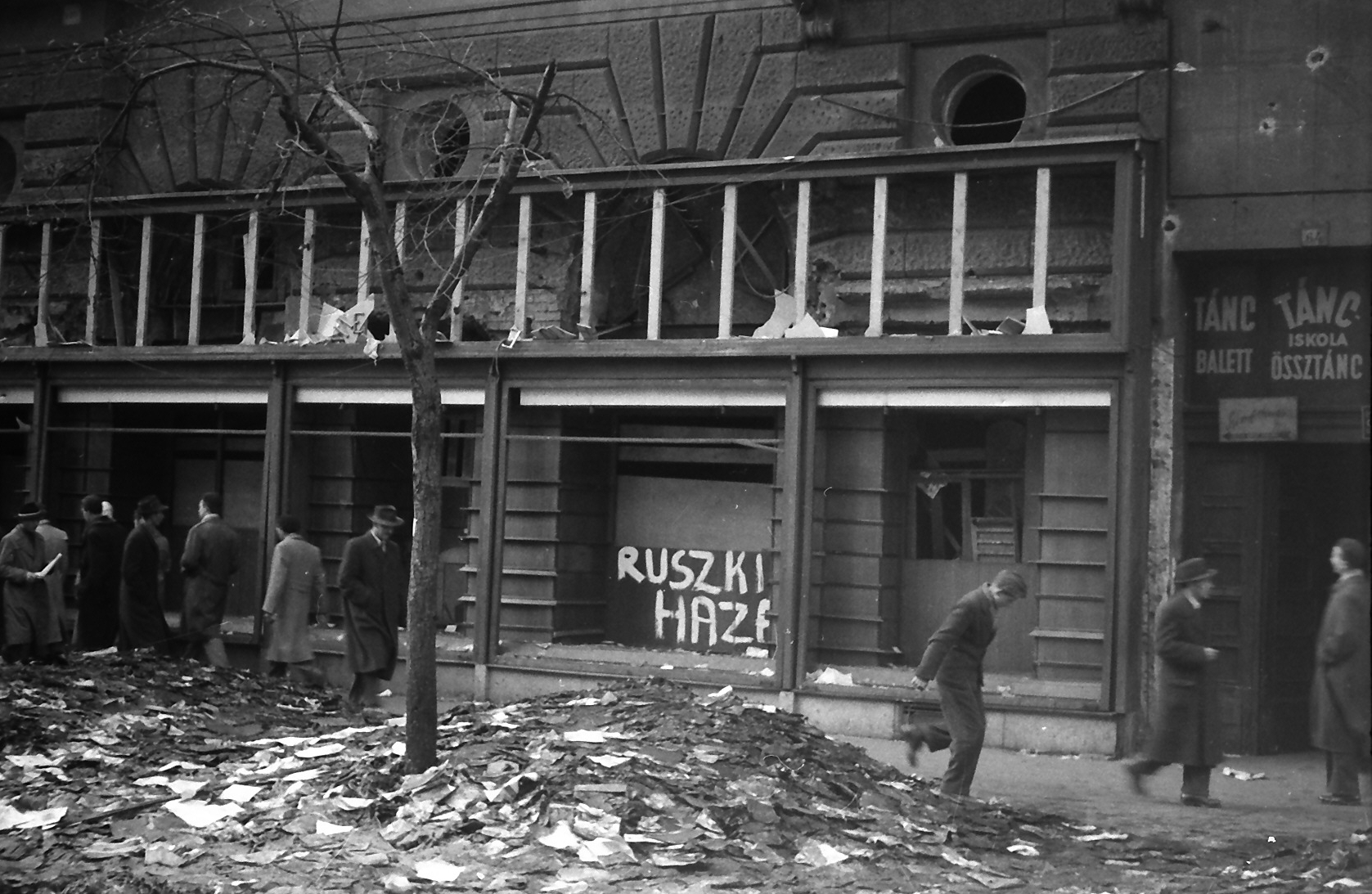
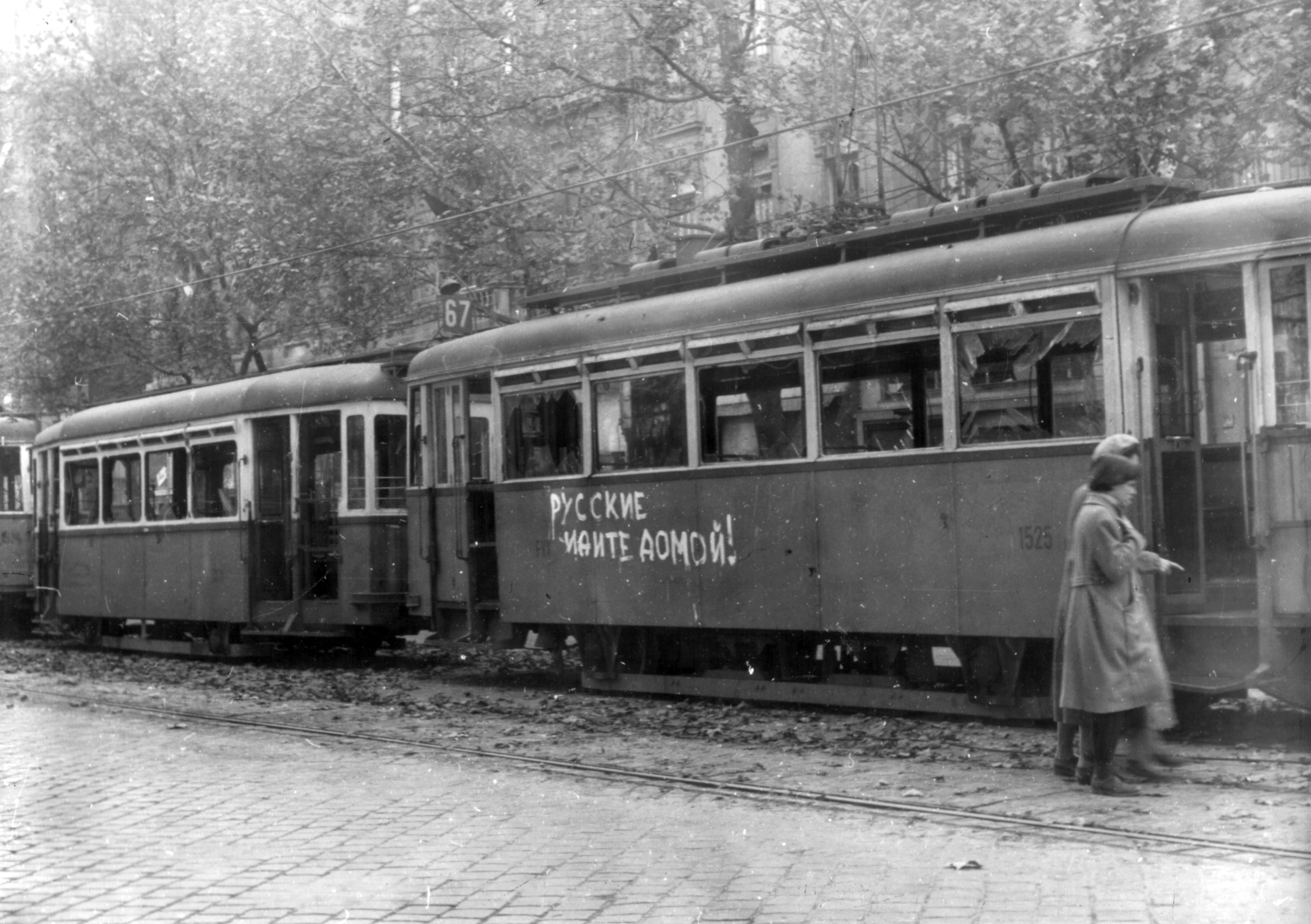
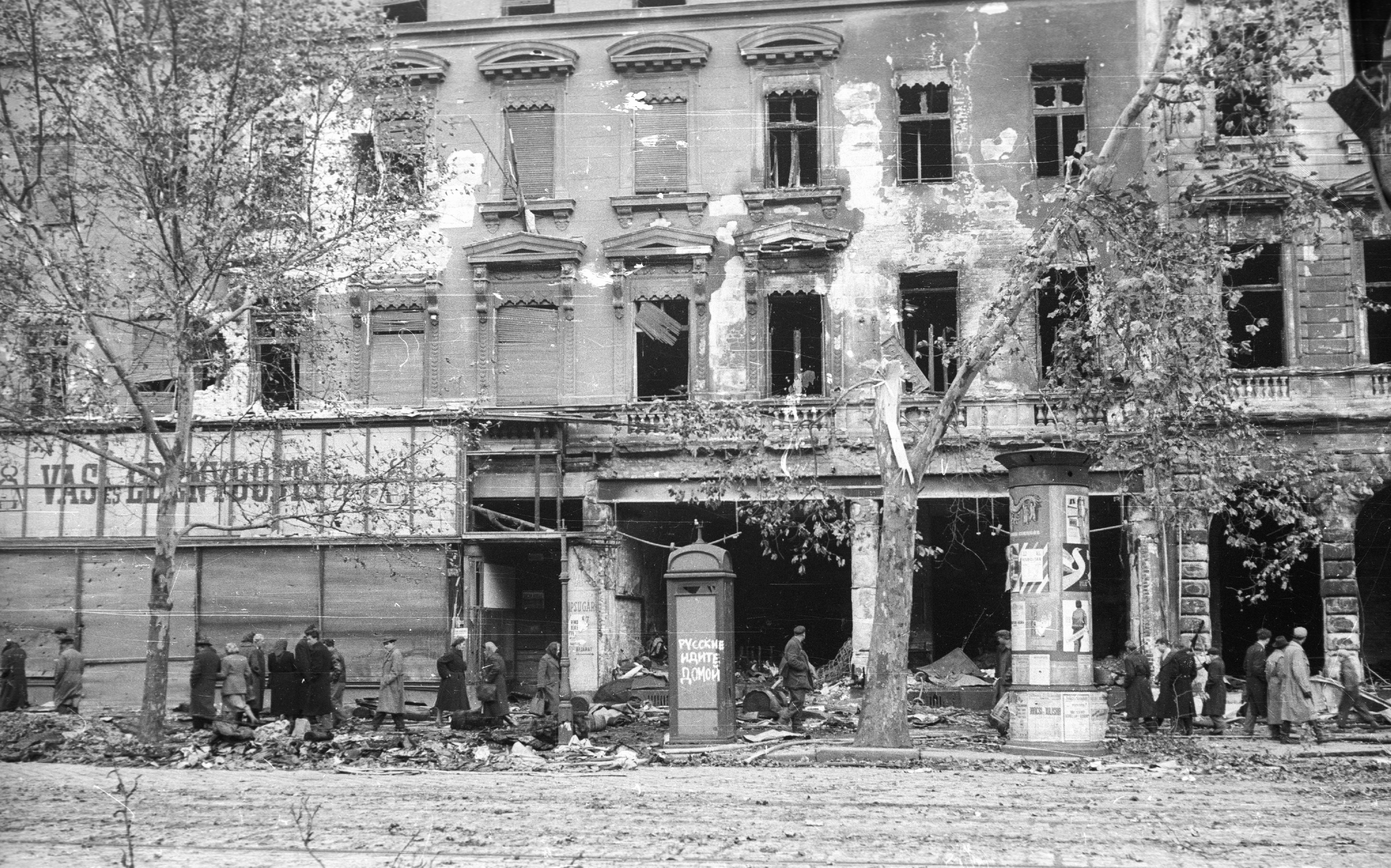
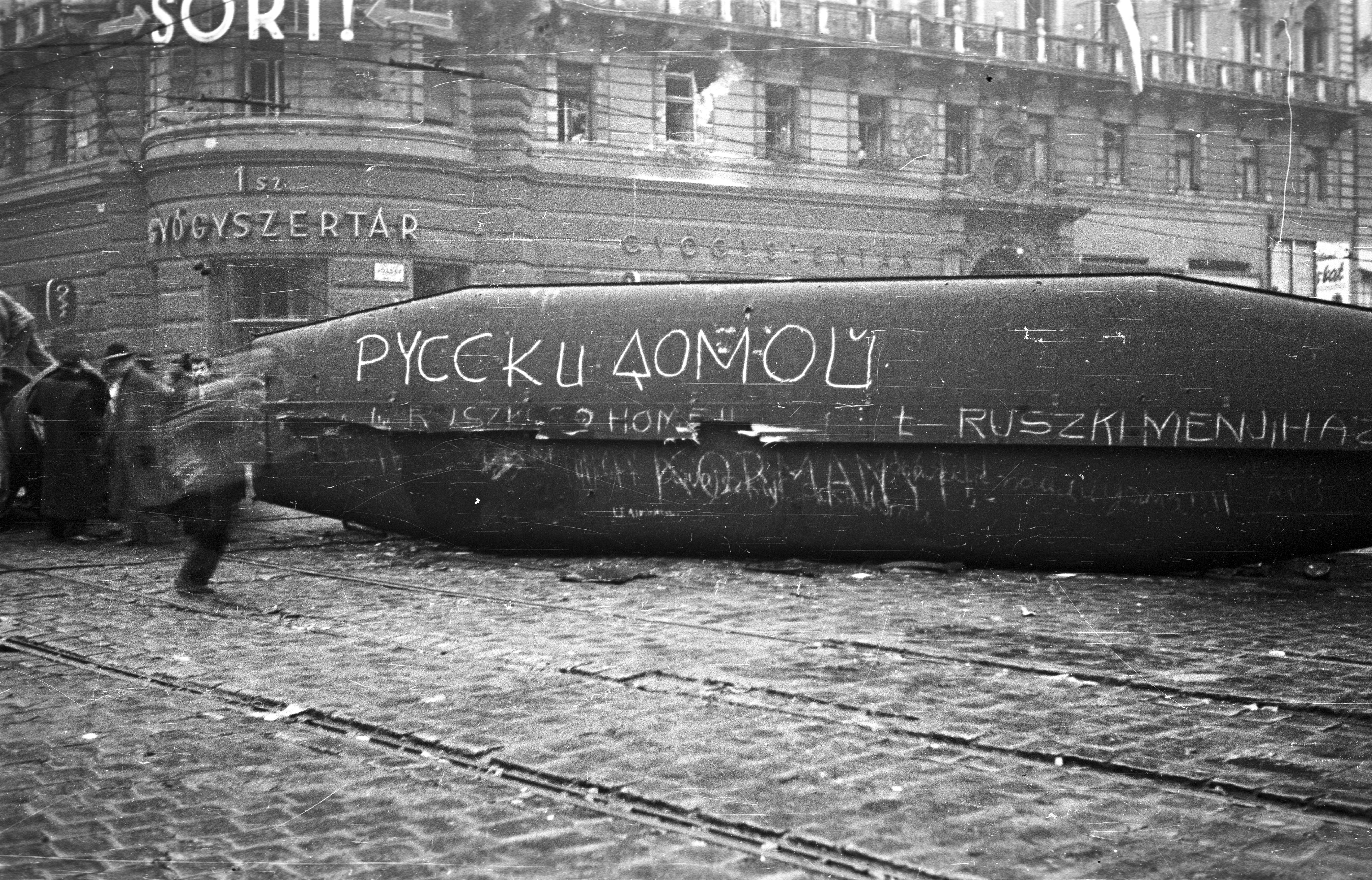
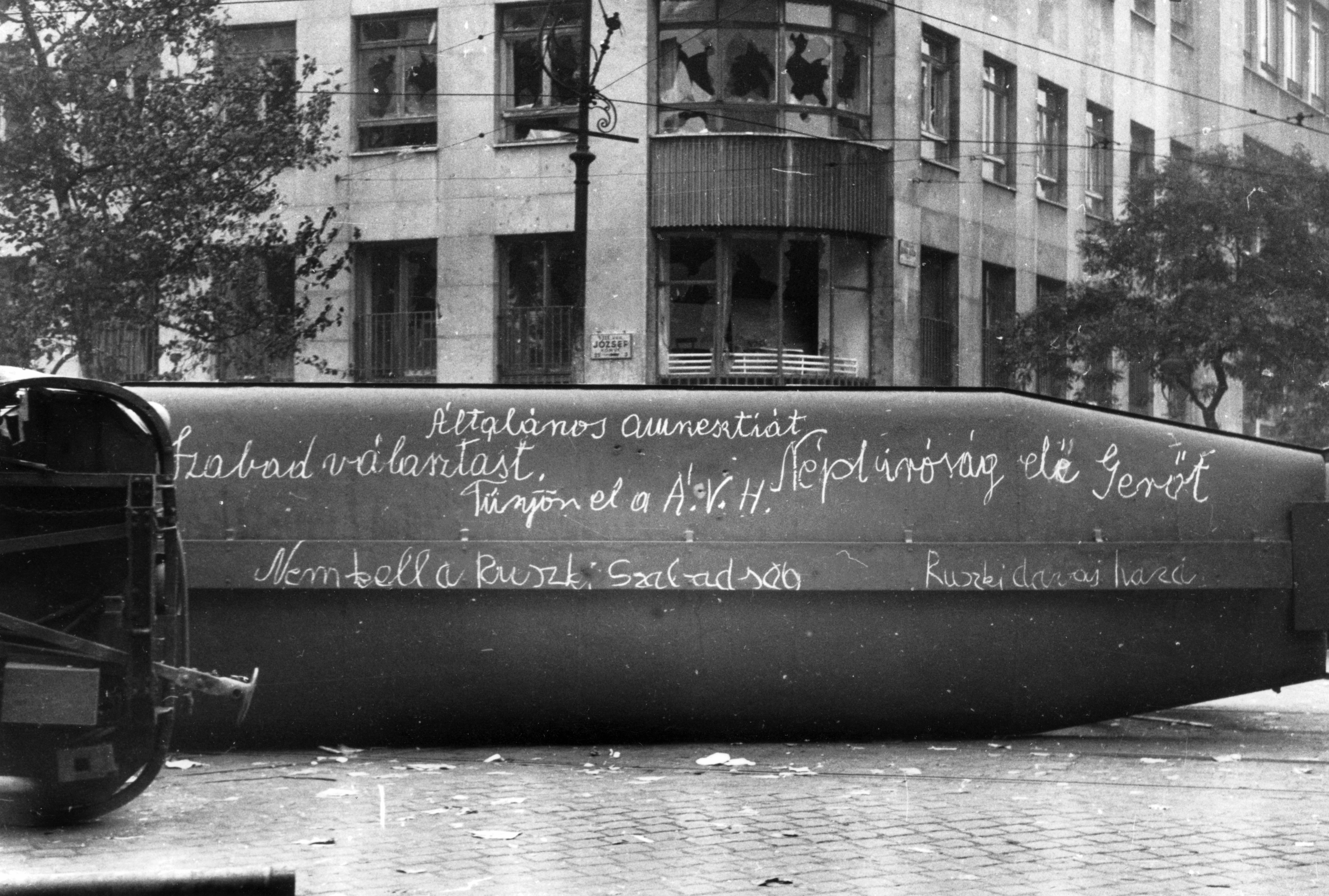

### 22 октября
22 октября к протестному движению присоединились студенты Будапештского технического университета (в то время — Будапештского университета строительной промышленности), сформулировавшие перечень из 16 требований к органам власти (немедленный созыв внеочередного партийного съезда, назначение Имре Надя премьер-министром, вывод советских войск из страны, снос памятника Сталину и др.) и запланировавшие на 23 октября марш протеста от памятника Бему (польский генерал, герой Венгерской революции 1848 года) до памятника Петёфи.

### 23 октября

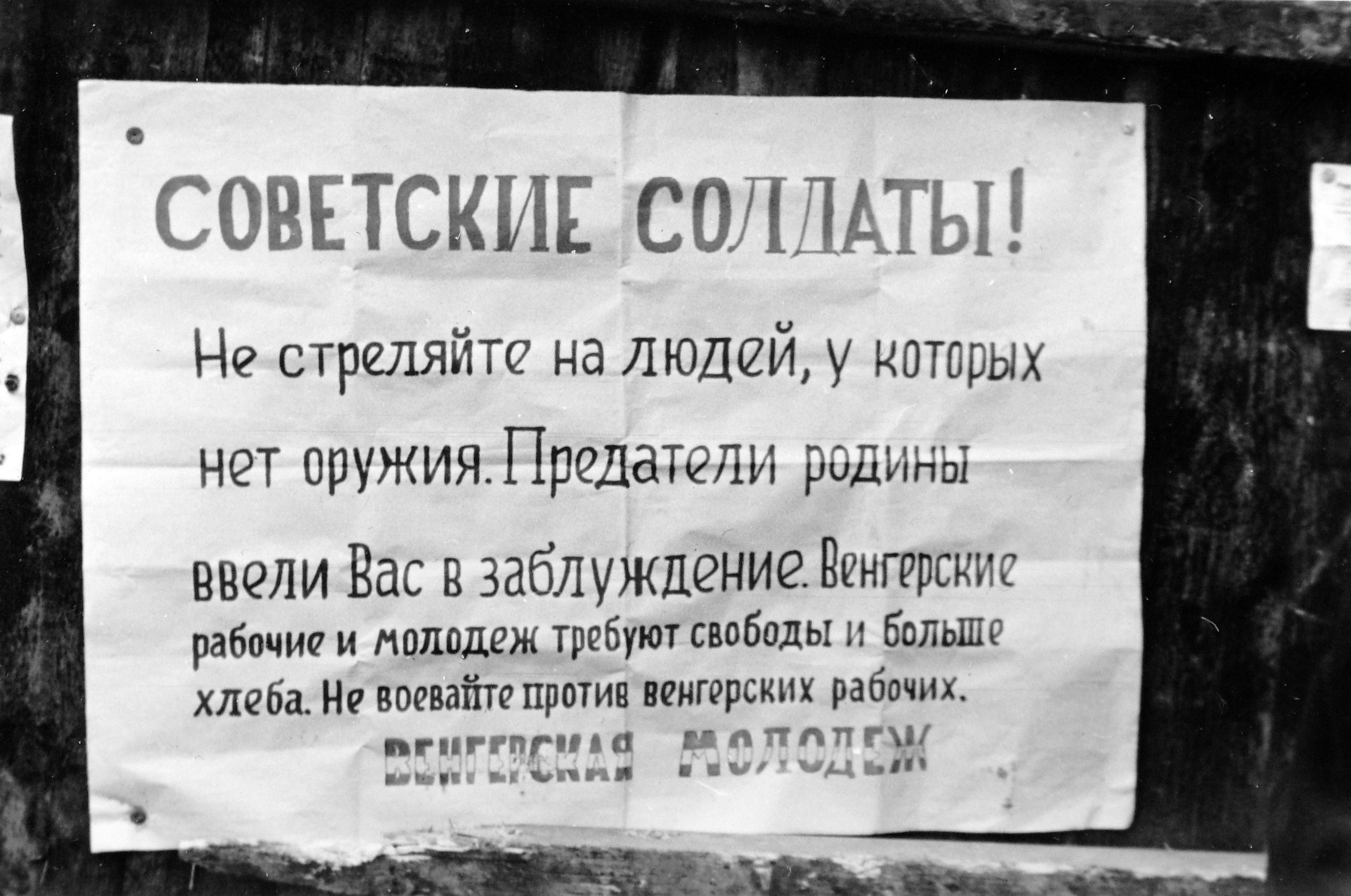
Воззвание венгерской молодёжи к советским солдатам

В полдень, когда уже шла подготовка демонстрации, посол СССР в Венгрии 42-летний Юрий Андропов направляет в МИД свою последнюю в канун событий телеграмму, в которой пишет, что «оппозиционеры и реакция… активно подготавливают „перенесение борьбы на улицу“». На основании состоявшихся в предшествующие дни бесед советских дипломатов и советников с рядом партийных функционеров посол заметил: «Во всех этих высказываниях видна растерянность венгерских товарищей и, как нам кажется, известная потеря уверенности в том, что из создавшихся затруднений ещё можно выйти. Нам представляется, что в создавшейся обстановке венгерские товарищи вряд ли смогут сами начать действовать смело и решительно без помощи им в этом деле». Телеграмма Андропова была получена в Москве в 12:30, расшифрована и разослана членам и кандидатам в члены Президиума ЦК КПСС.
В 15 часов в Будапеште началась демонстрация, в которой приняли участие 200 тысяч человек. В 20 часов по радио первый секретарь ЦК ВПТ Эрнё Герё произнёс речь, резко осуждающую демонстрантов.
В ответ на это большая группа демонстрантов штурмом попыталась проникнуть в радиовещательную студию Дом радио с требованием передать в эфир программные требования демонстрантов. Эта попытка привела к столкновению с оборонявшими Дом радио подразделениями венгерской госбезопасности, в ходе которого после 21 часа появились первые убитые и раненые. Оружие повстанцы получили или отняли у подкрепления, посланного на помощь охране радио, а также на складах гражданской обороны и в захваченных полицейских участках. Группа повстанцев проникла на территорию казармы Килиана, где располагались три строительных батальона, и захватила их оружие. Многие стройбатовцы присоединились к повстанцам. Историк Ласло Контлер пишет, что повстанцы пользовались почти всенародной поддержкой.
Повстанцам противостояли части государственной безопасности. Ещё с началом вооружённых выступлений частям Будапештского гарнизона было приказано занять наиболее важные объекты в городе. Но войск в городе было немного. Так, в донесении на имя министра обороны СССР маршала Жукова сообщалось, что общая численность привлечённых войск составляла всего около 2500 человек. При этом разрешение на открытие огня правительство ВНР не дало, поэтому части и подразделения выступили без боеприпасов. В результате они не смогли оказать противодействие. Некоторые части были разоружены восставшими, которые к вечеру захватили редакцию и типографию центральной партийной газеты, склад оружия и патронный завод, Западный вокзал и угрожали захватом зданий ЦК ВПТ, МВД и МПС.
Ожесточённый бой в Доме радио и вокруг него продолжался всю ночь. Тем временем, Начальник Главного управления полиции Будапешта подполковник Шандор Копачи распорядился в повстанцев не стрелять, в их действия не вмешиваться. Он безоговорочно выполнил требования собравшейся перед управлением толпы об освобождении заключённых и снятии красных звёзд с фасада здания.
Вечером 23 октября главный военный советник Министра обороны ВНР Иштвана Баты генерал-лейтенант М. Ф. Тихонов распорядился о вводе частей будапештского гарнизона в столицу. Это решение фактически означало начало военных действий в Венгрии. Впоследствии Тихонов никогда не упоминался советской историографией в контексте решения о вводе войск и вообще в привязке к венгерским событиям.
В 23 часа на основании решения Президиума ЦК КПСС начальник Генштаба Вооружённых сил СССР маршал В. Д. Соколовский приказал командиру Особого корпуса начать выдвижение в Будапешт для оказания помощи венгерским войскам «в восстановлении порядка и создания условий для мирного созидательного труда». Соединения и части Особого корпуса прибыли в Будапешт к 6 часам утра и вступили в бои с повстанцами.
Ночью 23 октября 1956 года руководством Венгерской партии трудящихся было принято решение назначить премьер-министром Имре Надя, уже занимавшего этот пост в 1953—1955 годах, отличавшегося реформаторскими взглядами, за которые он был репрессирован, но незадолго до восстания реабилитирован.
Ночью 23 октября первый секретарь ЦК ВКП Эрнё Герё в телефонном разговоре высказал просьбу о введении советских войск в Венгрию. Несколько часов спустя, 24 октября бывший председатель совета министров Андраш Хегедюш в письменном виде от имени правительства Венгрии обратился с официальной просьбой к СССР о введении советских войск.

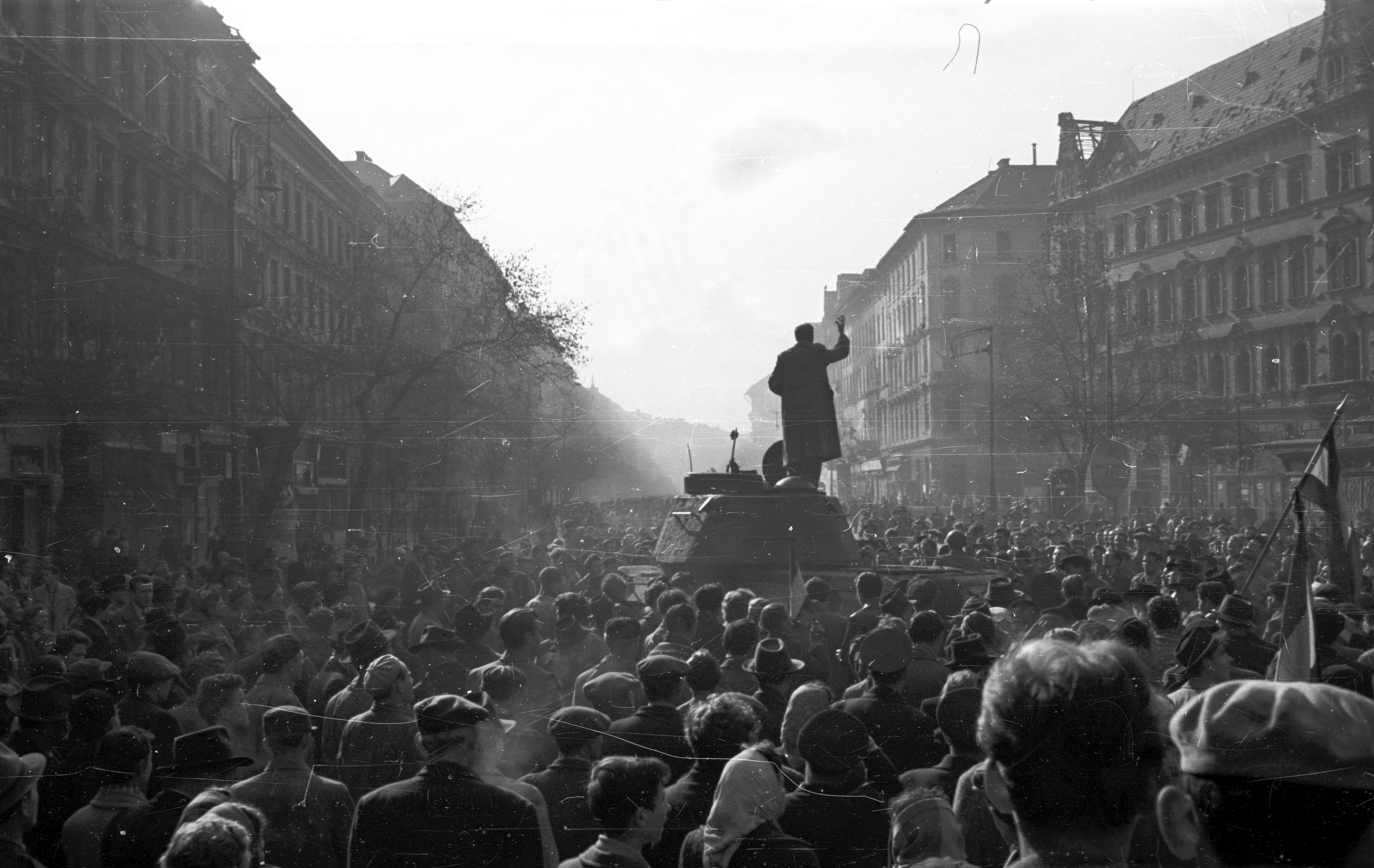
Оратор декламирует перед собравшейся толпой с брошенного советского танка
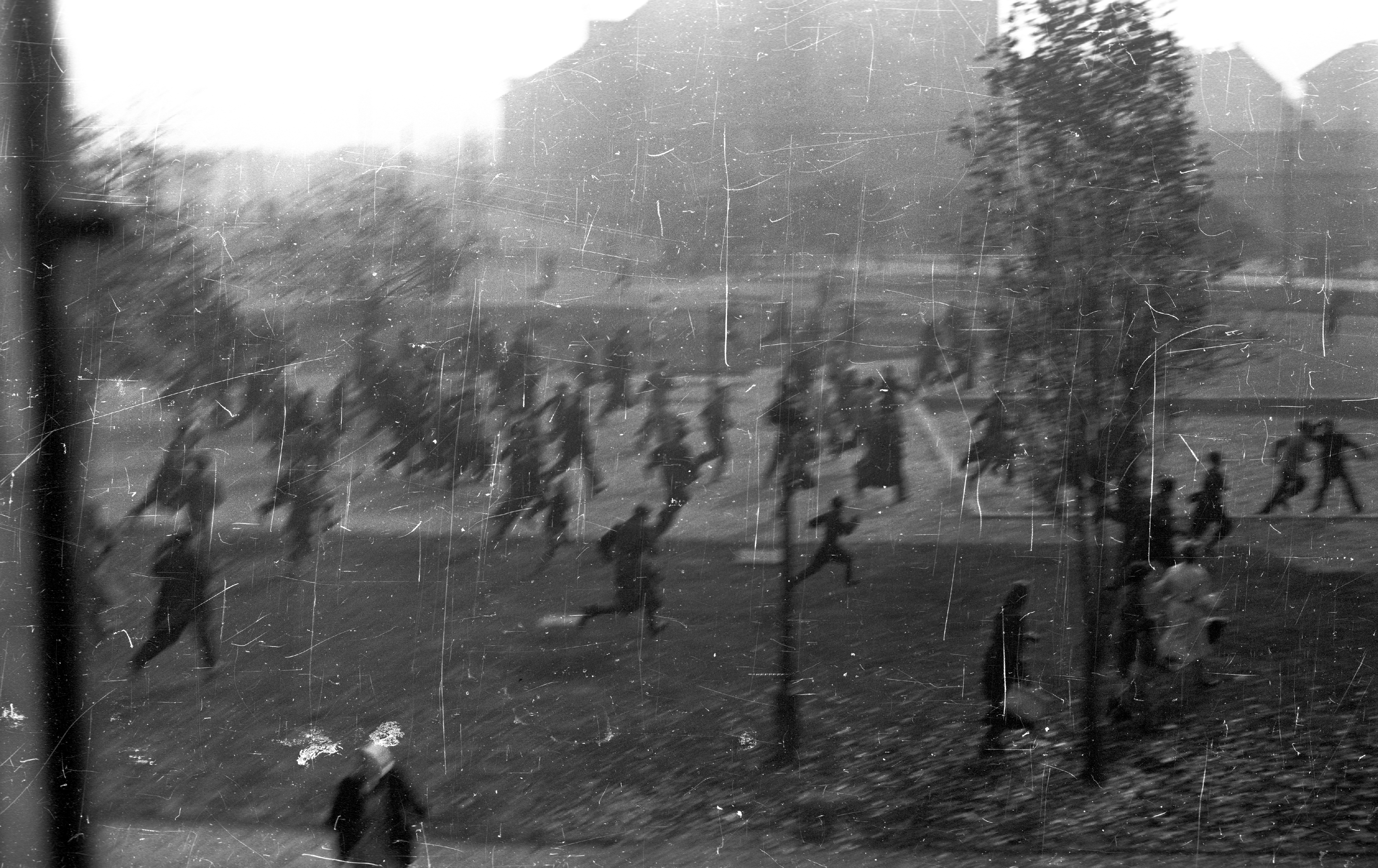
Мирное население спасается от советского обстрела
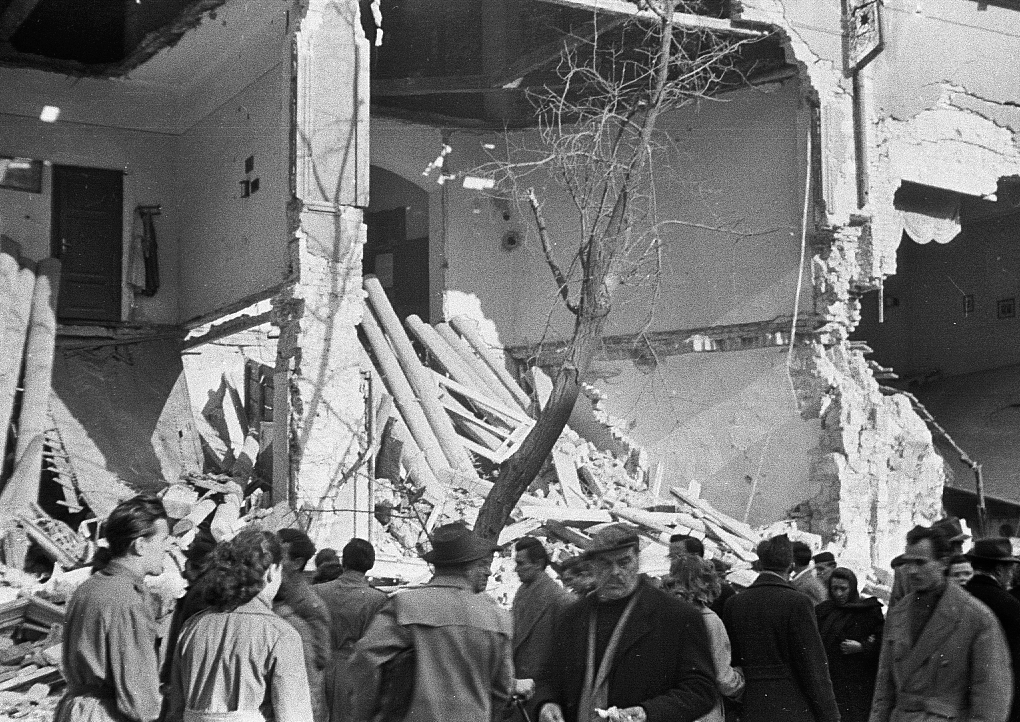
Разрушения после первых октябрьских боёв
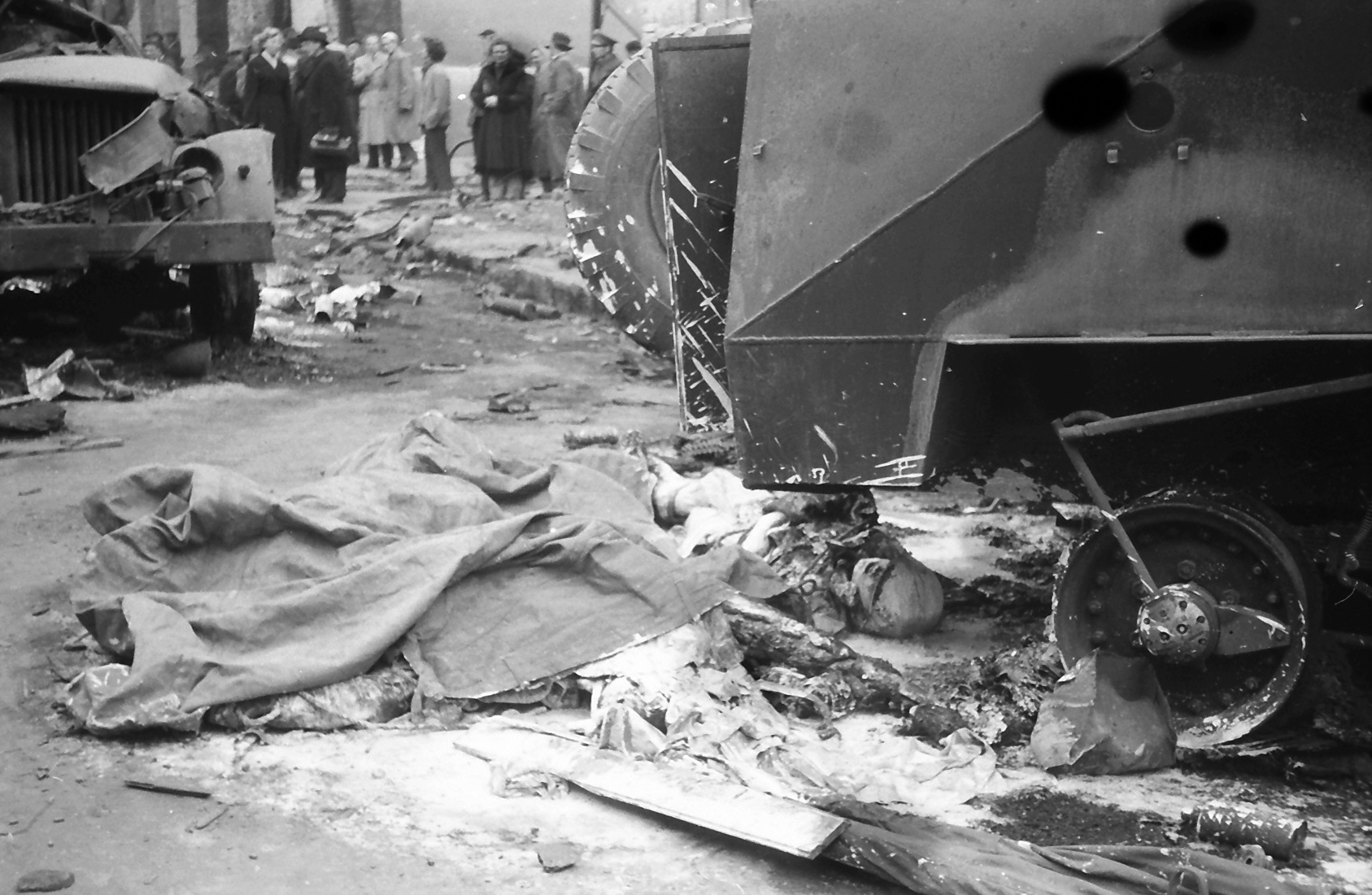
Облитые белой краской трупы советских солдат
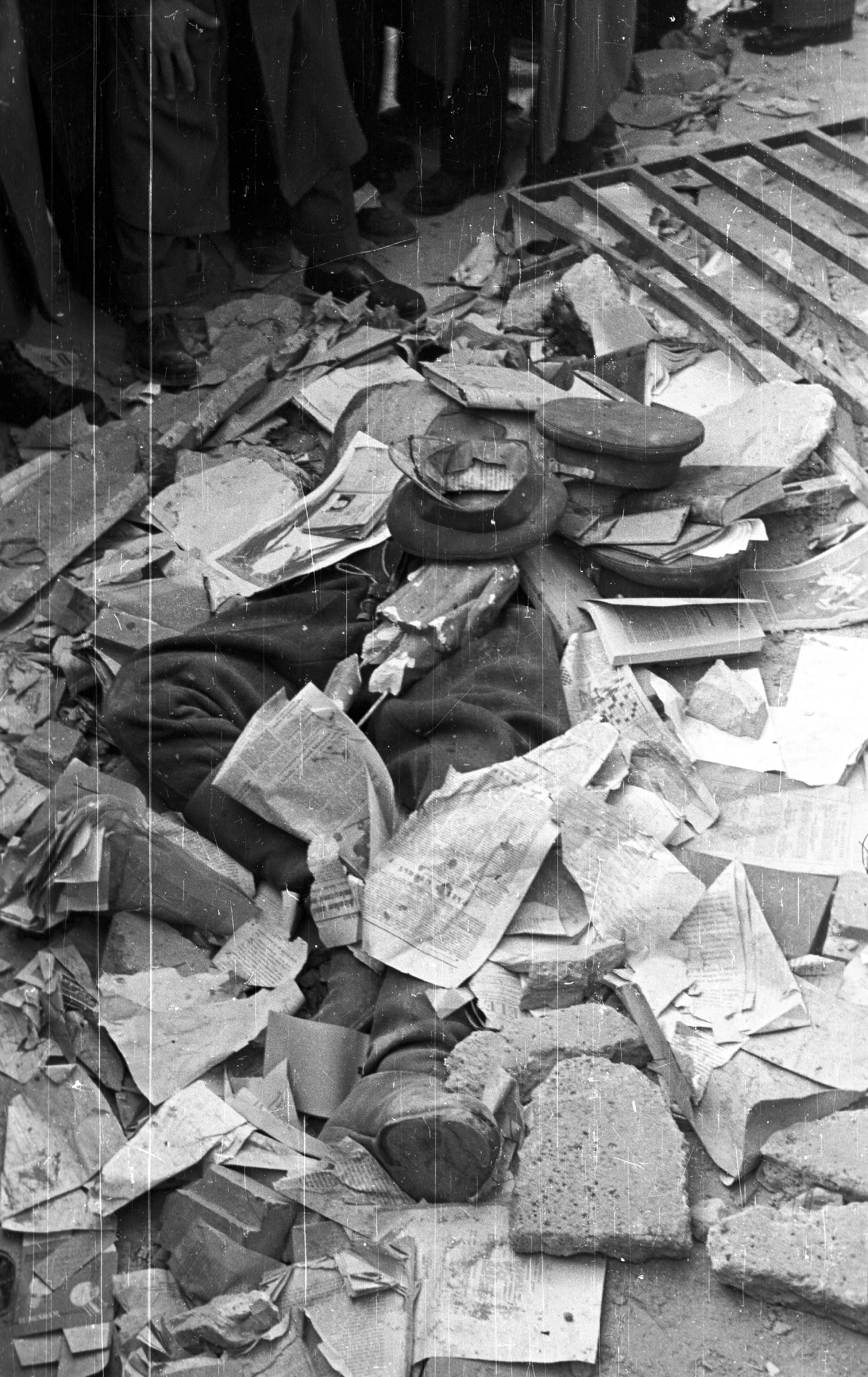
Труп советского офицера, забросанный пропагандистской литературой и советскими газетами
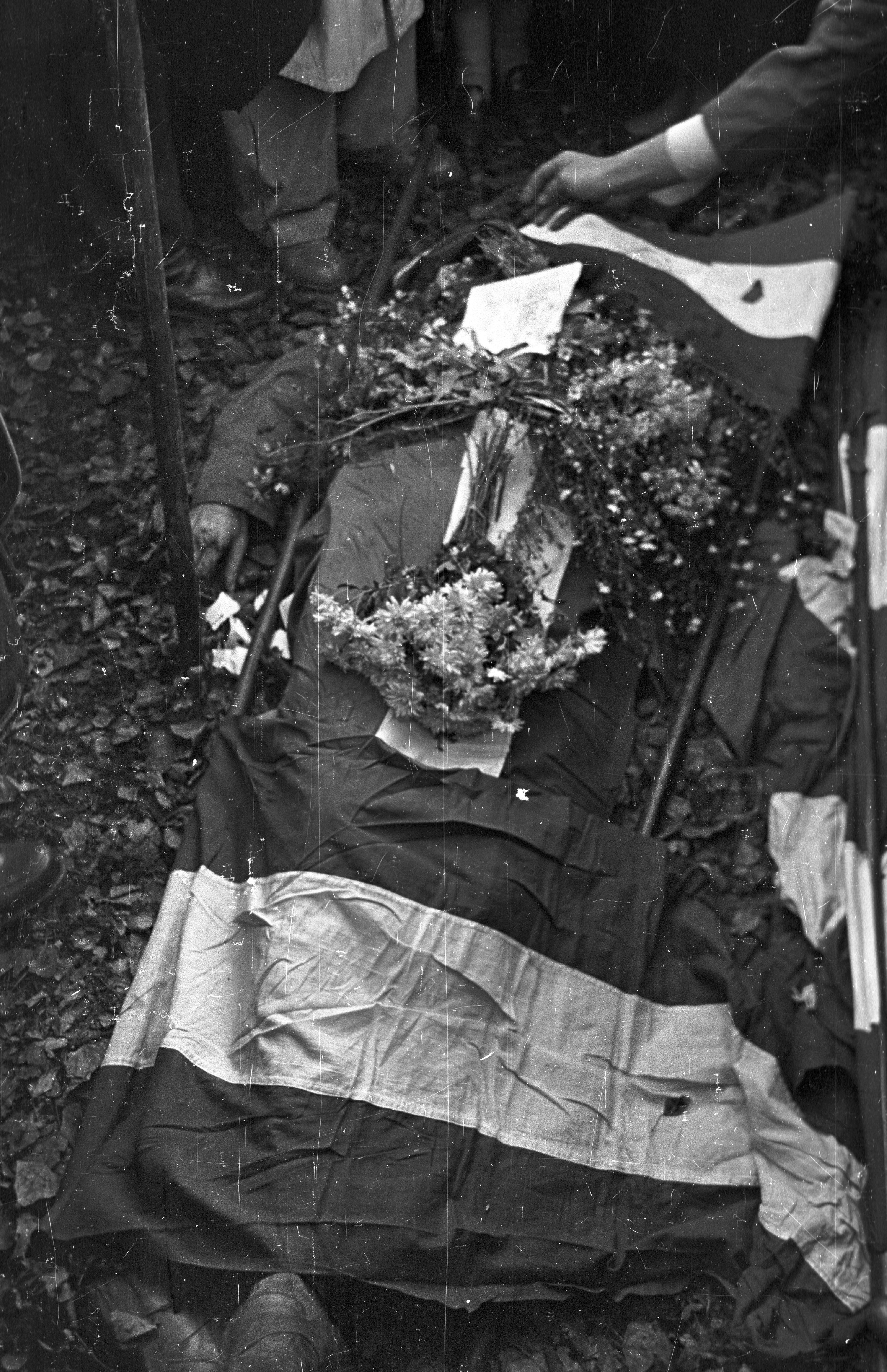
Тело погибшего повстанца, покрытое национальными флагами и цветами
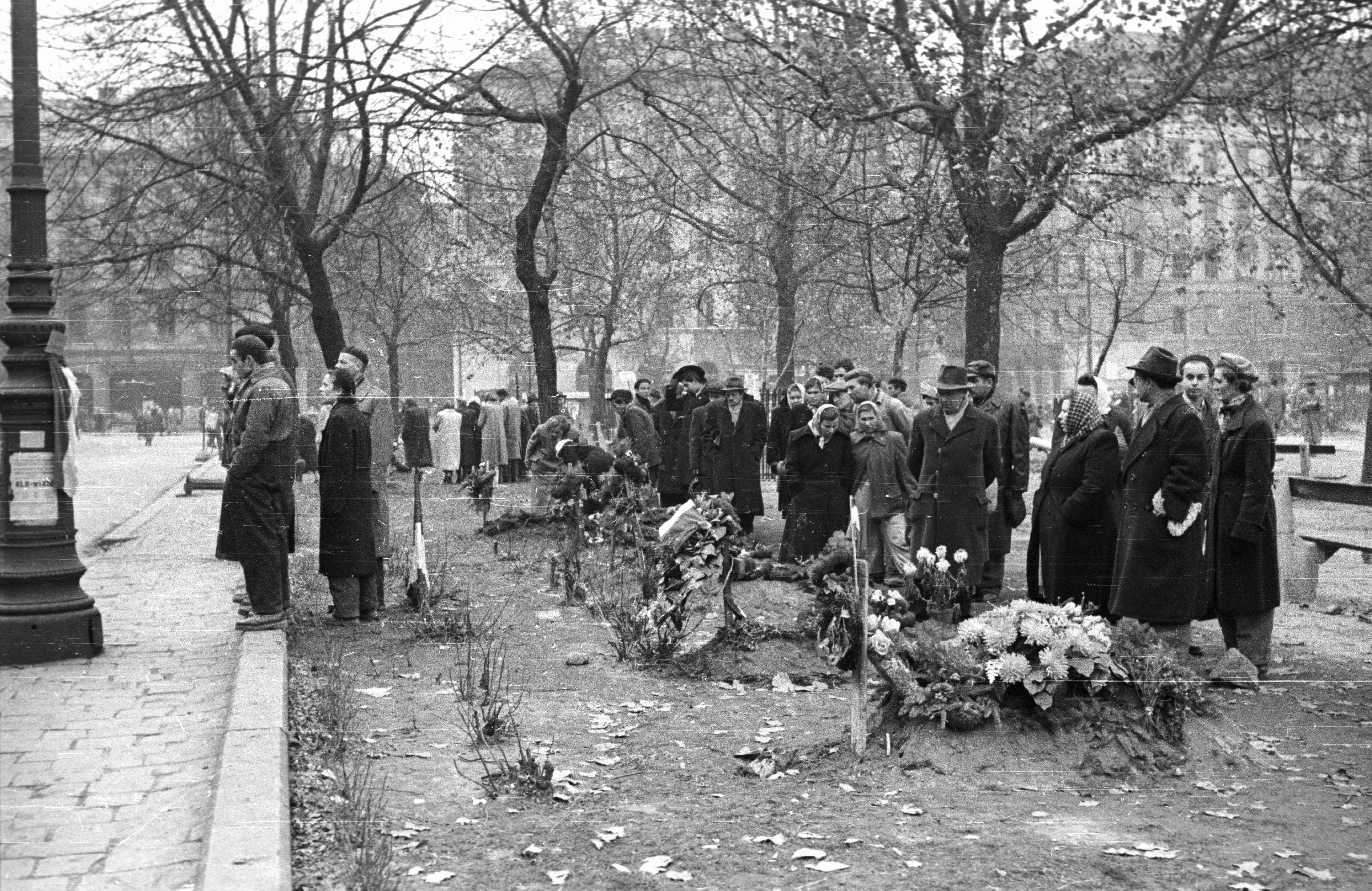
Торжественные похороны погибших
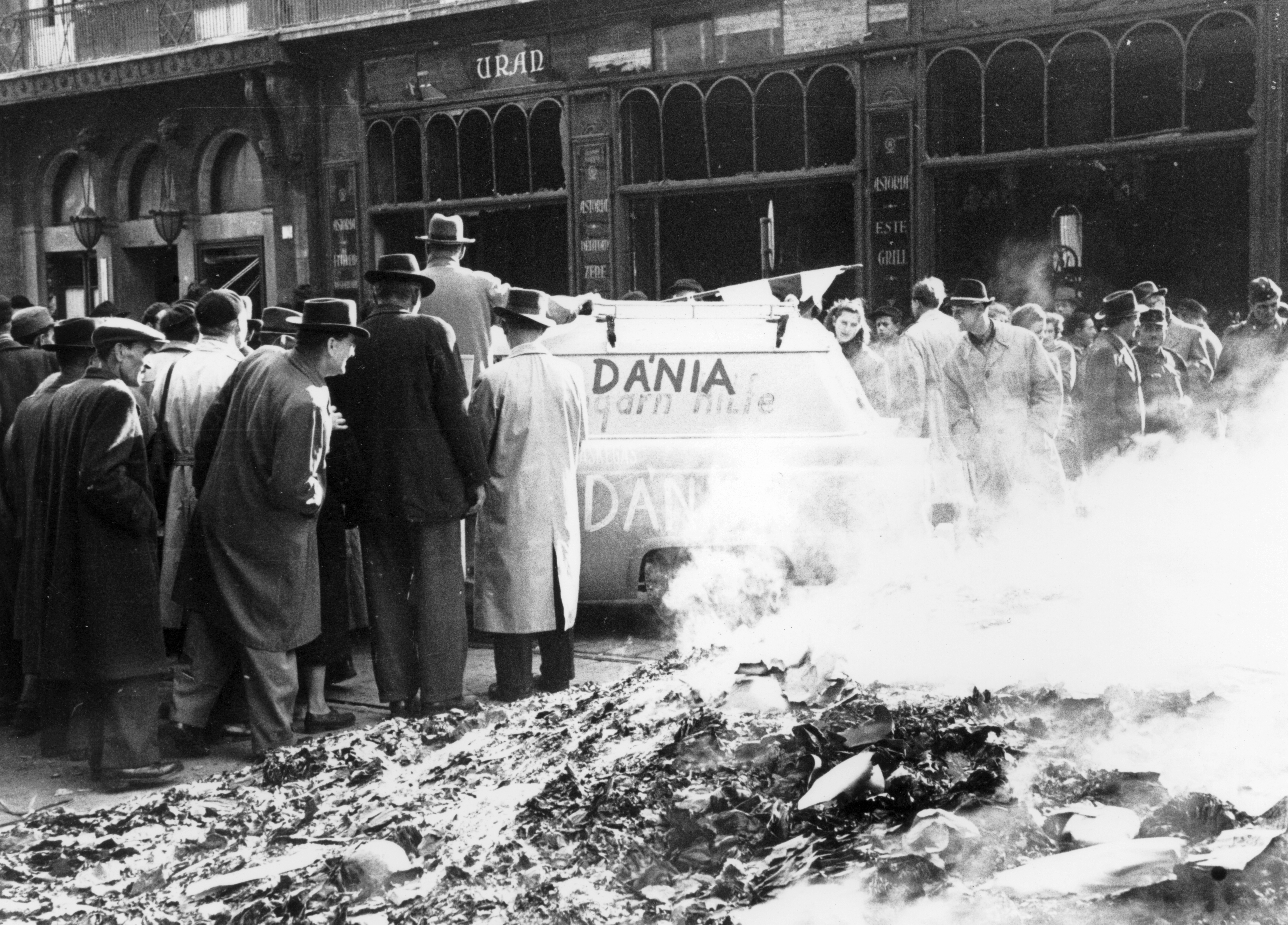
Дымящиеся горы советской пропаганды перед «Дворцом культуры»
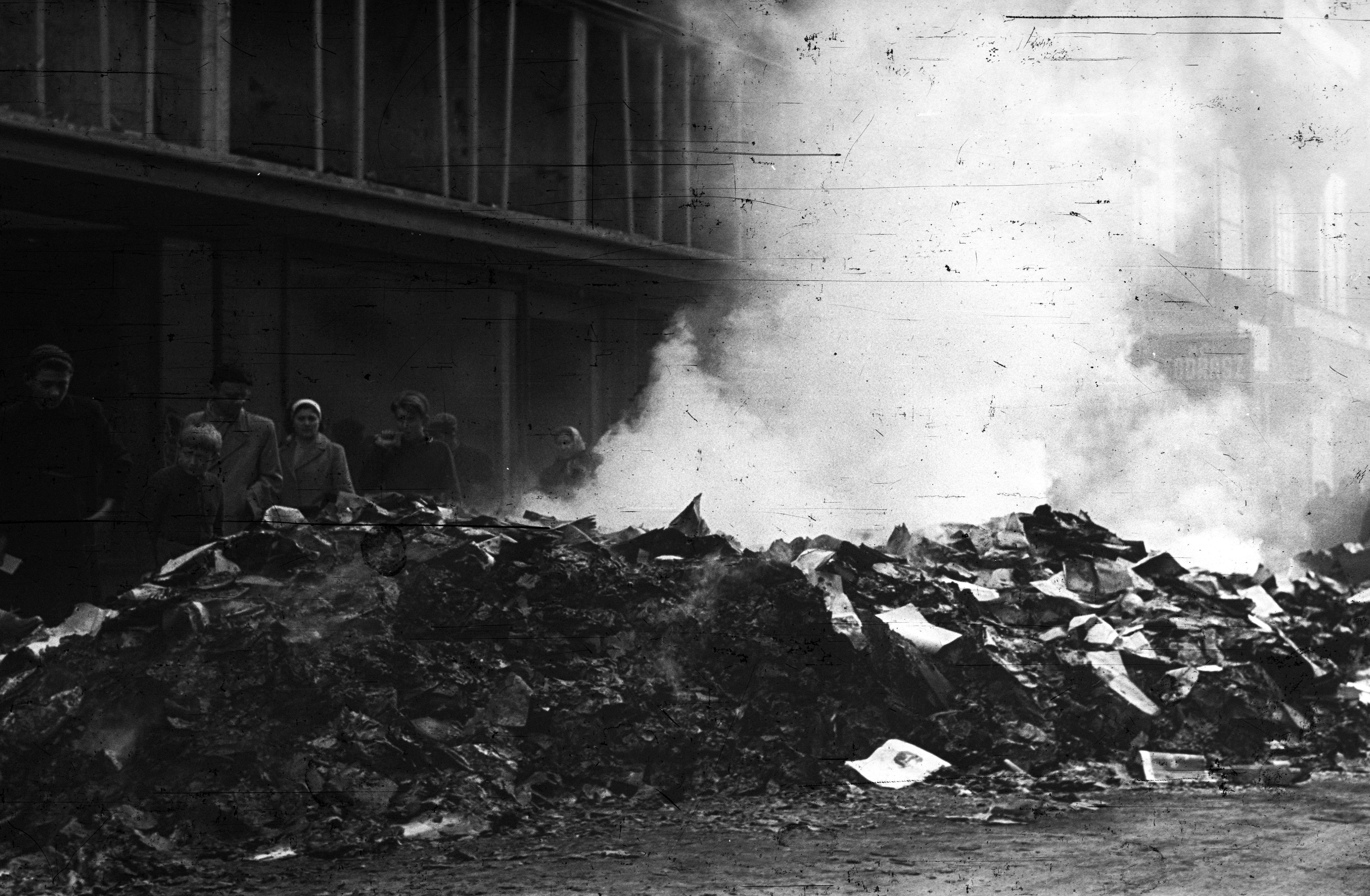
Дымящаяся советская пропаганда на площади Ленина
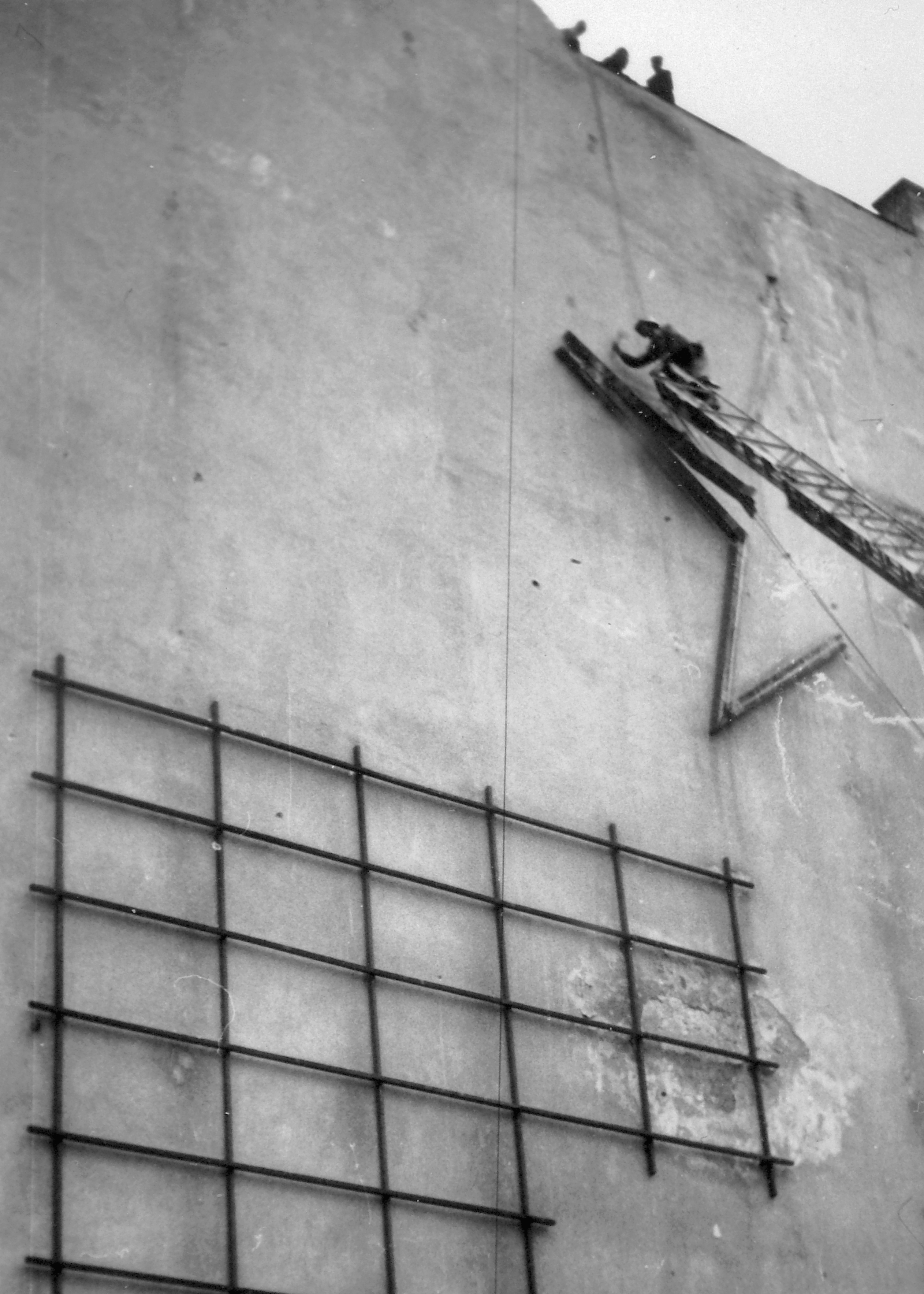
Снос советской звезды со стены здания
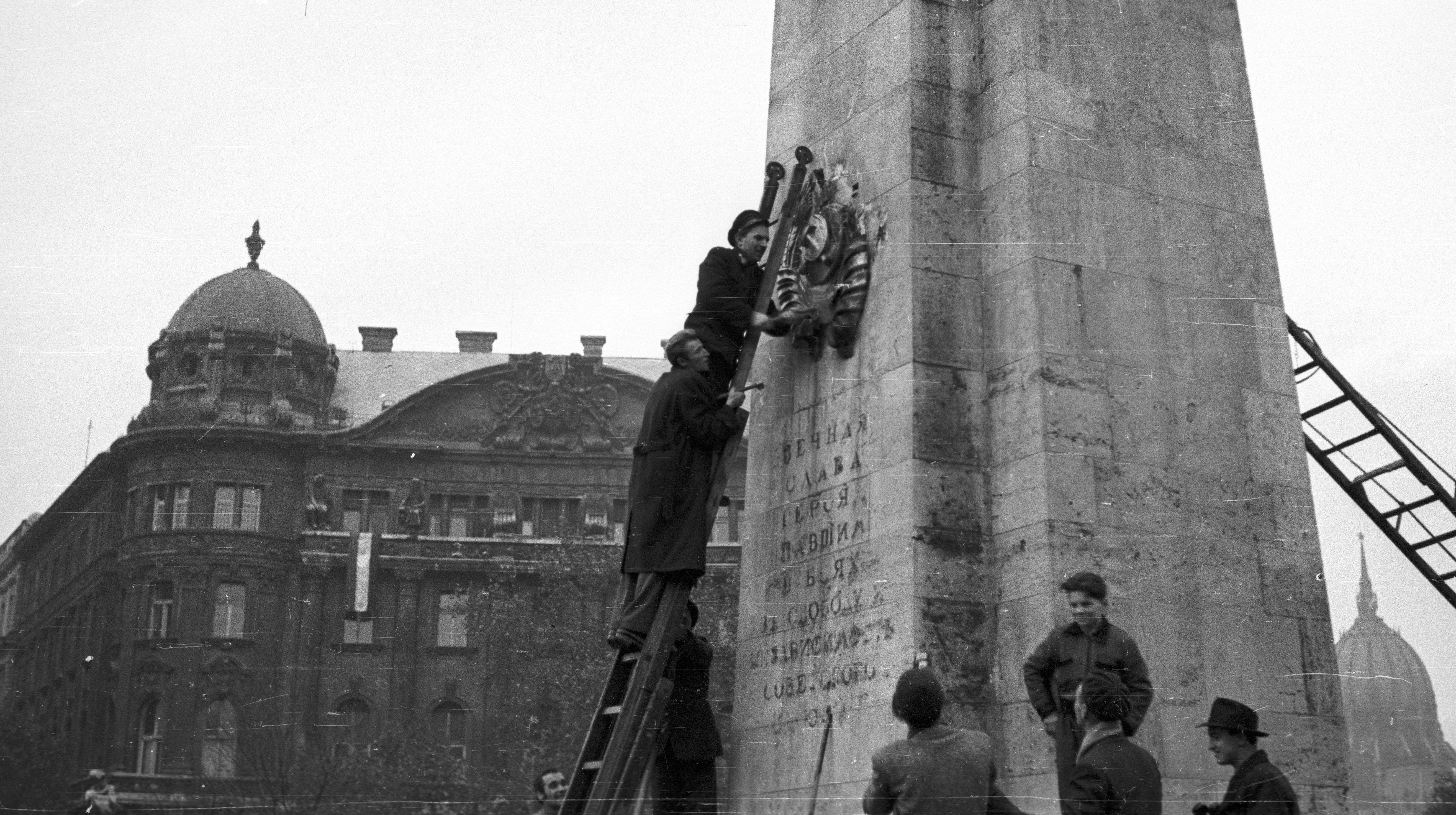
С монумента «Красной армии — освободительнице» срывают советский герб
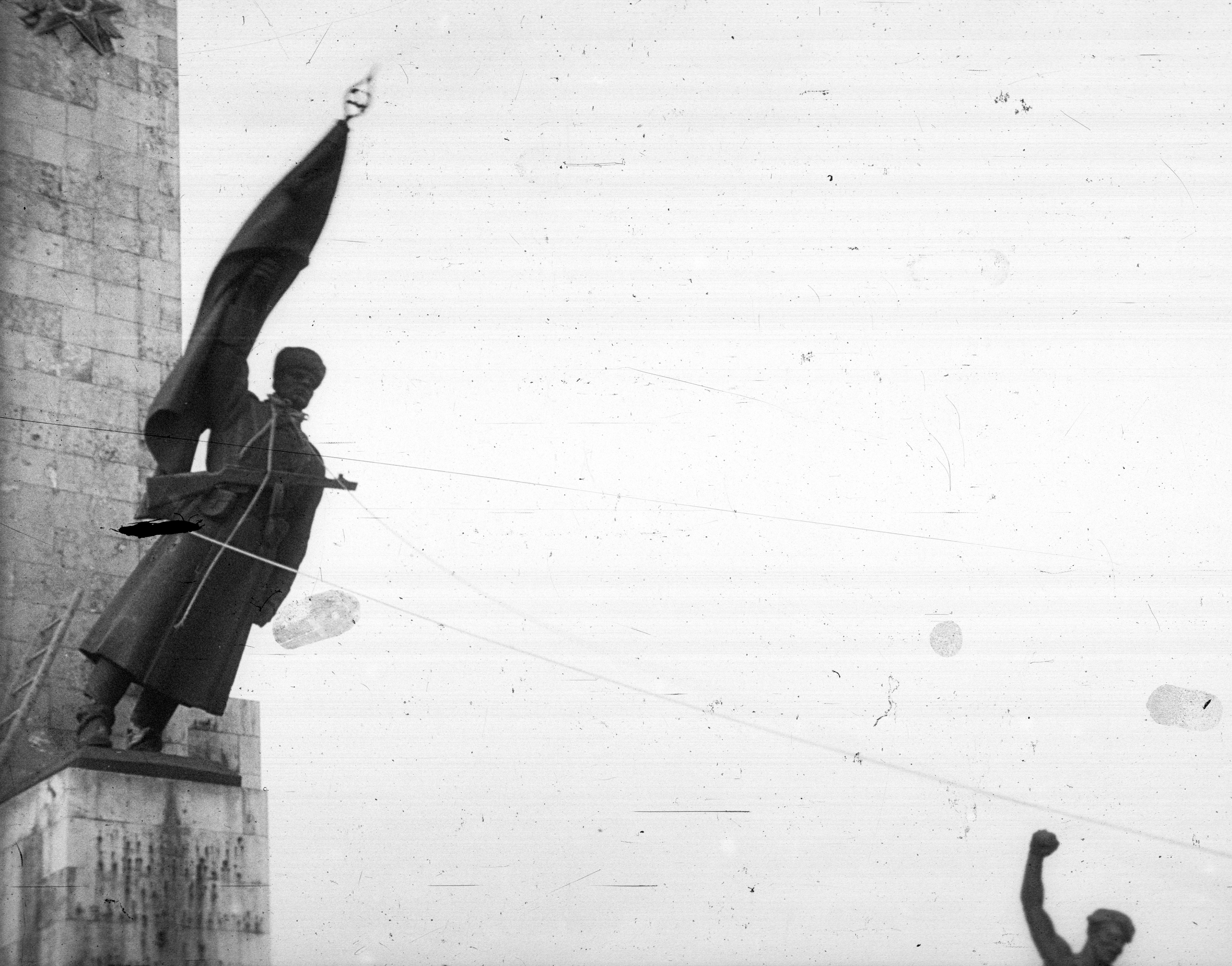
Свержение с постамента памятника советскому воину
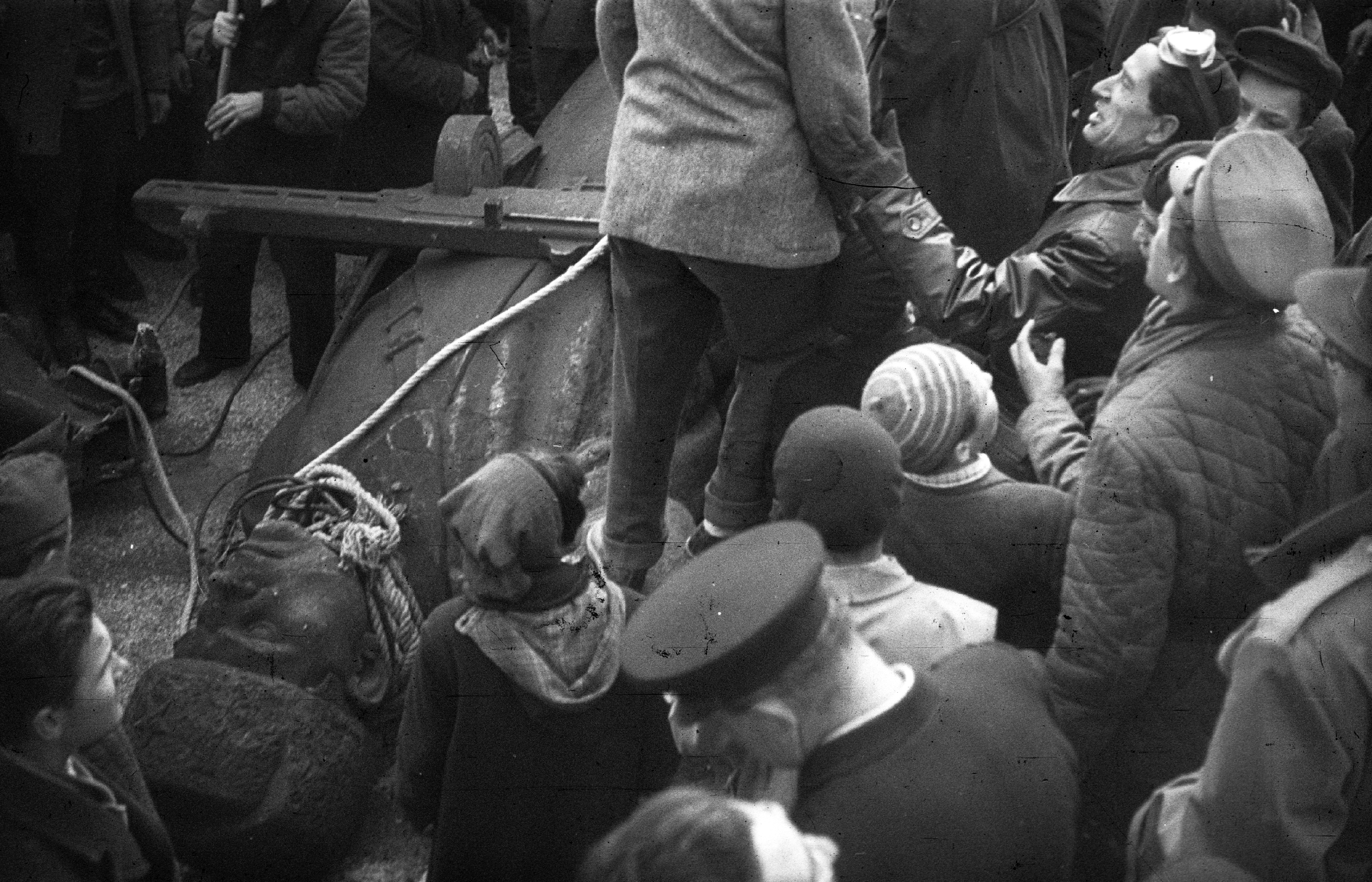
Памятник советскому воину с петлёй на шее
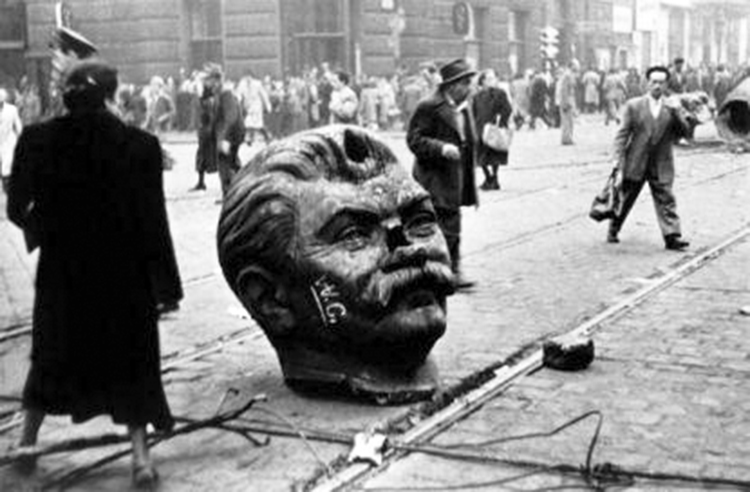
Снесённая голова от монумента Сталина
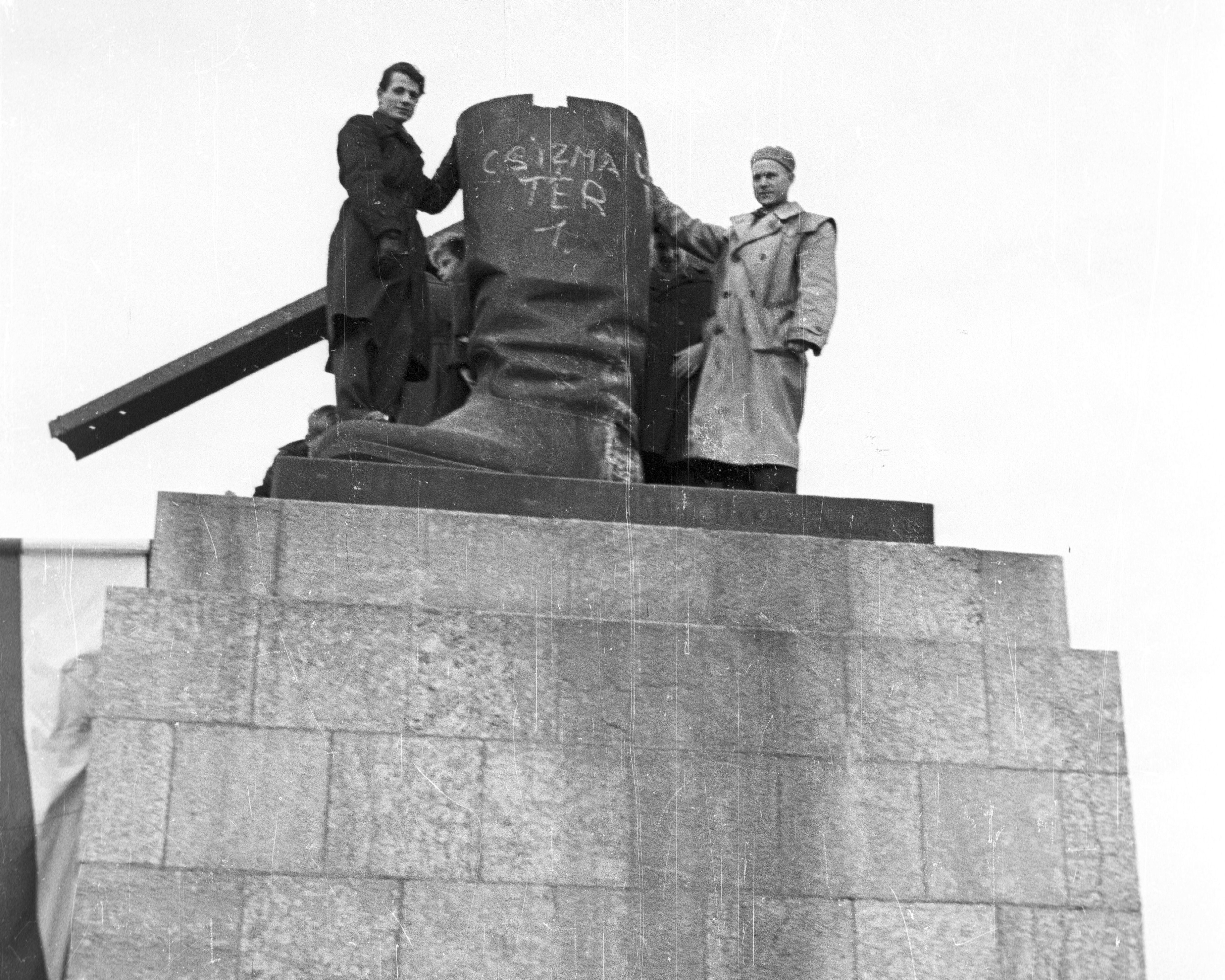
От монумента Сталину остались только сапоги гармошкой с надписью «Сапоги № 1»
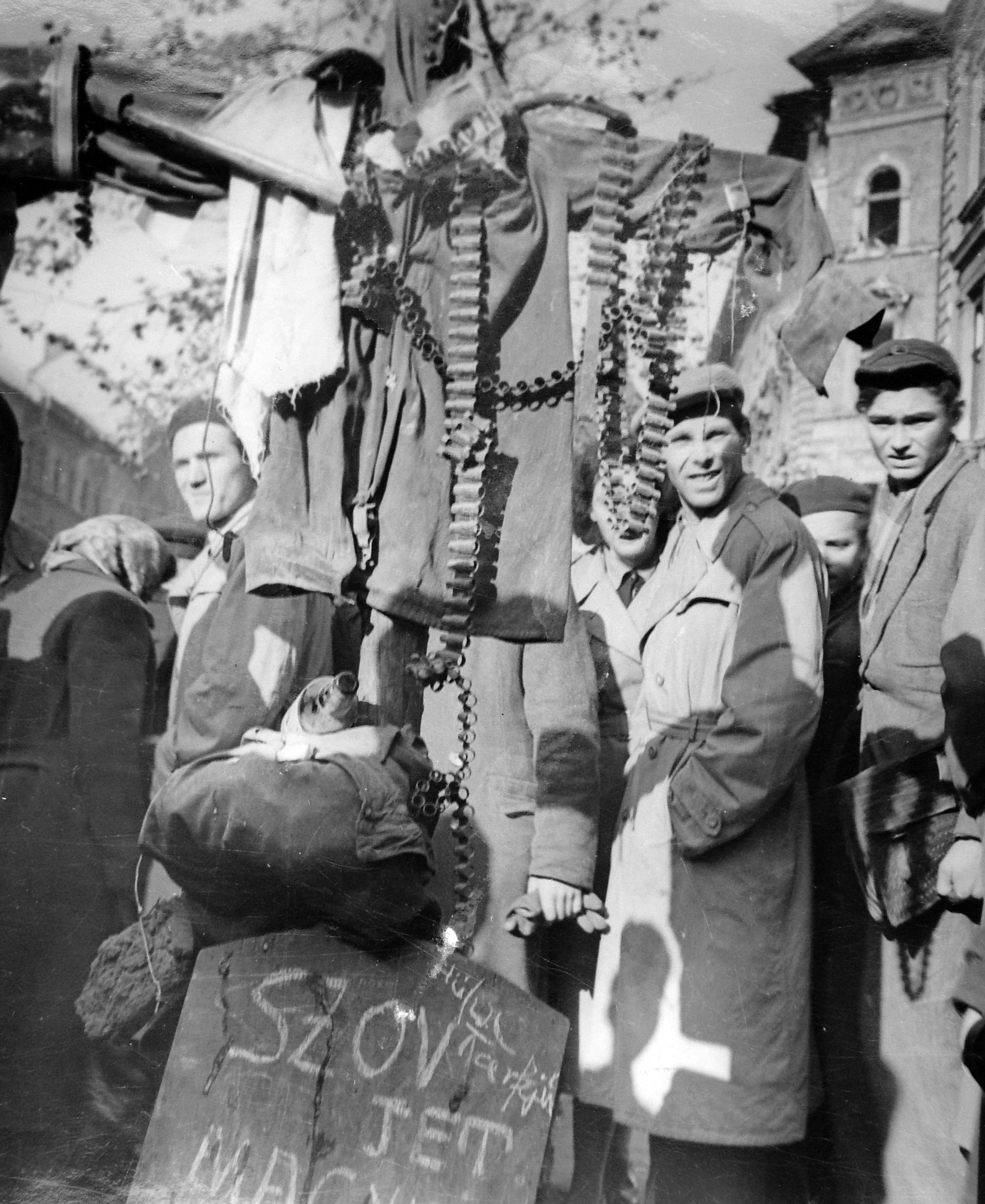
Пугало в ушанке, советской гимнастёрке, с папиросой и бутылкой, обвешанное пулемётными лентами от РПД внахлёст и подписью внизу «Советско-венгерская дружба» и «оставайтесь дома» на шее

### 24 октября
В ночь с 23 на 24 октября в Будапешт были введены около 6000 военнослужащих Советской армии, 290 танков, 120 БТР, 156 орудий, (по зарубежным данным — до 700 танков и единиц бронетехники) — руководствуясь опытом подавления Берлинского восстания 1953 года, советское руководство посчитало, что ввода войск в столицу самого по себе будет достаточно — демонстрация военной мощи устрашит венгров, и восстание будет окончено. Как результат — каких-то внятных инструкций и плана действий на случай вооружённого сопротивления у советских войск не было, что обусловило значительные потери, нерешённость логистического вопроса (то есть отсутствие тыла и снабжения войск в расчёте на скорую победу), отсутствие у командиров сведений о местности и противостоящей стороне, общая несогласованность действий и отсутствие взаимодействия на тактическом и оперативно-тактическом уровне, в сочетании с интенсивностью сопротивления привели к разгрому введённой в Будапешт группировки советских войск к исходу 27 октября. Кроме Будапешта и его предместий, такой же по численности советский контингент, включая части погранвойск, был направлен в западную часть Венгрии и сосредоточен вдоль венгерско-австрийской границы для перекрытия сухопутного коридора на Запад и предотвращения возможности вмешательства НАТО в происходящие события. Тем временем часть венгерских военнослужащих и полицейских перешла на сторону восставших. Введённые советские войска были встречены «коктейлями Молотова» и огнём со стороны восставших. Имело место дезертирство нескольких десятков солдат и офицеров советских войск (выжившие дезертиры впоследствии были расстреляны в ноябре во внесудебном порядке, «по законам военного времени», за «измену родине»), вещи тех из них, которые воевали на стороне восставших, впоследствии, во время повторного советского вторжения, были найдены на будапештских баррикадах. Выжившим были устроены фильтрационные лагеря и усиленная проверка контрразведкой на предмет «вынашивания пораженческих настроений», «работы на иностранные разведки» и т. п. Эта «потерянная армия» и разгромные для советской стороны эпизоды боёв в рамках первого, провалившегося октябрьского ввода войск, впоследствии либо вообще никак не упоминались советской историографией, либо упоминались с явно заниженными потерями. Показателен пример удостоенного посмертно звания Героя Советского Союза командира 1195-го артиллерийского полка С. Н. Кохановича — части 33-й гвардейской механизированной дивизии, в состав которой входил его полк, не имея карт и сопровождающих, потеряли ориентирование в Будапеште, командир полка погиб, пытаясь организовать связь между частями дивизии.
В ночь с 23 на 24 октября венгерская погранохрана на границе с Австрией прекратила дежурство на границе, ранним утром 24 октября в Австрию хлынули толпы беженцев. Неудачные и плохо согласованные с советским армейским командованием попытки восстановить контроль над венгерско-австрийской границей силами погранвойск КГБ продолжались до середины ноября, а с середины ноября до начала декабря с переменным успехом продолжалось установление вблизи границы особого пограничного режима, в декабре прорваться в Австрию даже вооружённым группам венгерских повстанцев стало затруднительно, хотя массовость потока беженцев была такова, что даже после «закрытия границы на замок» (по выражению американских обозревателей), продолжались массовые случаи её перехода.
Происходил штурм некоторых советских гарнизонов, пунктов дислокации и военных городков в Венгрии. Более шестисот семей офицеров Особого Корпуса было эвакуировано на Западную Украину.
Бой за овладение зданием Дома радио к полудню завершился победой восставших, но перед тем, утром (в 8:00 по Гринвичу) Радио Будапешт передало последнее надиктованное советскими кураторами обращение правительства ВНР с просьбой о вмешательстве советских войск, находящихся в Венгрии, — в радиосообщении, среди прочего, заявлялось, что советские войска «помогают в наведении порядка».
Во всём Будапеште в распахнутых окнах появились приёмники — в 12:10, без предупреждения, заговорил премьер-министр: «Говорит Имре Надь, Председатель Совета министров Венгерской Народной Республики. Жители Будапешта! Сообщаю вам, что все те, кто во избежание дальнейшего кровопролития сегодня до 14 часов прекратит борьбу и сложит оружие, не будут преданы чрезвычайному суду». Призвав население к спокойствию, премьер-министр продолжал: «Первоочередная и самая главная задача сейчас — срочно нормализовать положение. После этого мы и обсудим с вами все вопросы. Ведь правительство и большинство венгерского народа хотят одного и того же. Рассчитывая на общее для всех высокое чувство ответственности за судьбы нации, призываю вас, всех венгров и венгерок — молодёжь, рабочих, крестьян, интеллигенцию, — сохранять мужество и спокойствие, противостоять провокациям, оказывать помощь и поддержку органам правопорядка». В заключение Имре Надь сказал: «Сплачивайте ряды вокруг партии и правительства! Верьте, что, избавившись от ошибок прошлого, мы найдём верный путь к процветанию нашей родины». С этого момента и две последующие недели вплоть до подавления восстания Надь и другие члены правительства призывали только к прекращению сопротивления.
В Будапешт прибыли члены Президиума ЦК КПСС А. И. Микоян и М. А. Суслов, председатель КГБ И. А. Серов, заместитель начальника Генштаба генерал армии М. С. Малинин. Во время восстания МХБК и другие эмигрантские организации тесно сотрудничали с западными разведывательными службами в деле засылки в Венгрию оружия и вооружённых групп. 24 октября 1956 года чрезвычайное заседание исполкома «Венгерского национального комитета» приняло обращение к президенту США с призывом оказать помощь «венгерской революции».
В этой ситуации правительство соседней Австрии объявило о своём нейтралитете, что по мнению западных обозревателей, фактически означало объявление австрийским правительством своей поддержки Москве. Это сыграло крайне отрицательную для венгерского населения роль в дальнейшем, когда западные гуманитарные организации попытались наладить поставки гуманитарной помощи Венгрии, в связи с бесполётной зоной над Венгрией доставить туда гуманитарные грузы можно было только ввезя их через австрийско-венгерскую границу. Власти Австрии распорядились забаррикадировать дороги и мосты ведущие в Венгрию, таким образом переправить в Венгрию стало возможно только грузы размером не больше картонной коробки, которые в руках переносились волонтёрами через мосты на венгерскую сторону, а оттуда развозились по Венгрии автотранспортом. О передаче венгерскому населению крупногабаритных гуманитарных грузов или же железнодорожных эшелонов с гуманитарной помощью теперь не могло быть и речи.

Надпись на стене: «Смерть госбезопасности!»
Повстанцы конвоируют сотрудника венгерской госбезопасности
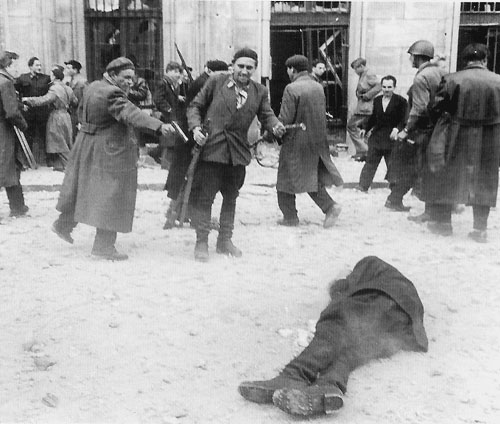
Будапешт. Расстрел сотрудника госбезопасности
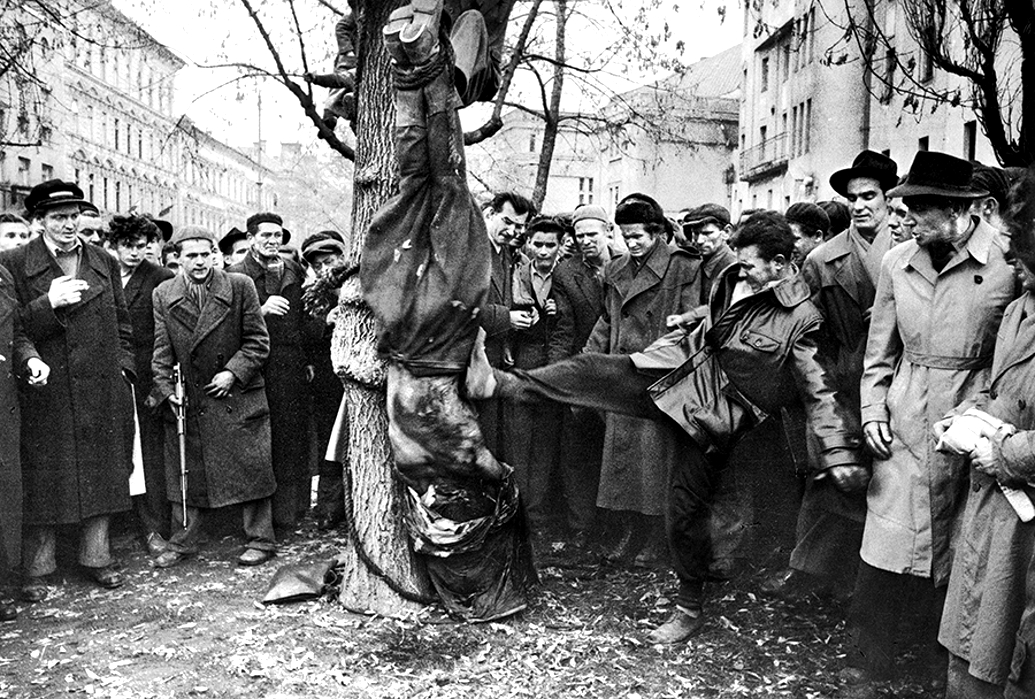
Повешенный вниз головой изуродованный труп сотрудника госбезопасности
Труп советского майора на будапештской улице
Уничтоженный советский танк ИС-3
Подбитый тяжёлый советский танк ИС-3 у кинотеатра «Корвин»
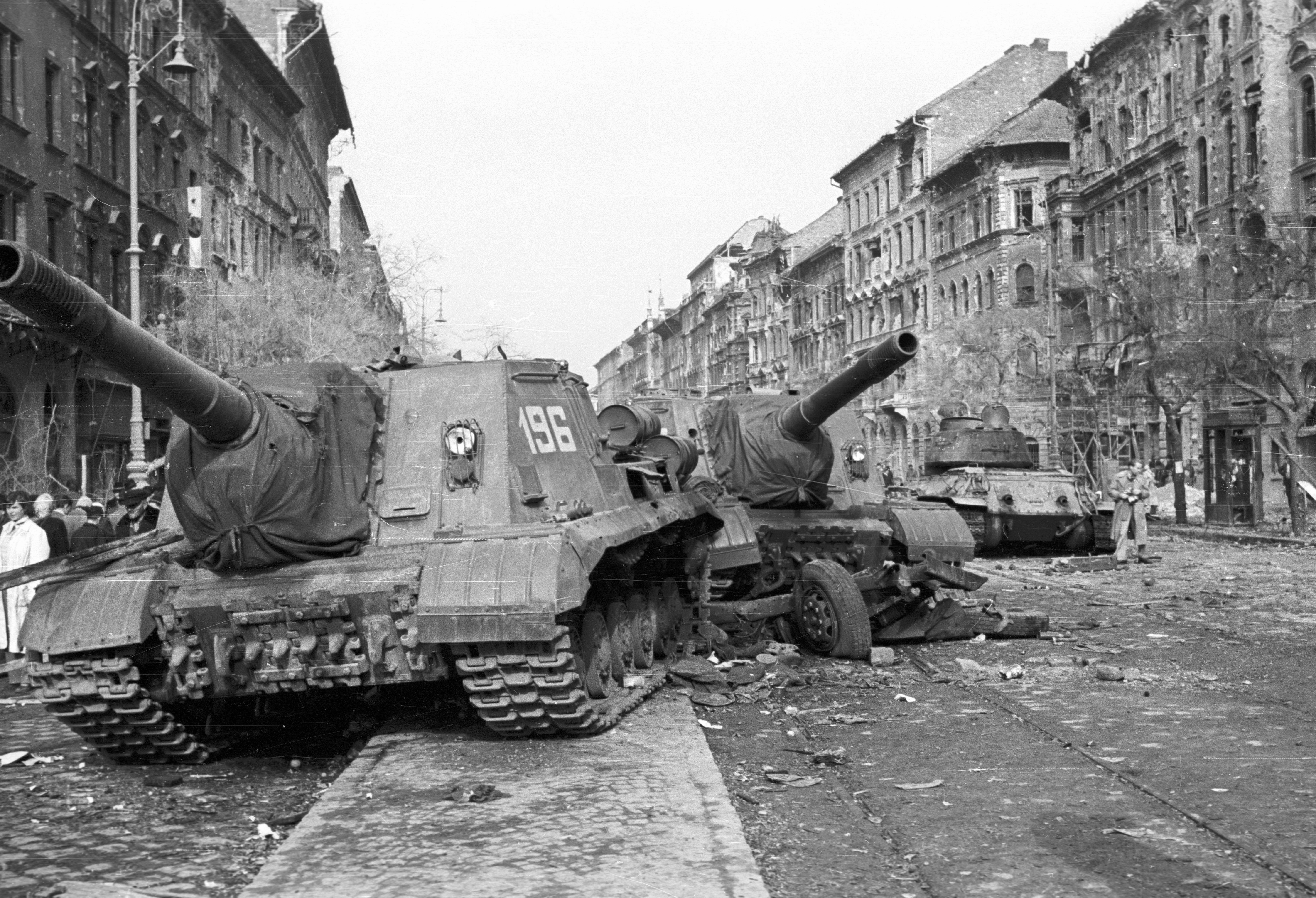
Советские ИСУ-152 в центре Будапешта

### 25 октября
Утром к городу подошла 33-я гвардейская механизированная дивизия, вечером — 128-я гвардейская стрелковая дивизия, влившиеся в Особый корпус. По советским данным: «Во время митинга у здания парламента произошёл инцидент: с верхних этажей был открыт огонь, в результате чего погиб советский офицер и был сожжён танк». В ответ на это советские войска открыли огонь по манифестантам, в результате с обеих сторон был убит 61 человек и 284 было ранено. Историк Ласло Контлер пишет, что «по всей вероятности, огонь вели сотрудники спецслужб, скрывавшиеся на крышах ближайших зданий», при этом было убито почти 100 демонстрантов.
Генерал-лейтенант Е. И. Малашенко так вспоминает об этом инциденте:

Многие подошли к стоявшим здесь танкам, забирались на них и втыкали знамёна в стволы орудий.
С чердаков зданий, находящихся на площади против парламента, был открыт огонь по демонстрантам и советским военнослужащим. Два венгерских танка, сопровождавшие демонстрантов, сделали несколько выстрелов и исчезли. Командир одного из наших подразделений был убит.
Советские солдаты и сотрудники госбезопасности, охранявшие парламент, открыли ответный огонь по крышам зданий, откуда стреляли. На площади Лайоша Кошута возникла паника. Люди с первыми же выстрелами стали разбегаться в поисках укрытия. Когда перестрелка утихла, многие поспешили покинуть площадь.

Приехавший тогда корреспондент Питер Фрайер со слов другого очевидца, Чарльза Куттса (Charles Coutts), следующим образом описывал ситуацию: приехавший танк остановился, а вылезшему военному протестующие объяснили о мирных намерениях, после чего военный предложил протестующим запрыгнуть на танк; другие приехавшие танки якобы тоже отказались подавлять демонстрацию, после чего началась перестрелка между стреляющими с крыш и танками; ранило и убило около тридцати человек, включая одного советского офицера.
Информация об этом массовом убийстве ожесточила людей: в стране начались убийства сотрудников госбезопасности — с пытками и судами Линча.
С советских монументов и мемориалов повсеместно срывают советский символ — звёзды.
По данным западных источников, всего, на второй день в подкрепление к 6 тысячам прибывших накануне советских солдат было прислано ещё 14 тыс. солдат и 250 танков. Все эти силы были разбиты восставшими и потери советской стороны явно превысили «одного советского офицера и один танк». Повстанцы применили подвижную партизанскую тактику действий малыми группами — они обстреливали танковые и механизированные колонны, после чего исчезали, затяжную оборону повстанцы вели только с хорошо подходящих для этого плацдармов. Поскольку традиционная для Советской армии тактика овладения городами предусматривала их предварительную авиационную бомбардировку и артподготовку (то есть, по сути, превращение городов в руины), в сложившейся ситуации им нечего было противопоставить тактике восставших.

### 26 октября
26 октября 1956 года правительство Венгрии объявило амнистию всем участникам антиправительственных выступлений, которые сложат оружие до 22:00, однако восставшие отклонили это предложение.
В полдень у Будапештского кинотеатра «Корвин» была разгромлена советская танковая колонна. Советским войскам под «Корвином», помимо партизан, противостояли две венгерские танковые дивизии.
Столкновения продолжались целый день. 26 октября УГБ, ссылаясь на статью 34 Устава ООН, направило госсекретарю США Даллесу просьбу о том, чтобы американское правительство срочно вмешалось в венгерские события. Аналогичное обращение с требованием о вмешательстве ООН было направлено её генеральному секретарю.
Коммунистические авторы Холлош и Лайтаи утверждали, что с 25 октября в Венгрию активно завозилось оружие, а для доставки якобы использовались грузы Красного Креста. В частности они пишут, что 26 октября с территории Австрии прибыл такой груз, который частично содержал оружие и боеприпасы. В тот же день сотрудники сомбатхейского управления полиции в грузовике с опознавательными знаками Красного Креста обнаружили два ящика немецких боевых винтовок и ящик патронов к ним.

### 27 октября
Эрнё Герё был заменён на посту первого секретаря ЦК ВКП Яношем Кадаром и уехал в ставку советской Южной группы войск в Сольноке. Был снят с поста также министр внутренних дел и глава УГБ Ласло Пирош (на следующий день оба бежали в СССР). Однако эта кадровая замена была произведена слишком поздно и никакого влияния на события не оказала. Имре Надь выступил по радио, обращаясь к воюющим сторонам с предложением прекратить огонь. Местные партийные органы власти разбегались, а на их местах возникало стихийное народное самоуправление — рабочие комитеты на предприятиях и революционные комитеты как местные административные структуры. Этот момент был переломным для Имре Надя: он мог выбрать подавление восстания с помощью советских войск или сделать попытку возглавить революционные события. Он выбрал второй вариант, реорганизовал правительство, включив в него философа-марксиста Дьёрдя Лукача и двух бывших лидеров Независимой партии мелких хозяев Золтана Тилди и Белу Ковача.
Будапештская группировка советских войск потерпела поражение. Планы советского командования по оцеплению Будапештского очага восстания от очагов сопротивления на периферии были сорваны. По оценке историка М. Лаара, к исходу 27 октября потери советской группировки в Будапеште составили не менее пятисот погибшими, большинство танков и бронетехники было брошено из-за отсутствия подвоза горючего и боеприпасов, выжившие остались без связи, без провианта, были истощены и деморализованы от произошедшего, в связи с чем советская сторона пошла на очередные переговоры с участием военного командования. Поскольку часть военной техники была брошена солдатами в панике без приведения в негодность или снятия с неё жизненно важных для возможности дальнейшего использования узлов и агрегатов, восставшие получили около сотни исправных танков Т-34 и порядка трёхсот артиллерийских орудий различного образца. Будапешт усиленно готовился к отражению нового советского вторжения: венгры возводили баррикады, строили заградительные рубежи, создавали мобильные боевые отряды, развернули кампанию по обучению азам военного дела для гражданских добровольцев, не державших ранее оружия.

### 28 октября

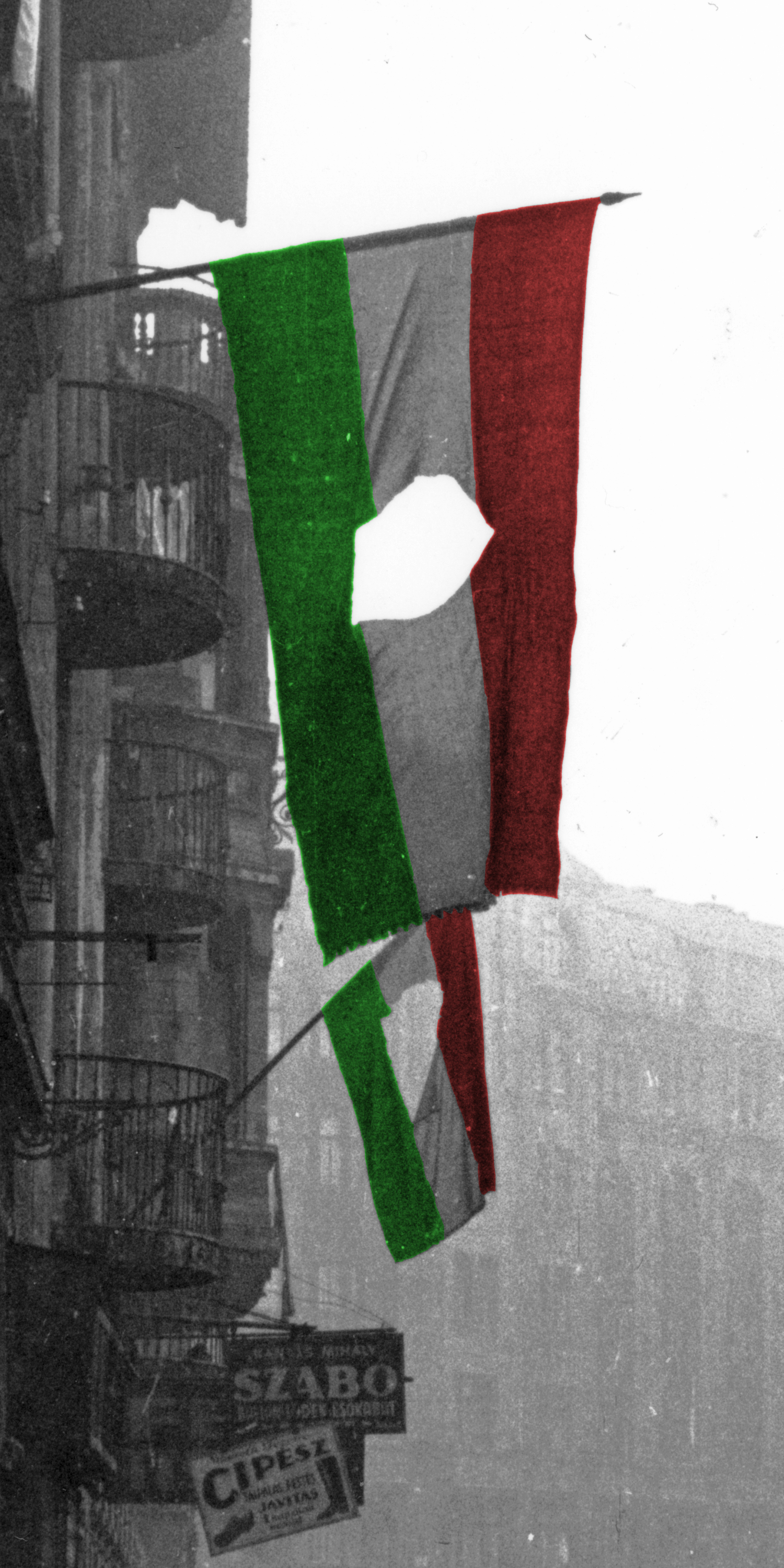
Флаг восставших представлял собой флаг Венгрии с вырезанным из него гербом ВНР

На утро 28 октября был запланирован штурм советскими войсками совместно с подразделениями 5-го и 6-го венгерских механизированных полков центра столицы. Однако перед самым началом штурма венгерские части получили приказ своего командования о неучастии в боевых действиях. Объяснялось это тем, что повстанцы якобы были готовы сложить оружие.
Имре Надь вёл переговоры с руководителями вооружённых отрядов Ласло Иван Ковачем, Гергеем Понгратцем и другими и принял их требования. Вслед за тем он позвонил по телефону в Министерство обороны и предупредил, что если будет осуществлён штурм кинотеатра «Корвина», где располагался центр восстания, он подаст в отставку. В результате операция захвата была сорвана. С этого момента части ВНА по требованию правительства И. Надя сопротивления повстанцам не оказывали, приказов о ведении действий против восставших не получали.
В Будапеште был создан Революционный военный совет в составе генерал-майора Б. Кирай, Л. Кана, И. Ковача, полковника П. Малетера и других (Малетер, как и некоторые другие военные лидеры восстания, перед своей легализацией в качестве одного из командиров силами восставшихся использовал военный псевдоним и представлялся прессе как «полковник Аш»). Имре Надь выступил по радио, в ходе выступления он назвал события в Венгрии «революцией» и заявил, что «правительство осуждает взгляды, в соответствии с которыми нынешнее народное движение рассматривается как контрреволюция». Правительство объявило о прекращении огня, роспуске Венгерской Народной Армии и создании новых вооружённых сил, прекращении деятельности ВПТ, а также о начале переговоров с СССР о выводе советских войск из Венгрии.
Тем временем, 28 октября на пограничный переход Никкельсдорф прибыл один из командиров восставших — австрийские пограничники, чтобы избежать политических последствий в рамках занятого Австрией нейтралитета, возвели на нейтральной полосе барьер для проезда его машины на австрийскую территорию. Партизанский вождь спешился и в сопровождении международных журналистов проследовал на нейтральную полосу, чтобы организовать приём гуманитарной помощи, провианта и медикаментов для венгерского населения, там он дал пресс-конференцию для иностранной прессы, где заявил, что венгерский народ желает жить в мире и дружбе со всеми странами и что повстанцы сожалеют обо всех былых неурядицах с соседними странами, стремятся к миру с соседями.
28, 29, 30 и 31 октября Радио Будапешт сообщало о ходе советско-венгерских переговоров о выводе советских войск из Будапешта и достигнутых договорённостях (советская пропаганда и впоследствии официальная советская историография отрицала какие-либо договорённости с правительством Надя и вообще сам факт переговоров). В радиопередачах Радио Будапешт 29, 30 и 31 октября постоянно озвучиваются свежие данные о достигнутых договорённостях с советской стороной, 31 октября называется как день завершения вывода советских войск из Будапешта.
Заявление И. Надя от 28 октября стало поворотным моментом в развитии октябрьских событий. Партийный актив, защищавший общественные здания, министерства и райкомы, получил приказ венгерского правительства немедленно сдать всё наличное оружие. Наиболее дисциплинированные коммунисты его выполнили, и позже многие из них поплатились за это жизнью, будучи убитыми повстанцами и не имея при этом оружия для самообороны.

### 29 октября
Имре Надь упразднил УГБ (ÁVH). Бои на улицах прекратились и впервые за прошедшие пять дней на улицах Будапешта воцарилась тишина. Советские войска начали покидать Будапешт. Казалось, революция победила.
Йожеф Дудаш и его боевики захватили редакцию газеты Szabad nép, где Дудаш начал издавать собственную газету. Дудаш объявил о непризнании правительства Имре Надя и формировании собственной администрации.
29 октября Миклош Хорти, бывший правителем (регентом) Королевства Венгрия до 1944 года и живущий в Португалии, обратился к главам государств США, Великобритании и ФРГ с просьбой оказать помощь венгерской «революции» и, если понадобится, вмешаться военными средствами в интересах её победы.

### 30 октября
Mаршал Жуков на президиуме ЦК КПСС заявил:

Главное, решить в Венгрии. Антисоветские настроения широки. Вывести войска из Будапешта, если потребуется — вывести из Венгрии. Для нас в военно-политическом отношении — урок.

Впрочем, уже на следующий день на заседании Президиума Жуков заявил противоположное: «Действия должны быть решительными. Изъять всю дрянь. Обезоружить контрреволюцию».
В этих условиях было принято решение вывести все советские части из Будапешта. Советским военнослужащим приказом от 30 октября было запрещено открывать ответный огонь, «поддаваться на провокации» и выходить за расположение части.
Утром все советские войска были уведены в места дислокации.
Некоторые тюрьмы, ассоциировавшиеся с репрессивной венгерской госбезопасностью, были захвачены повстанцами. Охрана сопротивления практически не оказывала и частично разбежалась.
Из тюрем были выпущены находившиеся там заключённые, включая осуждённых за преступления в годы войны. К 4 ноября из тюрем и колоний на волю их вышло около 13 тысяч, в том числе, по советским данным, 10 тысяч осуждённых за уголовные преступления. На местах профсоюзами начали создаваться рабочие и местные советы, не подчиняющиеся властям и не контролируемые коммунистической партией.
Восстание, добившись определённых временных успехов, быстро радикализировалось — имели место убийства коммунистов, сотрудников венгерской госбезопасности и МВД Венгрии, обстрелы советских военных городков. Гвардейцы Белы Кирая и отряды Дудаша убивали членов ВПТ, сотрудников УГБ и венгерских военных, отказывающихся им подчиниться. Всего в результате самосудов погибло 37 человек.
Однако корреспонденты иностранных изданий («Монд», «Таймс», «Вельт» и др.) писали о 20 повешенных членах Будапештского городского комитета ВПТ и примерно 100 убитых работниках УГБ (Сотрудников УГБ не спасали уловки, такие как переодевание в полицейскую форму, её сотрудники массово перебегали в Чехословакию, Румынию и СССР).
Повстанцами был захвачен Будапештский городской комитет ВПТ, и свыше 20 коммунистов были повешены толпой. Фотографии повешенных коммунистов со следами пыток, с лицами, обезображенными кислотой, обошли весь мир. Эта расправа была, однако, осуждена представителями политических сил Венгрии[какими?].
Контролировавшееся повстанцами Радио Будапешт опровергло заявление от 24 октября с просьбой о советском военном вмешательстве, заявив, что Имре Надь не подписывал обращение венгерского правительства к советскому правительству о военном вмешательстве, и приписало это обращение председателю совета министров (до утра 24 октября) А. Хегедюшу и первому секретарю ВПТ (до утра 25 октября) Э. Герё).
30 октября правительство Имре Надя приняло решение о восстановлении в Венгрии многопартийной системы и создании коалиционного правительства из представителей ВПТ, Независимой партии мелких хозяев, а также воссозданных Национальной крестьянской партии (партии Петёфи) и Социал-демократической партии. Было объявлено о предстоящем проведении свободных выборов. Президиум Центрального руководства ВПТ принял решение о роспуске Венгерской партии труда. Был освобождён из-под ареста примас Венгрии кардинал Йожеф Миндсенти.
От имени правительства Имре Надя Золтан Тильди заявил:

Венгры! Братья!
Воля народа, национальная революция победили! Эта воля выразилась в героической борьбе молодежи, писателей, сотен тысяч рабочих, крестьян, всей страны. Эту волю не смогли сломить ни насилие — в каких бы формах оно ни проявлялось, ни сопротивление. Глубоко потрясенный, я стою перед микрофоном. Я не написал заранее своей речи, поэтому, возможно, в ней не все будет складно сказано, но я с любовью и радостью, переполняющими мое сердце, приветствую нашу дорогую венгерскую молодежь, с боевыми представителями которой я встречался в эти дни. Я приветствую их и объявляю всем венграм, объявляю всему миру, что эта молодежь, что рабочие и солдаты, которые вместе с ней вели борьбу, не только достойны мартовской молодежи, но своей выдержкой, героической борьбой и результатами этой борьбы превзошли 15 марта 1848 года. И венгерскому правительству остается только безотлагательно провозгласить национальным праздником тот день, когда вы начали свою борьбу…
…Я объявляю далее, что с сегодняшнего дня мы отменяем систему обязательных продовольственных поставок, которая была столь тяжким бременем для крестьянства. Я уверен в том, что теперь крестьяне будут лучше обеспечивать город и трудящихся продовольствием, чем это было раньше. Другие справедливые требования крестьянства правительство рассмотрит уже сегодня и сообщит о своем решении…
…Мы — малая нация, но мы хотим свободно жить в нашей стране, жить своей национальной жизнью. Жить во взаимном уважении с народами и нациями, которые уважают свои национальные особенности, свою культуру, свою национальную волю. Мы хотим жить в мире со всем миром, в особенности с соседними демократическими странами. Я убежден, что если народы и руководители Советского Союза увидят, что они ведут переговоры не с униженной, а со свободной нацией, с представителями свободной нации, то отношение будет другим — между нами будет больше взаимопонимания, уважения и любви. Теперь на всех вас лежит громадная ответственность. Мы должны возвести все здания новой национальной жизни. Мы должны начать нашу свободную жизнь, и вам самим предстоит охранять нашу свободу. Свободе угрожает не только насилие, но и хаос. Будьте бдительны, защищайте все то, чего достигли и мы, и вы, все то, за что мы боролись, — это наше ценнейшее достояние.
Правительство, вернее, члены узкого кабинета, приняли решение покончить в Венгрии с господством однопартийной системы; тем самым они заявляют, что народ страны должен сам, свободно, без вмешательства определять будущее страны. То есть нужно подготовить свободные выборы. Для этого нужны порядок и спокойствие. Выборы может поставить под угрозу лишь то, что в стране не удастся восстановить внутренний мир; мир сохранит все то, что уже в наших руках. Мир сохранит будущее, и здесь я с чувством глубокой ответственности призываю каждого венгра, каждого человека, в чьей груди бьется венгерское сердце, кто полон патриотических чувств: сплотимся и установим мир и порядок в нашей стране! Пусть больше не будет жертв, не будет разрушений!
Мы призываем студенческую молодежь, показавшую в эти тяжкие дни боев и борьбы блестящий пример, — придите и помогите установить порядок в стране! Та молодежь, которая и в ходе кровопролитных боев не допустила, чтобы в её ряды проникли мародеры, которая смогла сохранить все то, что составляет богатство страны, теперь вместе с патриотической армией и полицией сумеет сохранить то, что она завоевала. Пусть будет мир в стране, мир, который является залогом будущего, залогом свободы, залогом свободных выборов!

Микоян и Суслов выразили сомнение в целесообразности привлечения частей ВНА к подавлению восстания, опасаясь их массового перехода на сторону восставших (что в дальнейшем, в ходе повторного вторжения было сделано в первоочередном порядке).
30 октября была объявлена Декларация правительства СССР об основах взаимоотношений с социалистическими странами. В декларации, переданной по радио вечером того же дня и опубликованной в печати 31 октября, в частности, говорилось: «В целях обеспечения взаимной безопасности социалистических стран Советское Правительство готово рассмотреть с другими социалистическими странами — участниками Варшавского договора вопрос о советских войсках, находящихся на территориях указанных выше стран». События в Венгрии оценивались в документе как «справедливое и прогрессивное движение трудящихся», к которому примкнули и реакционные силы. «Советское Правительство, — утверждалось в декларации, — готово вступить в соответствующие переговоры с правительством Венгерской Народной Республики и другими участниками Варшавского договора по вопросу о пребывании советских войск на территории Венгрии».

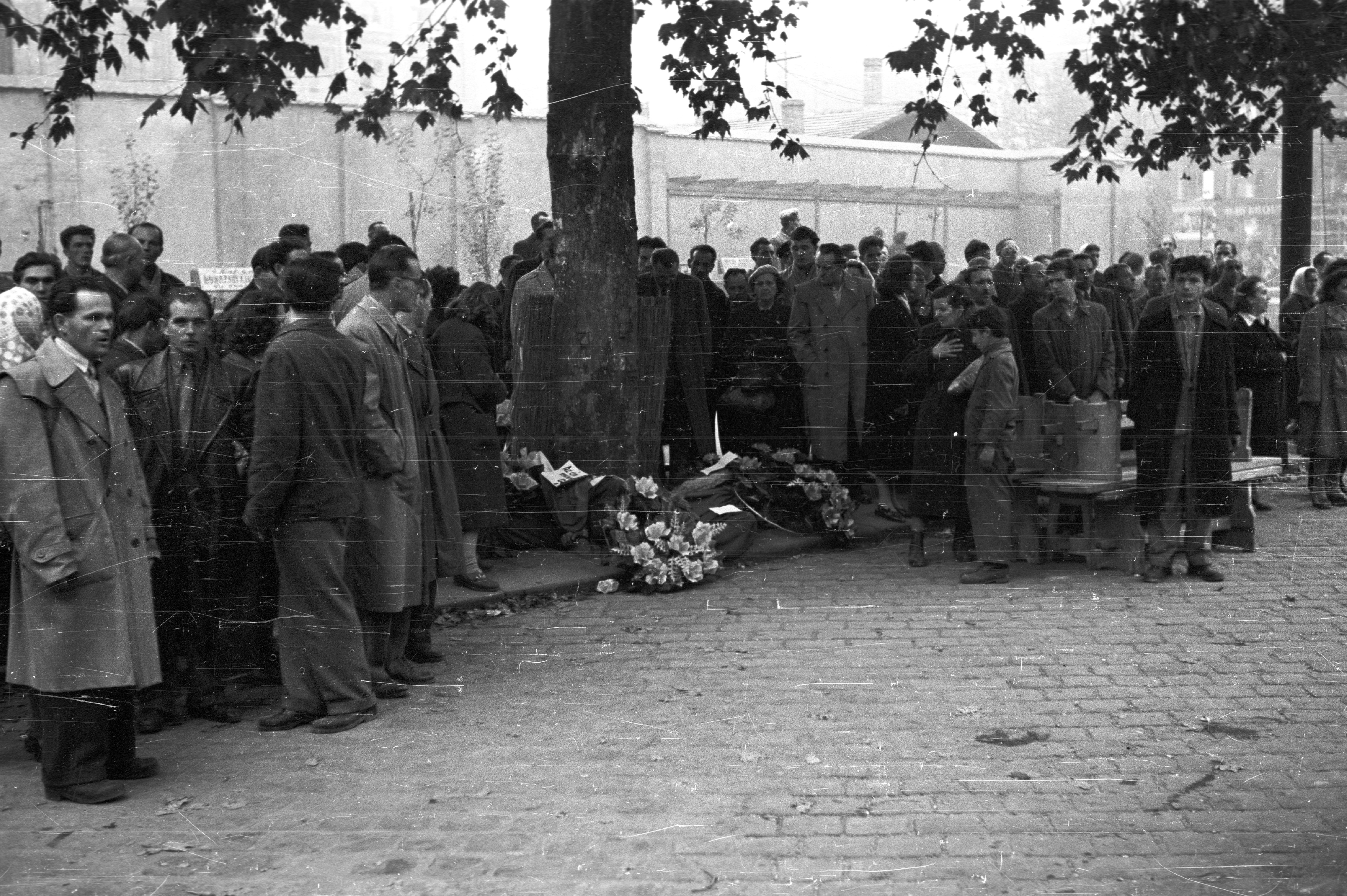
Жители собрались почтить память погибших, их тела накрыты цветами
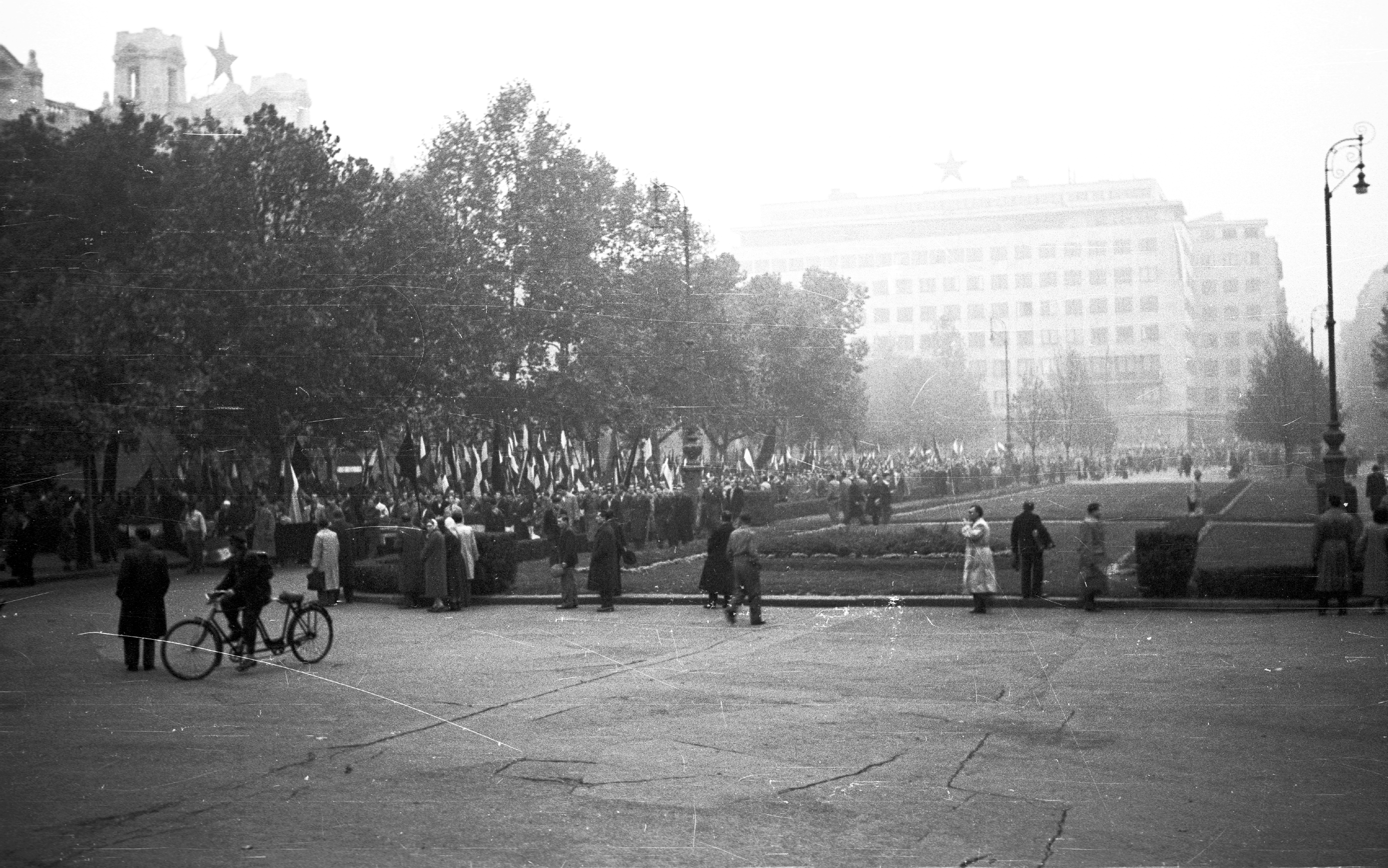
Многолюдный митинг у посольства США с просьбами о помощи
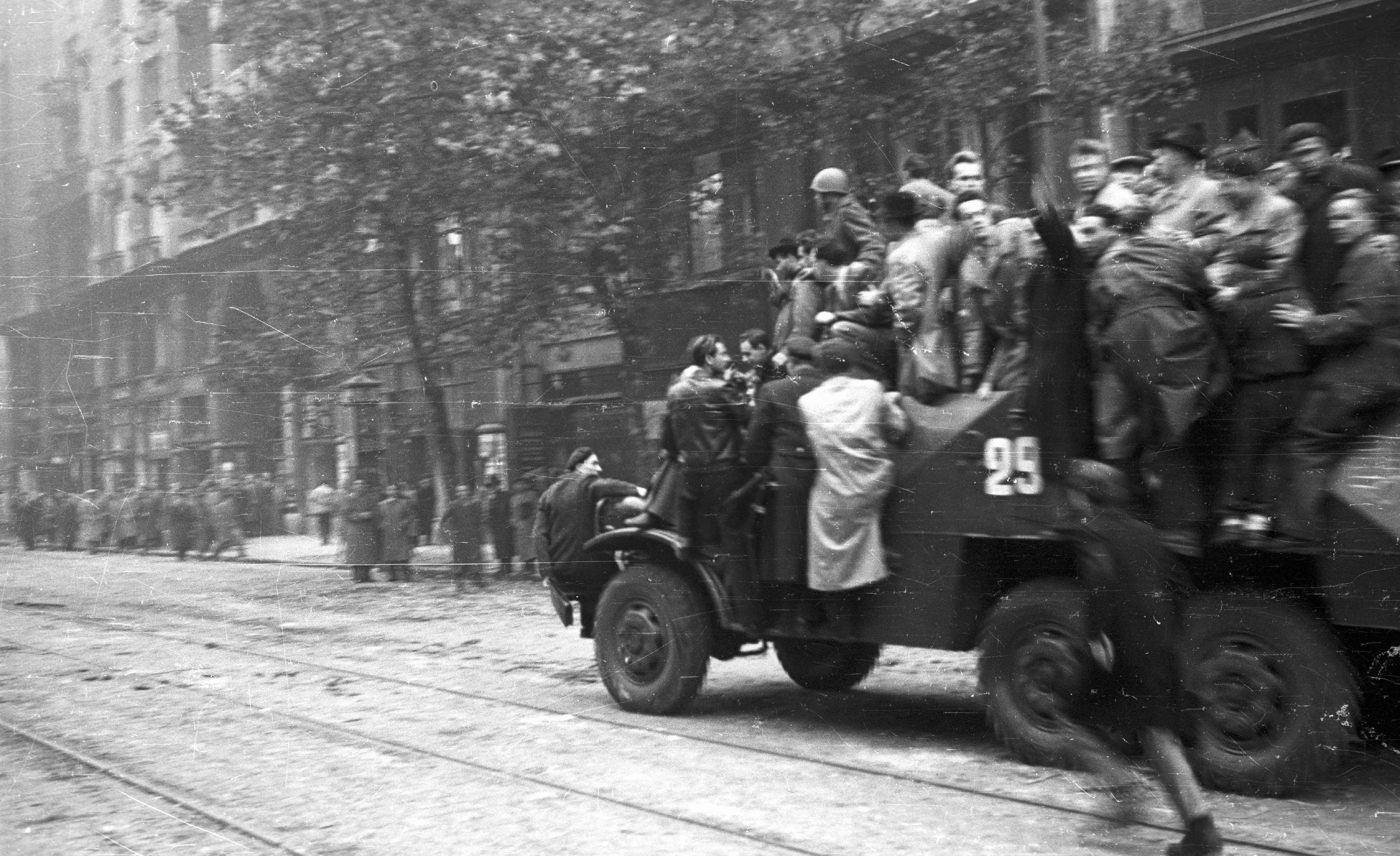
Жители Будапешта на захваченном броневике БТР-152
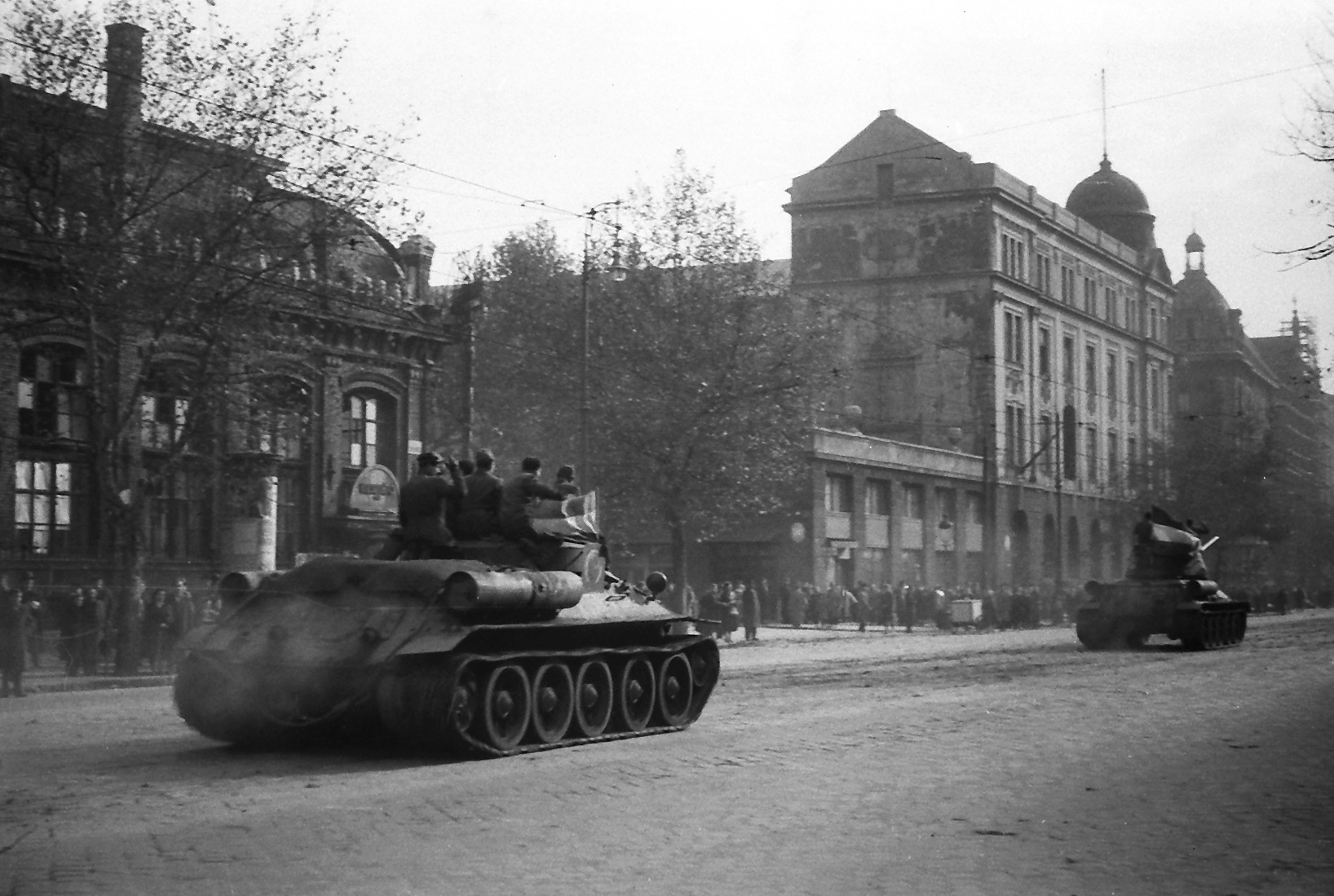
Восставшие едут по Будапешту на трофейных танках
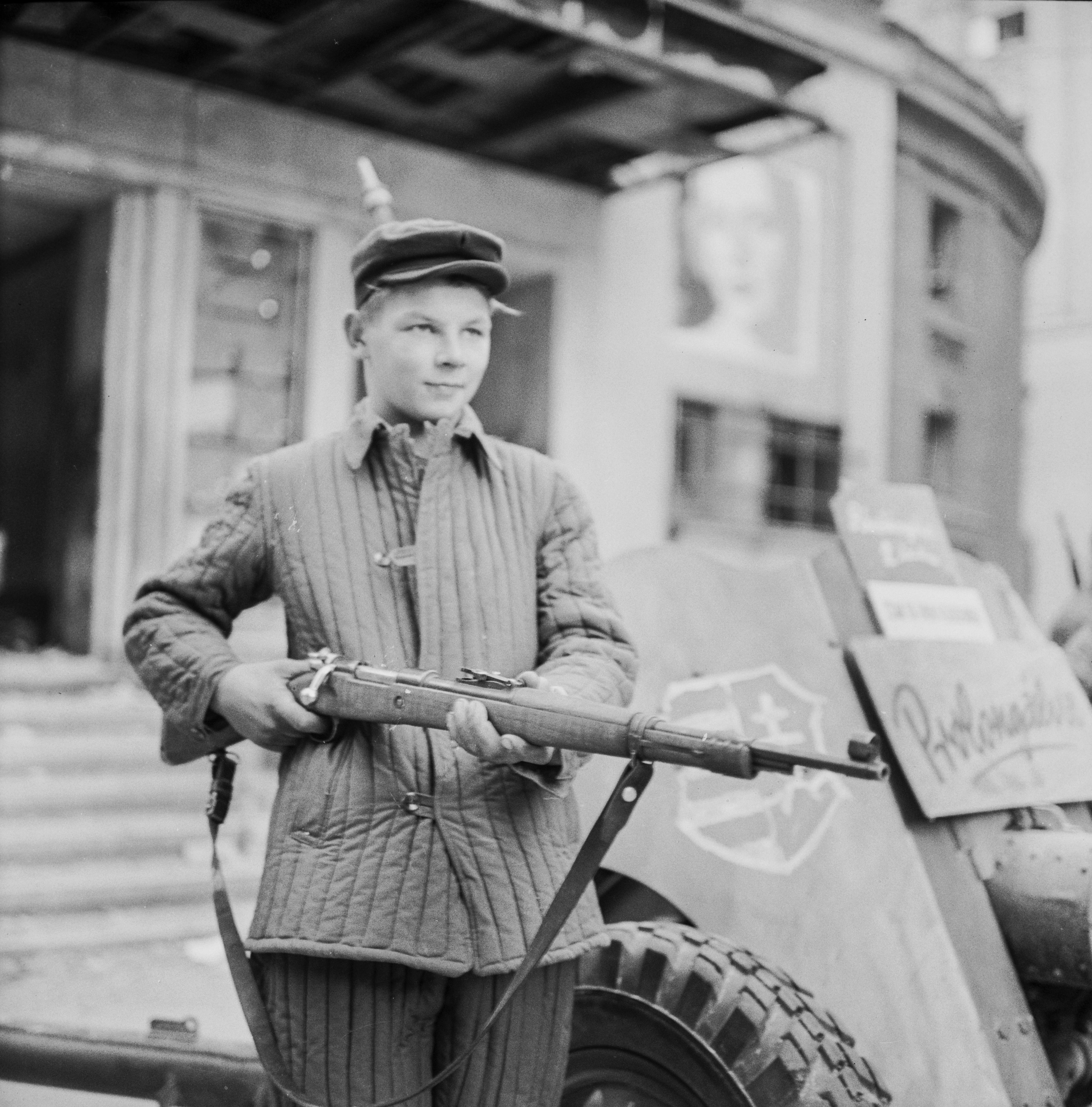
Юный повстанец
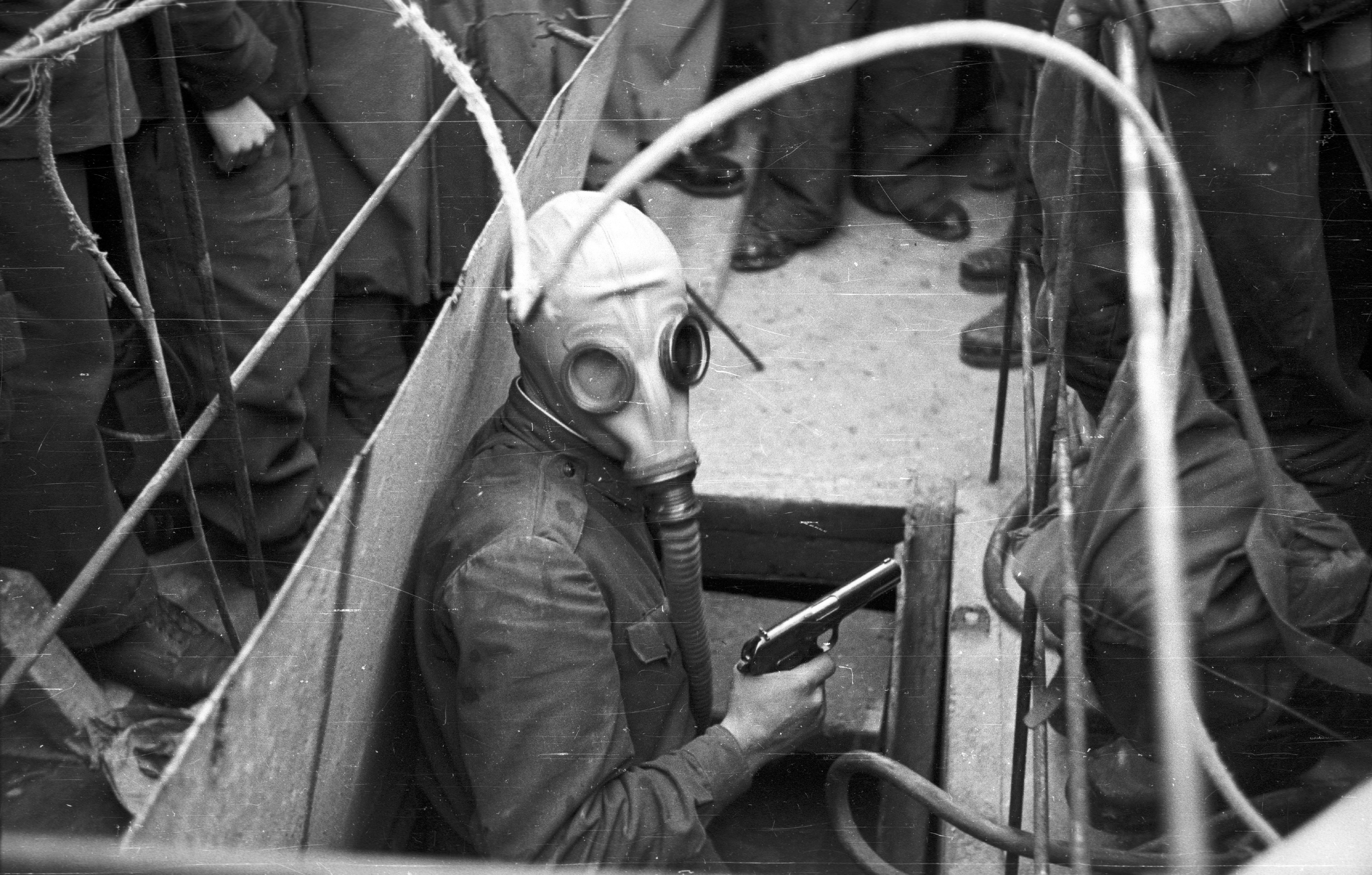
Повстанец в противогазе приготовился к газовой атаке
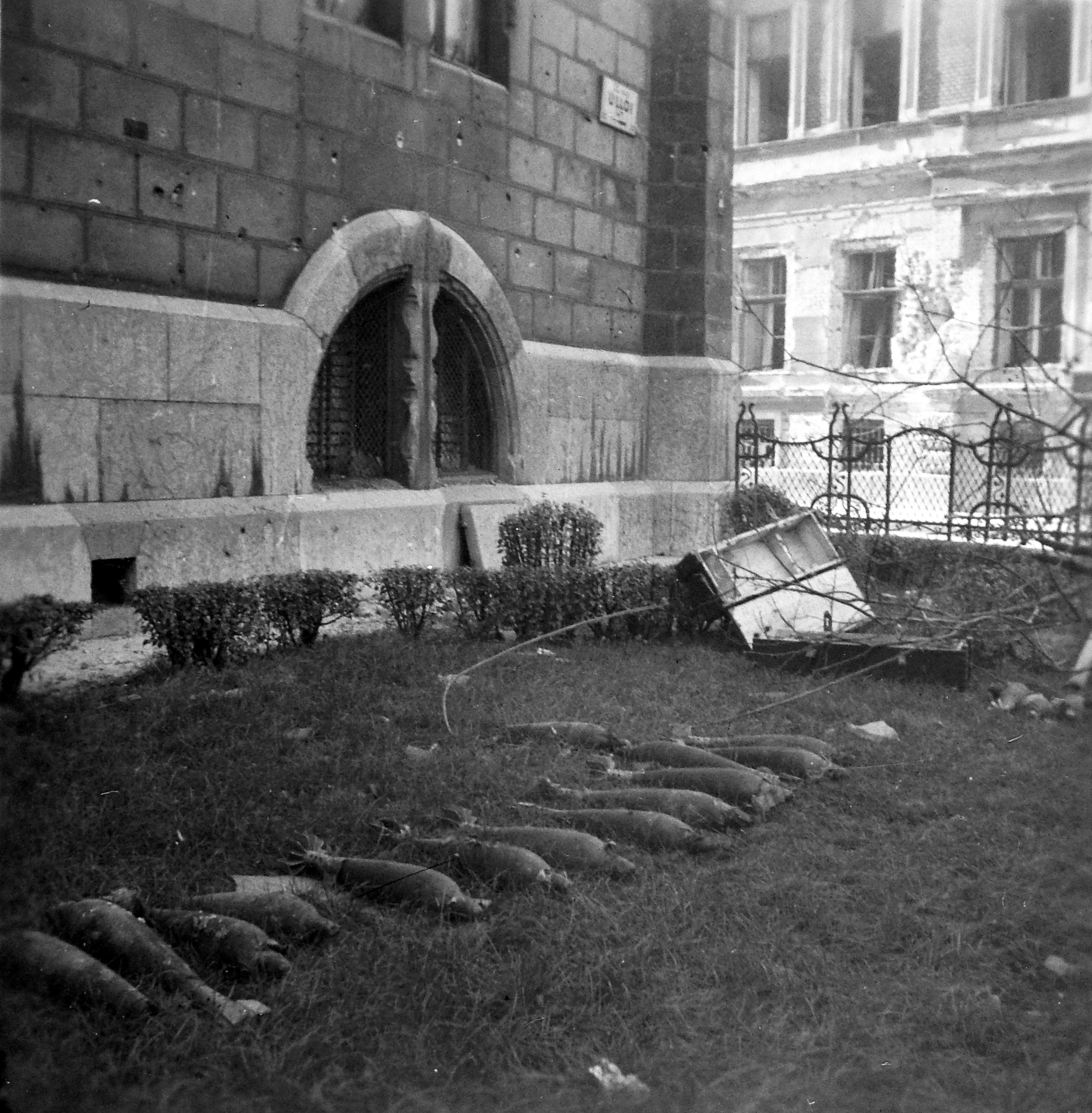
Неразорвавшиеся миномётные снаряды
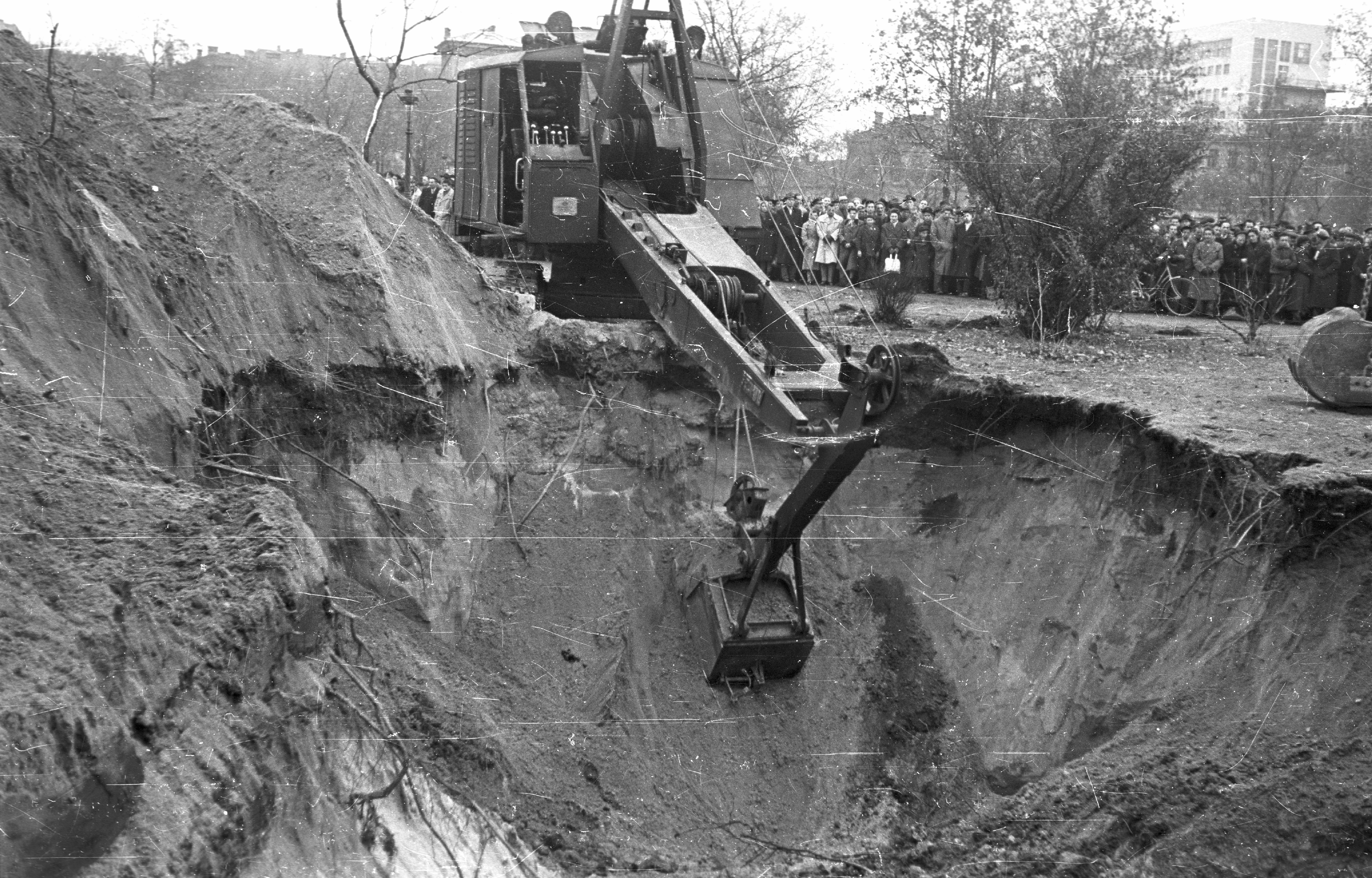
Раскопки на месте предполагаемого нахождения расстрельных подвалов КГБ
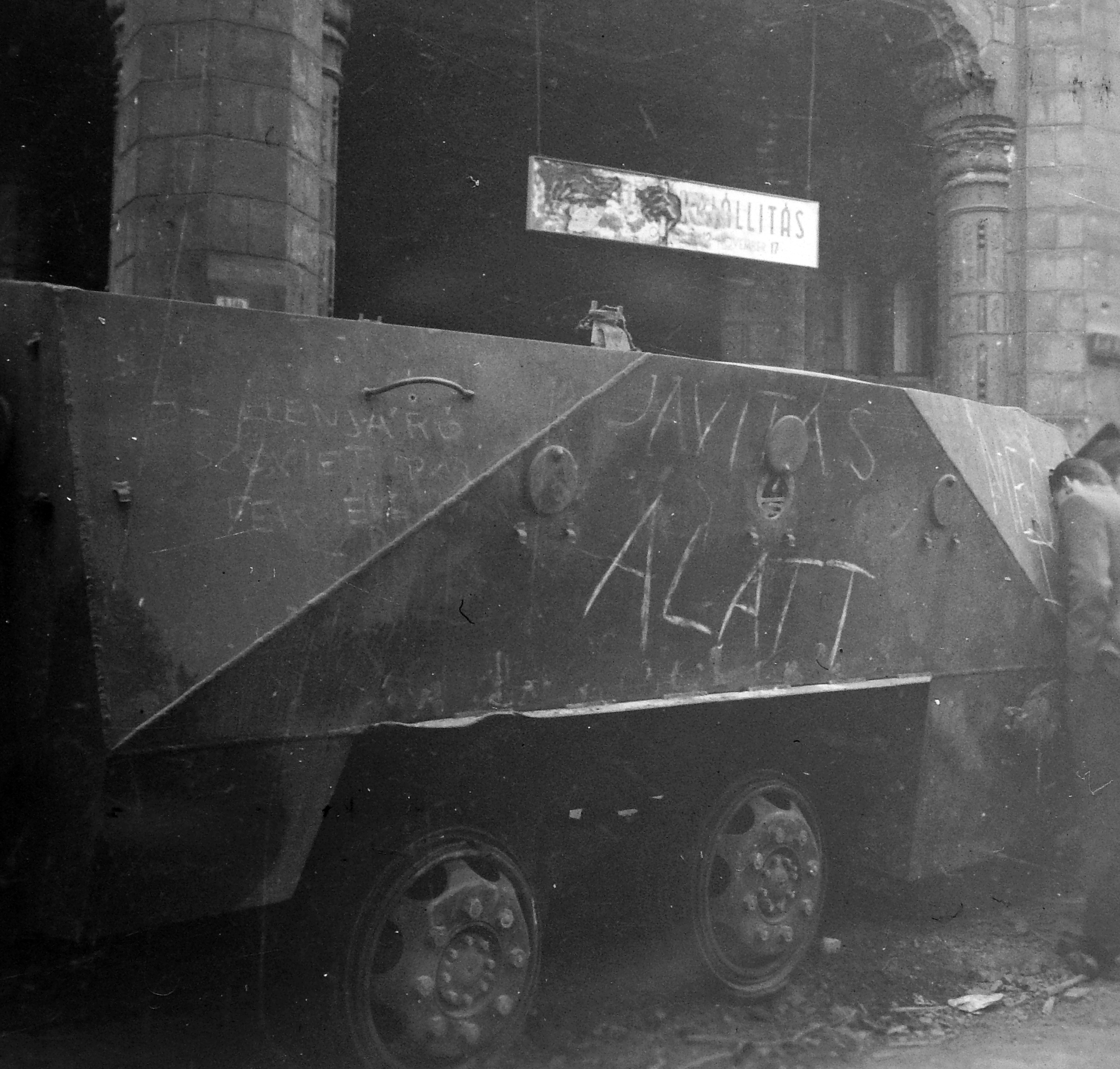
«В ремонте» — надпись на сгоревшем советском броневике БТР-152
Заиндевевшие советские Т-54 покидают Будапешт, 29—30 октября
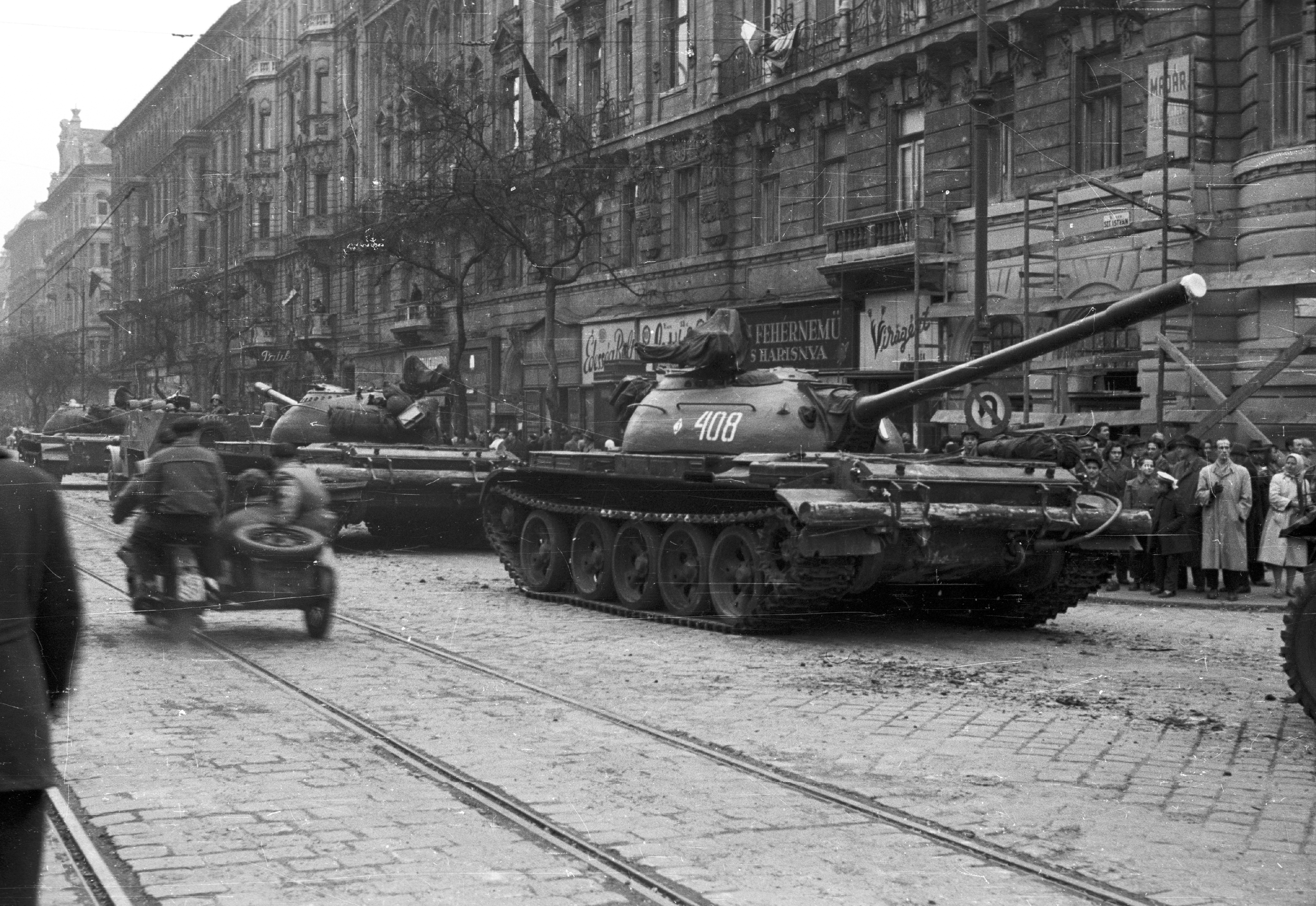
Брошенные советские танки в Будапеште, 31 октября

### 31 октября
Развитие событий в Венгрии совпало по времени с Суэцким кризисом — 29 октября Израиль, а затем и члены НАТО Великобритания и Франция напали на поддерживавшийся СССР Египет с целью захвата Суэцкого канала, рядом с которым они высадили свои десанты.
По свидетельству министра обороны ФРГ Ф. Й. Штрауса:

Сперва американцы внушают венграм надежду, а когда дело становится серьёзным, они бросают венгерский народ на произвол судьбы. Не могло идти речи о военном вмешательстве со стороны НАТО. Подавление венгерского народного восстания Красной Армией не рассматривалось как акция, затрагивающая интересы НАТО…

Тем более, что правительство США, используя различные дипломатические каналы, сумело довести до сведения Кремля о своей решимости сохранить полный нейтралитет в отношении возможных советских действий в Венгрии[уточнить]. Опасения окончательно порвать с принципами Ялтинских и Потсдамских соглашений (тем более что в Вашингтоне знали о готовящемся вторжении в Египет англо-франко-израильских сил) и нежелание возможного конфликта с СССР привели к тому, что вашингтонская администрация уже 27 октября провозгласила политику невмешательства, о чём посол США в Москве Ч. Болен 29—30 октября дополнительно уведомил советское руководство.
31 октября Хрущёв на заседании Президиума ЦК КПСС заявил:

Пересмотреть оценку, войска не выводить из Венгрии и Будапешта и проявить инициативу в наведении порядка в Венгрии. Если мы уйдём из Венгрии, это подбодрит американцев, англичан и французов империалистов. Они поймут [это] как нашу слабость и будут наступать.

Было принято решение создать «революционное рабоче-крестьянское правительство» во главе с Я. Кадаром и провести военную операцию с целью свержения правительства Имре Надя. План операции, получившей название «Вихрь», был разработан под руководством министра обороны СССР Г. К. Жукова.

### 1 ноября
Венгерское правительство 1 ноября, когда советским войскам вопреки предыдущим установкам было приказано не покидать расположения частей, приняло решение о выходе Венгрии из Варшавского договора и вручило соответствующую ноту посольству СССР. Одновременно Венгрия обратилась в ООН с просьбой о помощи в защите суверенитета. Были предприняты также меры по защите Будапешта на случай «возможного внешнего нападения».
1 ноября Имре Надь заявил о том, что правительство ВНР выступает против ввода советских войск и о принятии им решения о выходе Венгрии из Организации Варшавского договора. В тот же день он требует от советского посла вывода вновь прибывших советских войск, кроме того, Надь заявляет о государственном нейтралитете и внеблоковом статусе Венгрии.
1—3 ноября в поддержку проведения военной операции в Венгрии высказались представители правительств ГДР, Чехословакии, Болгарии и делегация ЦК КПК. 1 ноября советские руководители встретились в Польше с польским и восточногерманским, а в Румынии с румынским, чехословацким и болгарским руководствами. В Москве находился специальный уполномоченный из Китая. 2 ноября делегация вылетела в Югославию. Хрущёв уже здесь сообщил Тито, что Кадар и Ференц Мюнних установили связь с Советским Союзом. Руководители всех государств, в том числе Польши, Югославии, Китая, которые поначалу приветствовали венгерские события, сошлись во мнении, что строй в Венгрии можно спасти лишь путём вооружённого вмешательства. Накануне очередного ввода войск в Политбюро развернулась полемика относительно благонадёжности Кадара на посту руководителя в свете предстоящего советского вторжения.

### 2 ноября
2 ноября было сформировано многопартийное правительство Венгрии, П. Малетер повышен до генерал-майора и назначен министром обороны, а Б. Кирай — главнокомандующим Национальной гвардией, которая должна была стать ядром новой венгерской армии.

### 3 ноября
В Будапеште собирается совместный советско-венгерский комитет из числа советских военачальников и представителей венгерского правительства. Советская и венгерская делегации встречаются в здании венгерского парламента. Радио Будапешт объявляет о результатах переговоров — советская делегация пообещала, что никаких дальнейших перемещений советских войск через венгерскую границу не будет. Вскоре выяснилось, что это заявление советской делегации, как и сама её отправка для ведения переговоров, были отвлекающим манёвром (это обстоятельство, как и сам факт проведённых встреч, замалчивались советской историографией).
К тому времени восстание закончилось — успехом, как представлялось восставшим, — уже функционировали национальные органы местного самоуправления, венгры в большинстве своём строили планы на новую жизнь, усыплённые заверениями советской стороны о невмешательстве и выводе войск (28 октября было достигнуто обоюдное соглашение о прекращении огня, к 30 октября завершились последние бои, побеждённые советские войска демонстрировали соблюдение соглашений об их скорейшем выводе с территории страны, что советская историография впоследствии отрицала, нередко дополняя утверждениями о воцарившейся «анархии», «безвластии» и т. п.)

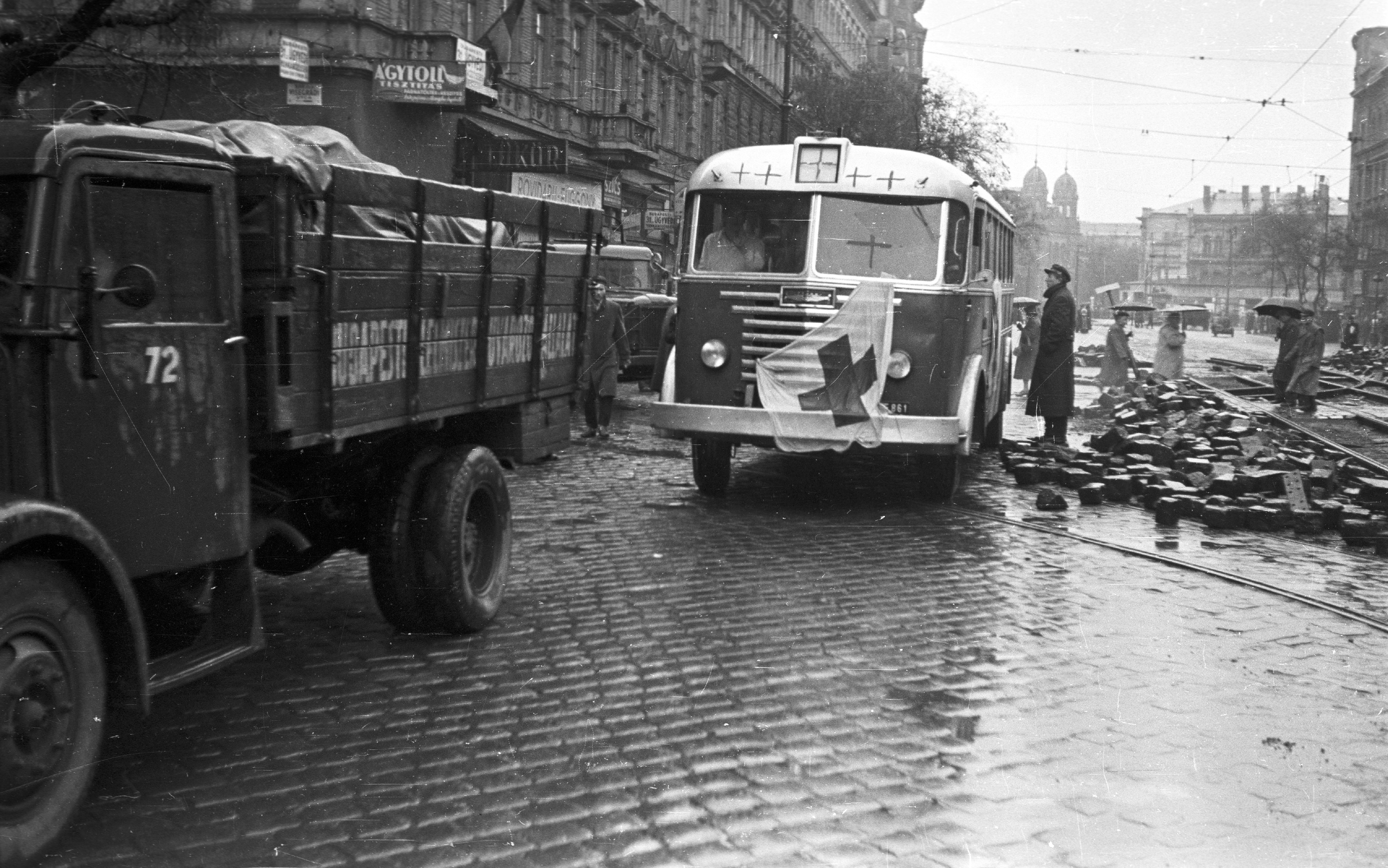
Конвой Красного Креста
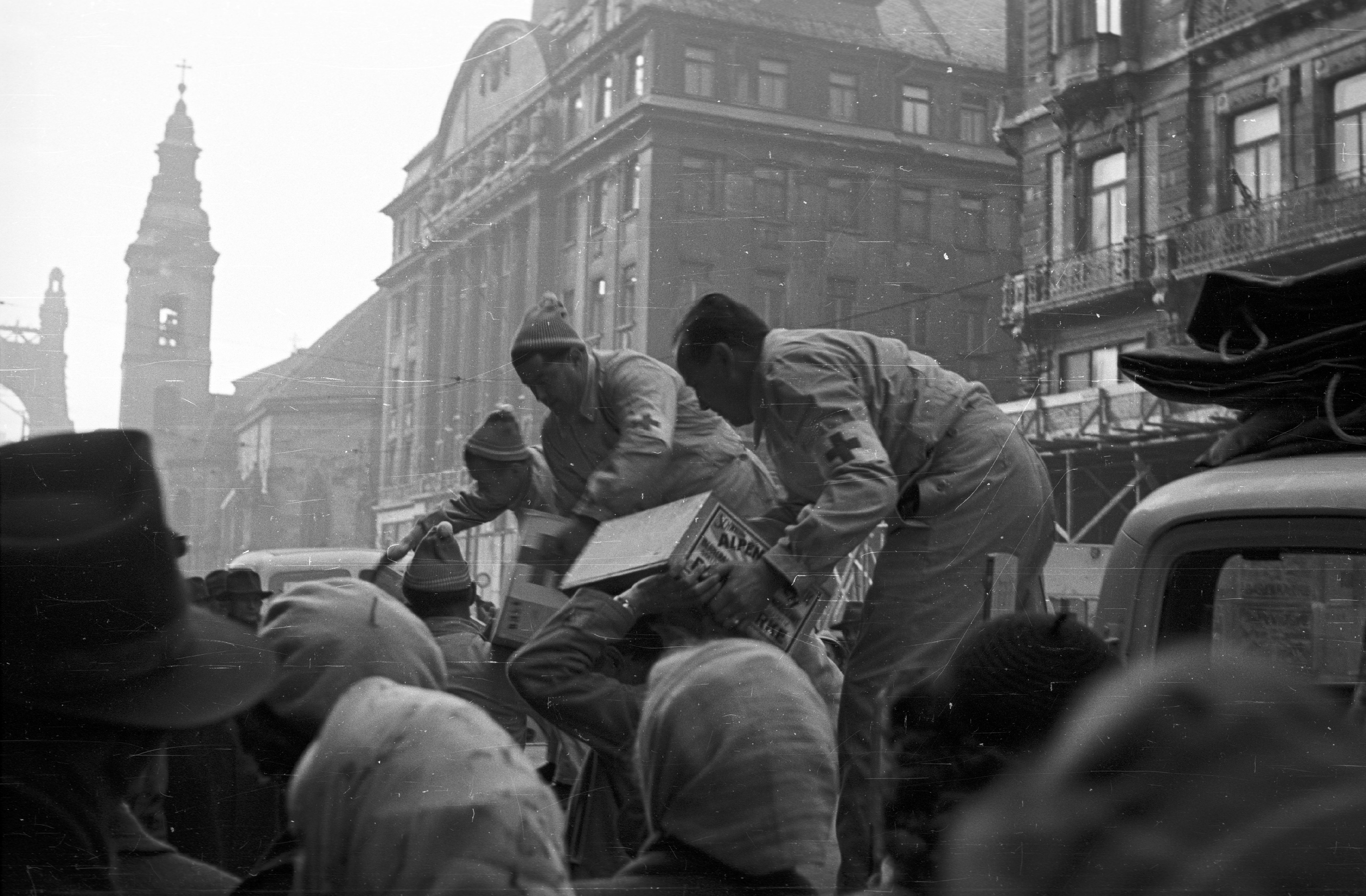
МККК раздаёт гуманитарную помощь венграм
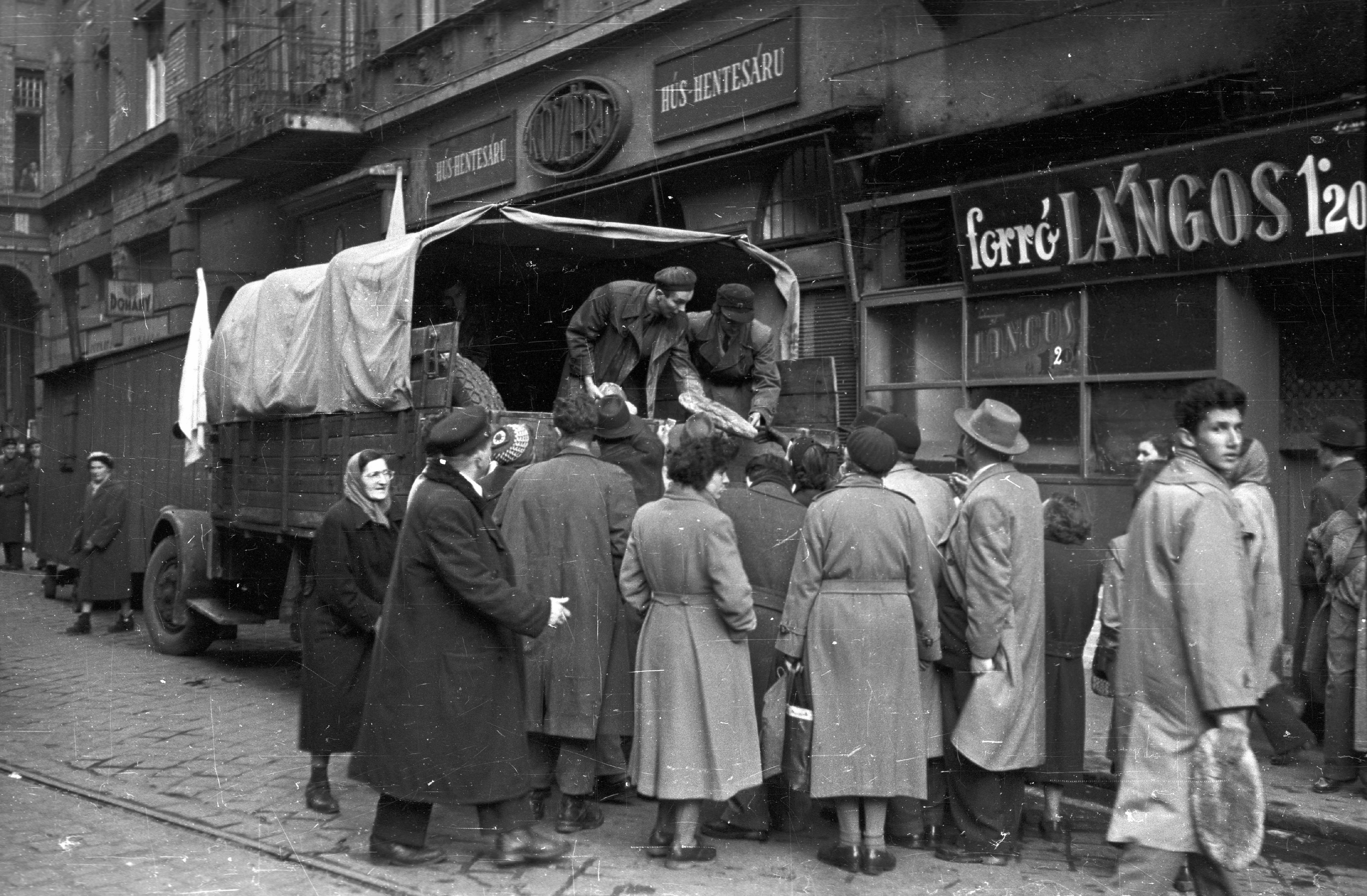
Раздача хлеба населению
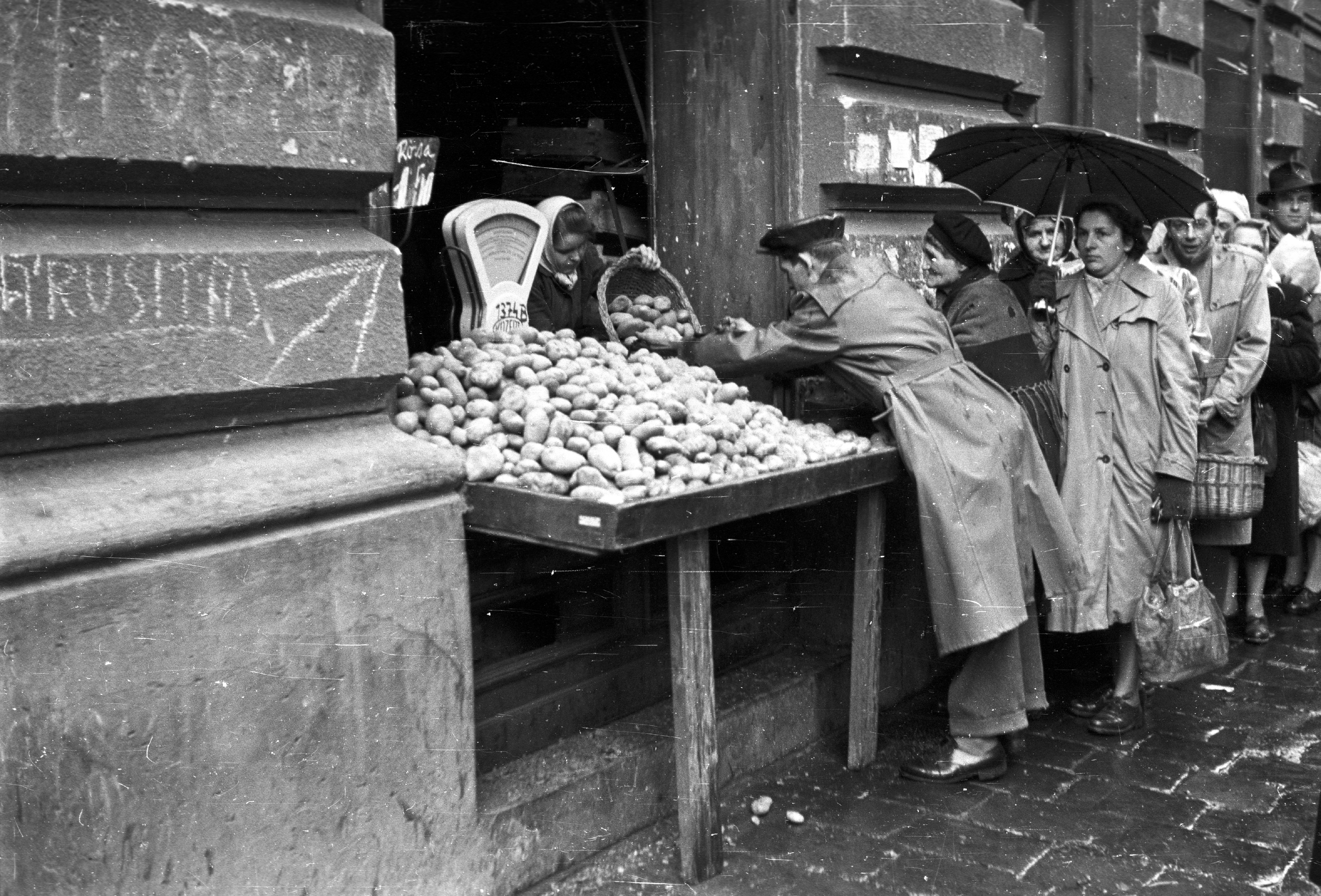
Очередь за картошкой
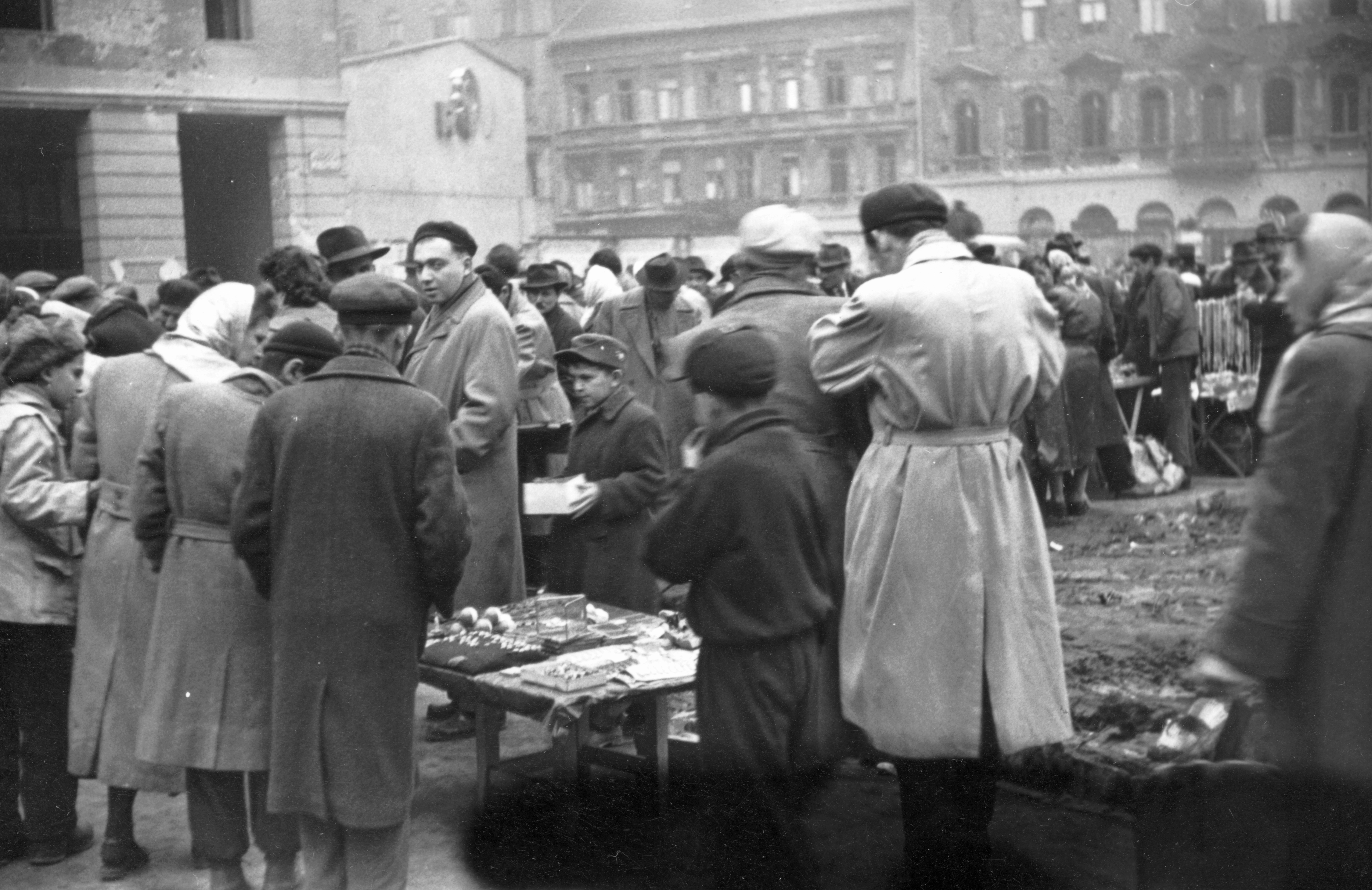
Субботняя ярмарка
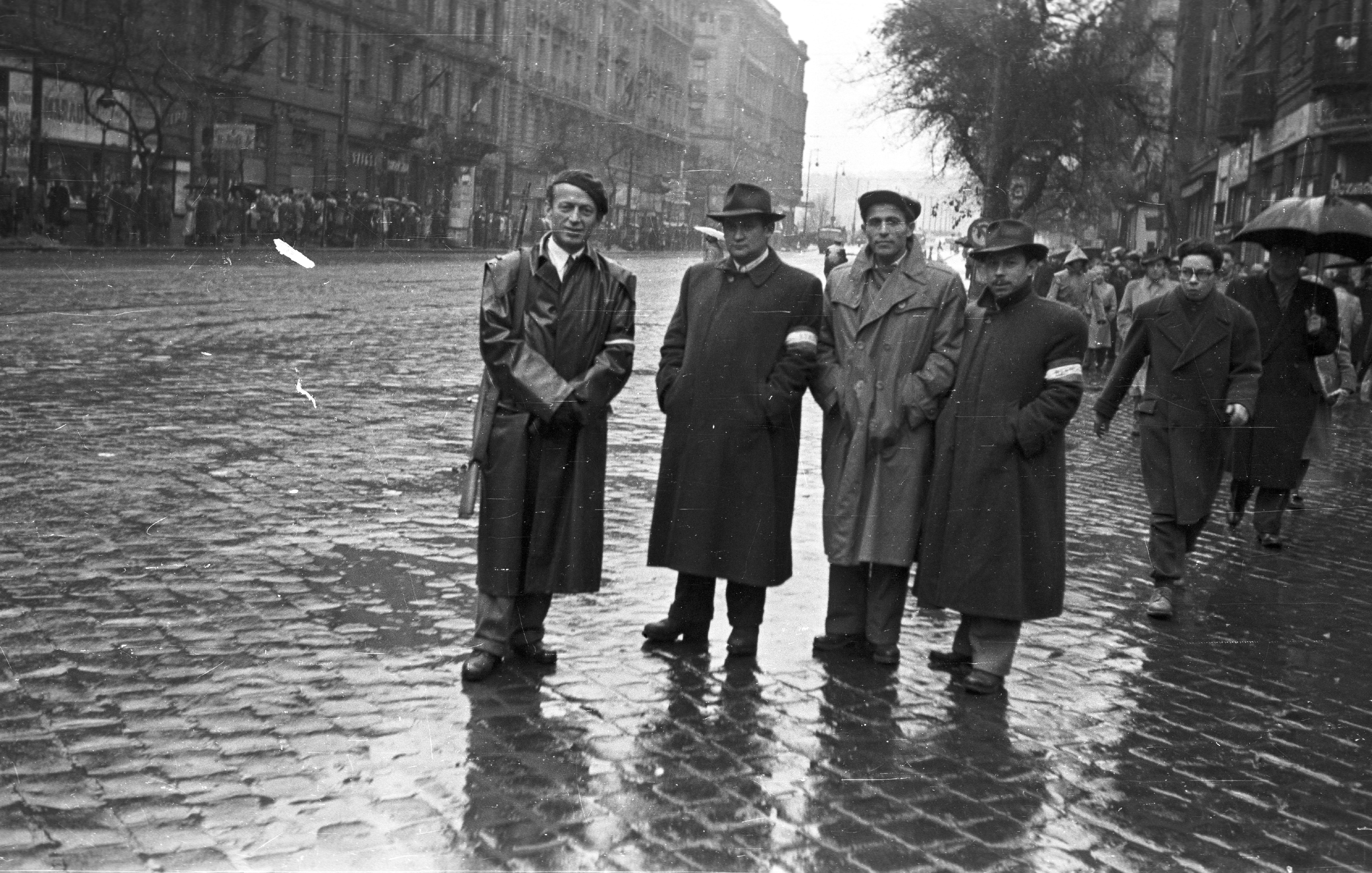
Народные дружинники на посту
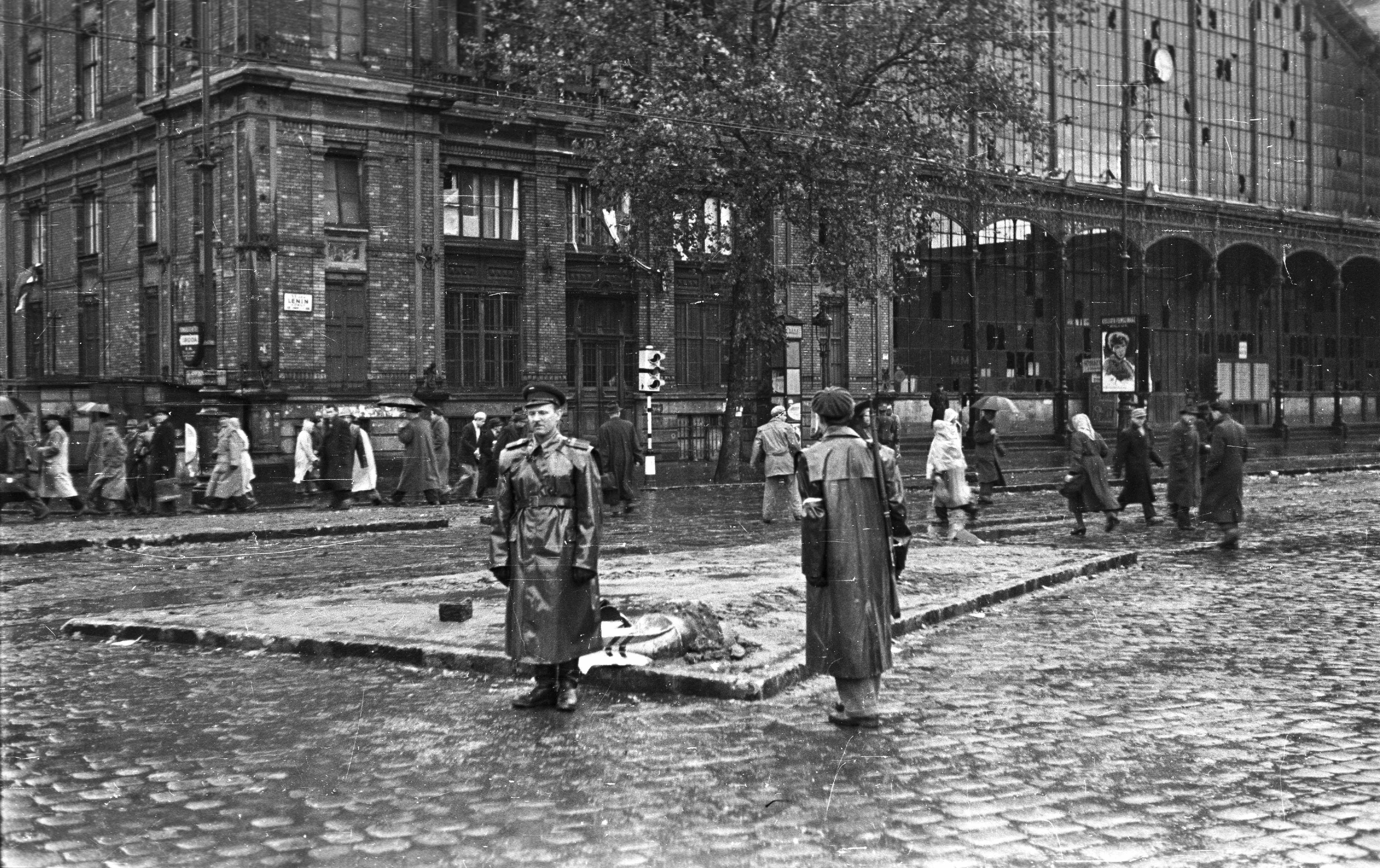
Регулировщики руководят уличным движением во время временного затишья
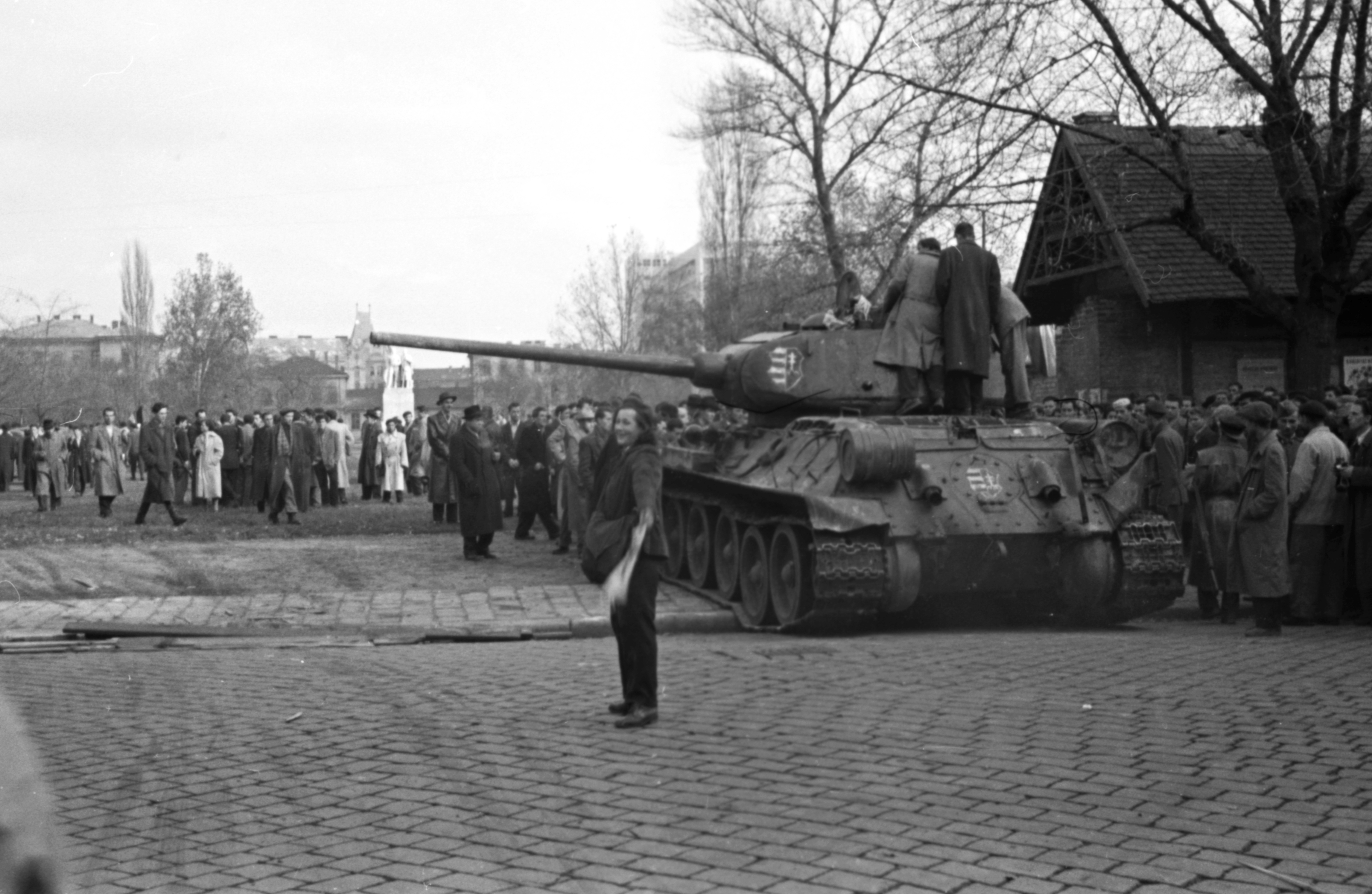
Регулировщица за работой

В 21:00 Министр обороны Венгрии генерал-майор Пал Малетер и начальник генерального штаба Иштван Ковач вместе с другими высокопоставленными венгерскими военными, членами официальной военной миссии, получившими от советской стороны гарантии личной безопасности и неприкосновенности, отправились по приглашению советского командования в ставку советского командования в Тёкёль, под Будапештом. Там их сразу же арестовали при участии КГБ и отправили в Москву (Ковач сразу же пошёл на сотрудничество с органами госбезопасности и после встречи с Яношем Кадаром в Унгваре был объявлен «чрезвычайным контактным лицом венгерского правительства в Москве», — эта его номинальная должность в Москве фактически не имела под собой каких-либо полномочий, и во всех дальнейших текстах стенограмм он упоминается как «товарищ Ковач», в то время как имя Малетера в советских несекретных стенограммах вообще нигде не упоминается, а в официальной советской историографии упоминается лишь как «командующий вооружёнными силами контрреволюционных мятежников»). 3 ноября ночью командир советского Особого корпуса генерал-лейтенант П. Н. Лащенко, в соответствии с приказом Главнокомандующего Объединёнными вооружёнными силами государств — участников Варшавского Договора маршала Советского Союза И. С. Конева и планом операции «Вихрь», отдал приказ командирам 2-й и 33-й гвардейских механизированных дивизий, 128-й гвардейской стрелковой дивизии, приданным и поддерживающим частям о начале штурма Будапешта 4 ноября в 05:50. Примерно в это же время командующий 8-й механизированной армией генерал-лейтенант А. Х. Бабаджанян отдал приказ командирам соединений и частей по разоружению венгерских воинских гарнизонов и захвату назначенных объектов 4 ноября в 06:15. Аналогичный приказ командирам подчинённых ему соединений и частей отдал и командующий 38-й общевойсковой армией генерал-лейтенант Х. М. Мамсуров.
В ночь с 3 на 4 ноября начался переход венгерской границы советскими войсками по плану «Вихрь», — всего 3 ноября пересекли венгерскую границу 16 советских дивизий — танковых, механизированных, стрелковых и авиационных, включая две воздушно-десантные (7-я и 31-я) и одна железнодорожная бригада, ещё одна дивизия пересекла венгерскую границу ранним утром 4 ноября. Армия вторжения была общей численностью более 60 тыс. человек. На их вооружении имелось свыше 3000 танков, в основном современные Т-54.

### 4 ноября

Доклад маршала Жукова о положении в Венгрии на 12:00 4 ноября

Советским руководством были учтены ход и результаты предыдущих неудачных интервенций октября и начала ноября. В ночь с 3 на 4 ноября (после полуночи уже велись бои, венгерские пограничники и военные местами оказывали ожесточённое сопротивление вторгшимся) начался ввод в Венгрию очередного эшелона советских войск под общим командованием маршала Г. К. Жукова, получивший кодовое название «Операция „Вихрь“». Перед началом операции до всего личного состава советских войск в Венгрии был доведён приказ № 1 Главнокомандующего Объединёнными вооружёнными силами, маршала Конева.
Конев предполагал, что боевые действия будут завершены до 6 ноября (за неполные два дня), но сопротивление венгров оказалось столь ожесточённым, что активные боевые действия продолжались до 12 ноября.
По плану «Вихрь» Особый корпус под командованием генерал-лейтенанта П. Н. Лащенко в составе 2 гв. мд генерал-майора С. В. Лебедева, 33 гв. мд генерал-майора Г.  И.  Обатурова и 128 гв. сд полковника Н.  А.  Горбунова должен был по сигналу «Гром», используя октябрьский боевой опыт и знание города, овладеть мостами через Дунай, горой Геллерт и Будайской крепостью, зданиями парламента, ЦК ВПТ, министерства обороны, управления полиции, занять вокзалы Нюгати и Келети, площадь Москвы, штаб сопротивления в кинотеатре «Корвин», радиостанцию «Кошут». Для захвата этих объектов во всех дивизиях были созданы спецотряды в составе батальона пехоты, им были приданы 150 десантников на бронетранспортёрах, усиленные 10—12 танками. В этих отрядах находились ответственные работники органов госбезопасности: генерал-майор К. Е. Гребенник, назначенный позднее военным комендантом города, генерал-майор П. И. Зырянов, советский нелегал А. М. Коротков. Им предстояло организовать захват и арест членов правительства Надя и руководителей «мятежа». Официально советские войска вторглись в Венгрию по приглашению правительства, в спешном порядке созданного Яношем Кадаром. Были захвачены основные объекты в Будапеште. По захваченной венгерской радиостанции как акт дезинформации зачитывается несуществующий приказ от имени Пала Малетера: «Переговоры продолжаются. В соответствии с договорённостью советские войска начали передислокацию. Огонь не открывать. Малетер».
В 04:19 Имре Надь лично выступил по Радио Будапешт:

Говорит Председатель Верховного Совета Венгерской Народной республики Имре Надь. Сегодня рано утром советские войска атаковали нашу страну с целью свергнуть законное демократическое правительство Венгрии. Наша армия ведёт бои. Все члены правительства остаются на своих местах. Я заявляю это народу нашей страны и мировому общественному мнению.

В 04:58 Радио Будапешт зачитало заявление от имени Имре Надя, в котором тот сообщает о задержании советской стороной отправленной для ведения дальнейших переговоров венгерской военной миссии во главе с Малетером. Таким образом населению и войскам восставших даётся понять, что все заявления от имени Малетера, сделанные накануне — это советская дезинформация. Надь никогда не приказывал венгерским войскам применять оружие, но в ночь с 3 на 4 ноября он перестал приказывать им не оказывать сопротивления (что до этого он делал регулярно) — этого было достаточно, что ВНА начала оказывать сопротивление оккупантам.
В 05:15 вещавшая из Сольнока советская радиостанция, выдававшая себя за государственное радио ВНР, зачитывает обращение нового, созданного якобы в Сольноке Революционного рабоче-крестьянского правительства во главе с Я. Кадаром. Это сообщение было составлено в форме открытого письма, которое подписали Кадар и три других бывших члена правительства Имре Надя — они заявляли, что 1 ноября вышли из правительства Имре Надя, потому что это правительство было неспособно бороться с «контрреволюционной опасностью». Для «подавления фашизма и реакции» они сформировали Венгерское революционное рабоче-крестьянское правительство. В 06:00 на тех же волнах можно было услышать голос Кадара, который объявил состав своего правительства. Он утверждал, что «реакционные элементы хотели свергнуть социалистический общественный строй в Венгрии и восстановить господство помещиков и капиталистов». Новое правительство, как сказал Янош Кадар, обратилось к командованию советскими войсками, чтобы оно «помогло нашему народу разбить чёрные силы реакции и контрреволюции, восстановить народный социалистический строй, восстановить порядок и спокойствие в нашей стране». Практически одновременно это заявление зачитывается на русском Московским радио.
Спустя некоторое время И. Надь покинул здание Парламента и укрылся в югославском посольстве.
В 7:10 Радио Будапешт прекратило вещание.
День 4 ноября оказался ключевым для всей операции. В центре города советские войска встретили упорное сопротивление. Предвидя ожесточённое сопротивление венгерского населения, советским частям, готовившимся к городским боям, со складов хранения было выдано огнемётное оружие, зажигательные и дымовые снаряды. Значительно были усилены штурмовые группы. Изначально планировалось провести авиационные бомбардировки, но, опасаясь многочисленных жертв среди мирного населения Будапешта, советское командование отменило воздушную бомбардировку города, развернув уже в воздухе самолёты Ту-4.
В то же самое время на остальной части Венгрии успешно действовали подразделения 8-й механизированной и 38-й общевойсковой армий.
Завладев городами, они разоружили 5 венгерских дивизий и 5 отдельных полков (более 25 тысяч военнослужащих) и захватили всю венгерскую авиацию на аэродромах. Этому способствовал тот факт, что личный состав венгерской армии в основном остался нейтральным, например, в Будапеште сопротивление советским войскам оказали лишь 3 полка, 10 зенитных батарей, несколько строительных батальонов. Исходя из этих соображений, в ходе очередного ввода войск 4—5 ноября Первым делом советскими войсками были разоружены части ВНА (два армейских корпуса, пять пехотных дивизий, две механизированные дивизии, пять отдельных зенитно-артиллерийских дивизионов, два отдельных танковых полка, три отдельных истребительно-противотанковых дивизиона и вся венгерская военная авиация, всего к утру 5 ноября было разоружено 35 тыс. венгерских военных) в гарнизонах Сольнок, Дьер, Дебрецен, Мишкольц и лишь на заключительной стадии подавления восстания, после 9 ноября их стали привлекать к поисковым мероприятиям, оцеплению, прочёсыванию местности и т. п. Кадару позволили собрать две дивизии из верных коммунистов для придания вторжению видимости «национального» конфликта. Кадарским формированиям (к которым были прикомандированы советские кураторы, фактически выполнявшие командные функции) было возвращено стрелковое оружие, но рядовому составу не были выданы патроны и другой боекомплект, чтобы исключить возможность повторения восстания, вооружены боевыми патронами были только офицеры, чтобы пресечь акции солдатского неповиновения.
Важную роль сыграла добровольная сдача в плен 13 генералов и более 300 офицеров в здании министерства обороны Венгрии.
Отряды Венгерской национальной гвардии и отдельные армейские подразделения безрезультатно попытались оказать сопротивление многократно превосходившим их по численности советским войскам.
В 21:39 Московское радио объявляет о «крахе» правительства Надя. В 22:17 перешедшее в руки советских военных Радио Будапешт возобновляет вещание и первым делом повторяет заявление Московского радио получасовой давности о том, что правительства Надя больше не существует.

### 5—7 ноября
Ожесточённые уличные бои в Будапеште. 7 ноября Кадар прибыл в Будапешт вслед за советскими войсками, а на следующий день в 05:05 объявил о переходе всей власти в стране к возглавляемому им Революционному рабоче-крестьянскому правительству.
Взаимодействие между советскими войсками, советскими дипломатами и венгерскими коллаборационистами по факту отсутствовало — армия вторжения действовала без оглядки на какие-либо дипломатические договорённости и не пыталась организовать взаимодействия с местными симпатизирующими элементами. Совпосольство и Андропов оказались вообще без каких-либо документов о Венгрии, поскольку вся русскоязычная документация была уничтожена ими ранее, в результате чего он запрашивал Москву предоставить ему в Венгрии документацию о ходе событий начиная с 23 октября (в Москве привыкли к тому, что все ранее назначенные ими венгерские руководители владеют русским языком и отчитываются перед московским начальством на русском без переводчиков).

## 8 ноября — 19 декабря
К 8 ноября, после ожесточённых уличных боёв, были подавлены последние основные очаги сопротивления восставших в Будапеште. 10 ноября будапештские рабочие советы и студенческие группы, как утверждала советская пропаганда, «обратились» к советскому командованию с предложением о прекращении огня. Между тем активное вооружённое сопротивление на периферии вне Будапешта продолжалось как минимум до 12 ноября. Остатки вооружённых отрядов ушли в подполье. Для ликвидации групп, укрывшихся в прилегающих к Будапешту лесах, производилось оцепление и прочёсывание этих районов армией и патрулями с собаками. Окончательная ликвидация оставшихся мелких групп и обеспечение общественного порядка осуществлялись совместно с венгерскими офицерскими полками.
После 10 ноября ещё до середины декабря рабочие советы продолжали свою работу, нередко выходя на прямые переговоры с командованием советских частей. Центральный рабочий совет под председательством инструментальщика Шандора Раца функционировал в Будапеште и вёл переговоры с Яношем Кадаром и Кузьмой Гребенником. Однако после кровопролитного столкновения 6 декабря власти взяли курс на подавление движения рабочих советов. 11 декабря были арестованы Шандор Рац и его заместитель Шандор Бали. 19 декабря 1956 года органами государственной безопасности рабочие советы были разогнаны, остававшиеся на свободе лидеры арестованы.
10 ноября была взята под контроль погранвойск КГБ граница с Австрией, где советскими пограничниками (с применением оружия) было задержано около пятисот беженцев, пытавшихся перейти австрийско-венгерскую границу.

## Потери сторон
По данным статистики, в связи с восстанием и боевыми действиями в период с 23 октября по 31 декабря 1956 года погибло 2652 венгерских повстанца, 348 мирных жителей, и было ранено 19 226 человек.
Согласно современным венгерским данным, по социальному составу большинство жертв с повстанческой стороны составляли рабочие — 46,4 %. Военные и полицейские — 16,3 %. Представители интеллигенции — 9,4 %, студенты — 7,4 %. Крестьяне, ремесленники, пенсионеры, другие социально-профессиональные группы — 6,6 %. При этом 44 % были моложе 25 лет. Эти данные приводятся, в частности, в очерке об Эрике Селеш — 15-летней повстанческой медсестре, убитой в бою 8 ноября 1956 года.
Историк Ласло Йорши выделяет в особую категорию цыганских участников восстания, которые, по его подсчётам, составляли 5—8 % повстанцев. В основном это были выходцы из малоимущих семей. Знаковыми фигурами стали Илона Сабо (погибла 28 октября 1956), Йожеф Коте Шёрёш (казнён 26 февраля 1959), Габор Дилинко (отбыл 7 лет заключения).
Потери Советской армии, по официальным данным, составили 669 человек убитыми, 51 пропавшими без вести и 1251 ранеными.
Потери Венгерской Народной армии составили, по официальным данным, 53 убитых и 289 раненых военнослужащих.
Общее количество потерянного вооружения и военной техники неизвестно.
- 2-я гвардейская механизированная дивизия, первой вступившая в восставший Будапешт, 24 октября 1956 потеряла 4 танка.
- 33-я гвардейская механизированная дивизия в ходе операции «Вихрь» потеряла 14 танков и САУ, 9 бронетранспортёров, 13 орудий, 4 РСЗО, 6 зенитных орудий и другую технику[81], а также 111 военнослужащих.

По утверждениям венгерских коммунистических источников, после ликвидации вооружённых групп в руки войск МВД и органов полиции попало большое количество оружия западного производства, в том числе немецкие автоматы МП-44 и американские пистолеты-пулемёты «Томпсон»,.
Будапешт пострадал в результате уличных боёв между советскими войсками и повстанцами, в городе были полностью уничтожены 4000 домов и ещё 40 000 повреждены хотя как Госдепартамент США, так и ЦРУ не принимали участия в снабжении повстанцев.

## Обоснование легитимности вторжения
Советская пропаганда и ретранслировавшее её венгерское правительство, дабы оправдать как само вторжение, так и начавшиеся вслед за ним массовые репрессии, традиционно называли как восставших, так и занявших нейтральные позиции «фашистами», «хортистами» и «силами реакции», однако к началу 1950-х годов в результате сталинистских «чисток» из государственных и муниципальных структур, армии и полиции были «вычищены» не только представители прежнего режима, но и представители любых других партий, в том числе и социалистических. В действительности же ярлык «фашисты» и особенно «реакционеры», как заявил на Генеральной ассамблее ООН американский представитель Генри Кэбот Лодж, мог быть успешно применён и в обратную сторону — по отношению к кадаристам и их московским кураторам, которые выступали в роли реакционеров по отношению к подлинным революционерам, то есть венграм.

Разрушения в центре Будапешта
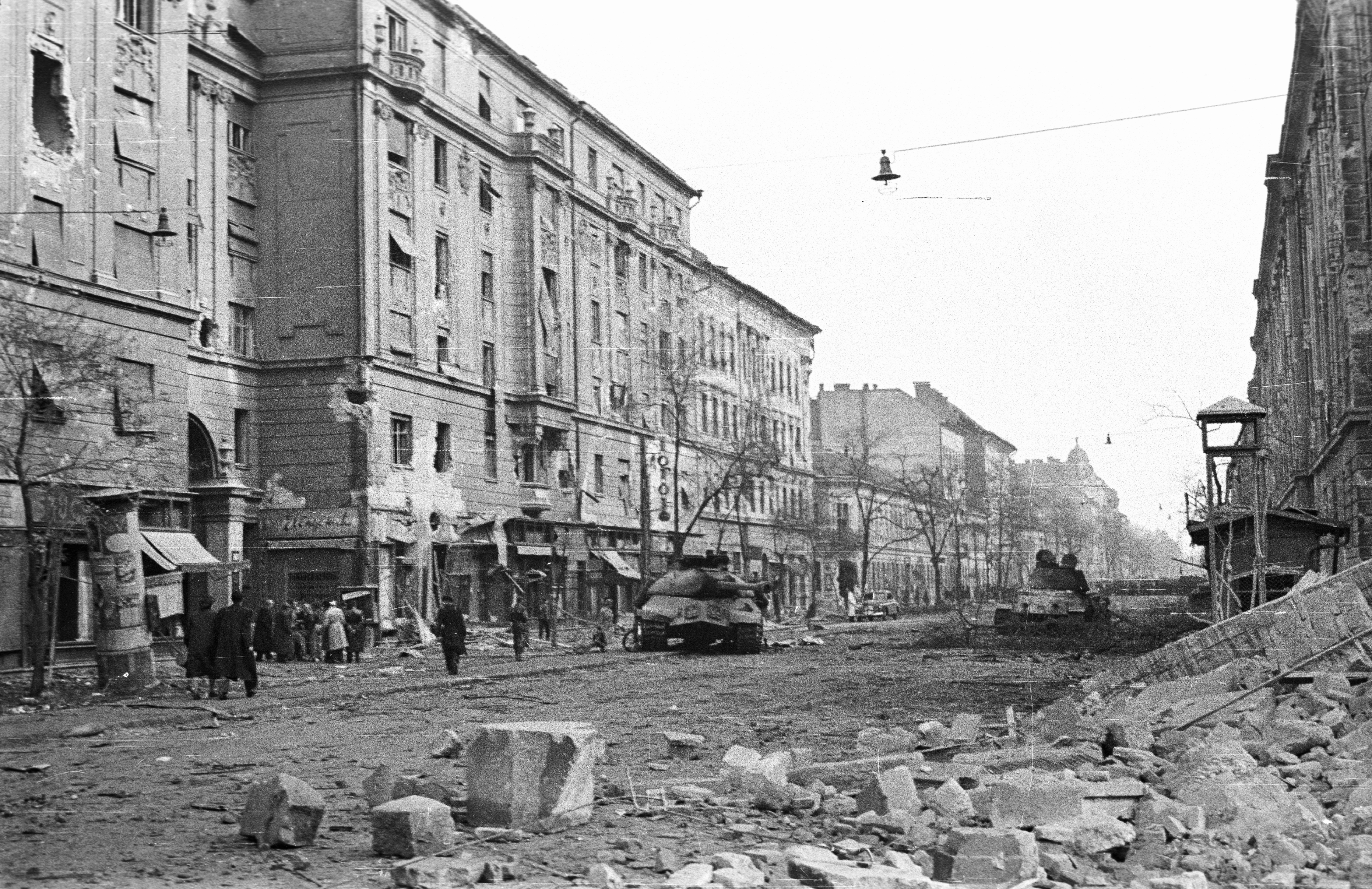
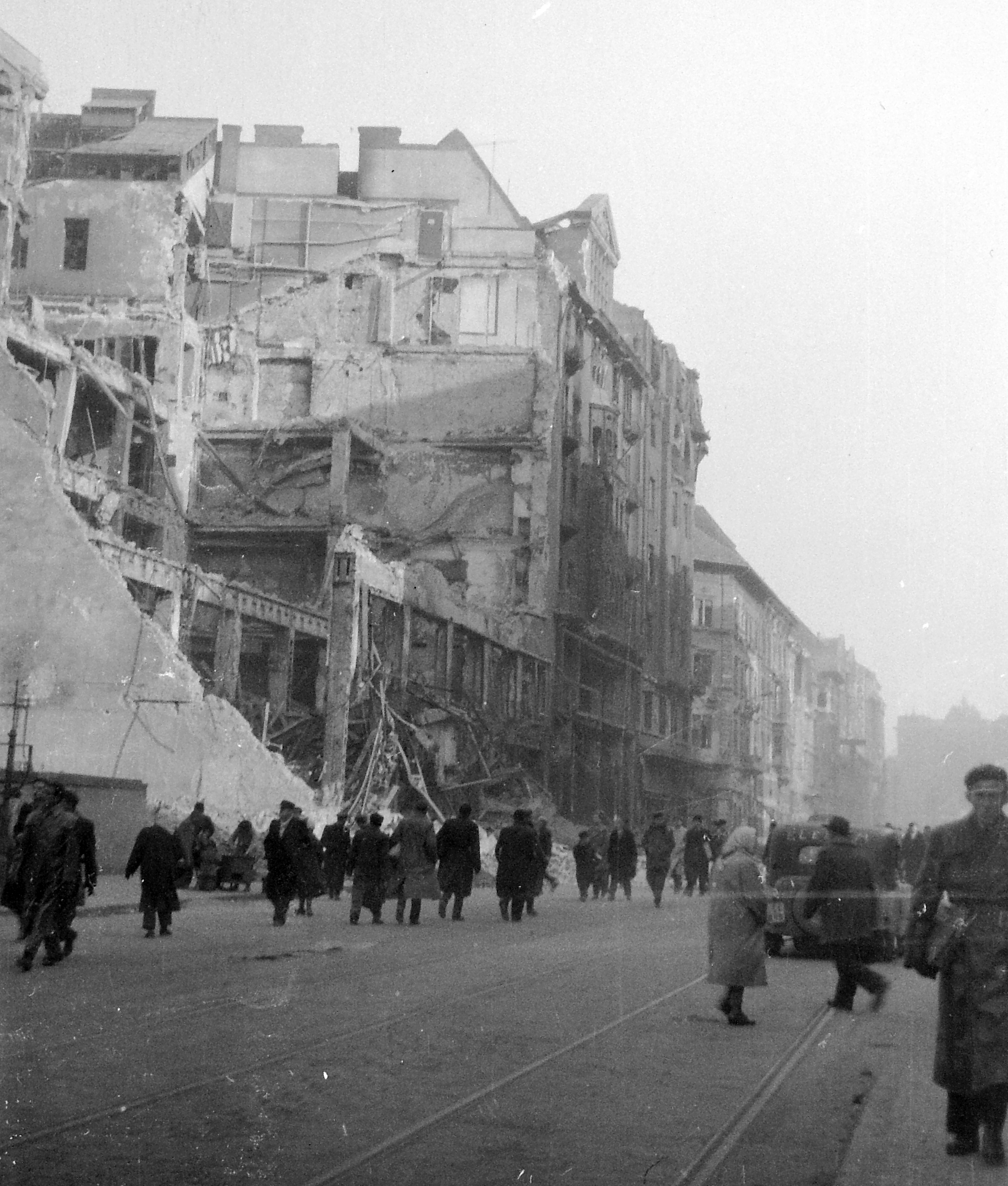
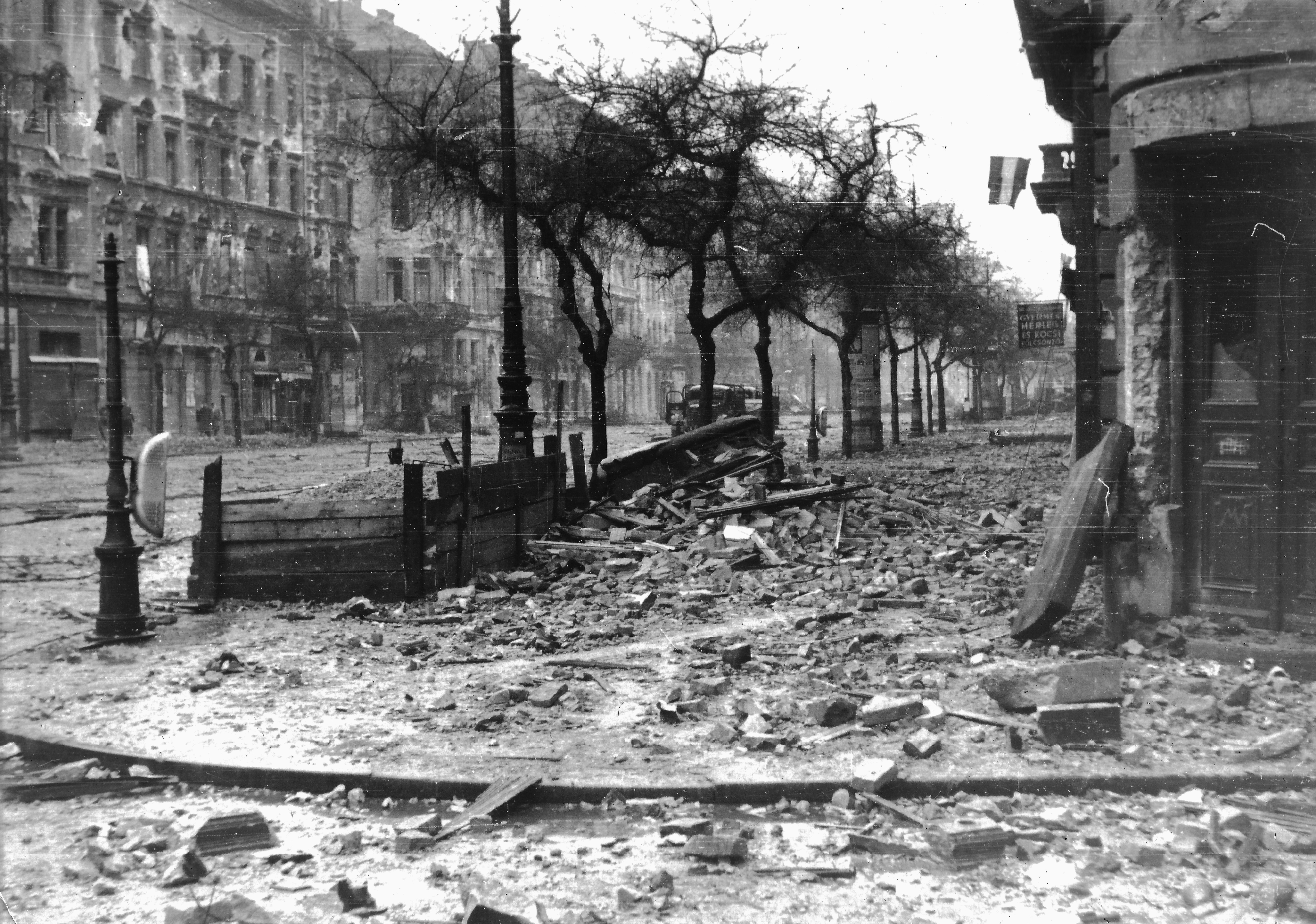

## Награждения
Согласно Указу Президиума Верховного Совета СССР от 18 декабря 1956 года — «За успешное выполнение боевых заданий Правительства СССР», было произведено награждений:
- Герой Советского Союза — 26
- Орден Ленина — 37
- Орден Красного Знамени — 574
- Орден Кутузова I степени — 5
- Орден Богдана Хмельницкого I степени — 8
- Орден Суворова II степени — 4
- Орден Кутузова II степени — 18
- Орден Богдана Хмельницкого II степени — 16
- Орден Суворова III степени — 22
- Орден Кутузова III степени — 20
- Орден Александра Невского — 130
- Орден Красной Звезды — 3214
- Орден «Знак Почёта» — 20
- Орден Славы III степени — 922
- Медаль «За отвагу» — 2765
- Медаль «За боевые заслуги» — 2861
- Медаль «За трудовую доблесть» — 5
- Медаль «За трудовое отличие» — 5

Маршал Г. К. Жуков «за подавление венгерского контрреволюционного мятежа» получил 4-ю звезду Героя Советского Союза. Всего звание Героя Советского Союза было присвоено 25 советским военнослужащим (13 из них получили это звание посмертно).
Председатель КГБ при Совете Министров СССР И. А. Серов и начальник Генерального штаба маршал Советского Союза В. Д. Соколовский в декабре 1956 были награждёны орденом Кутузова I степени.
Впоследствии было издано ещё шесть Указов Президиума Верховного Совета СССР о награждении орденами и медалями «за участие в венгерских событиях»: от 07.03.1957 г., 11.07.1957 г., 17.07.1957 г., 31.10.1957 г., 27.01.1958 г. и 22.11.1958 г.
За участие в подавлении антиправительственного мятежа 40 офицеров Венгерской Народной армии были награждены орденами Венгерской Народной Республики, свыше 9 тысяч военнослужащих ВНА были награждены медалями. Отличившийся в ходе боевых действий 37-й стрелковый полк, которым командовал майор Имре Ходошан, был преобразован в Будапештский революционный полк.

## Реакция в мире

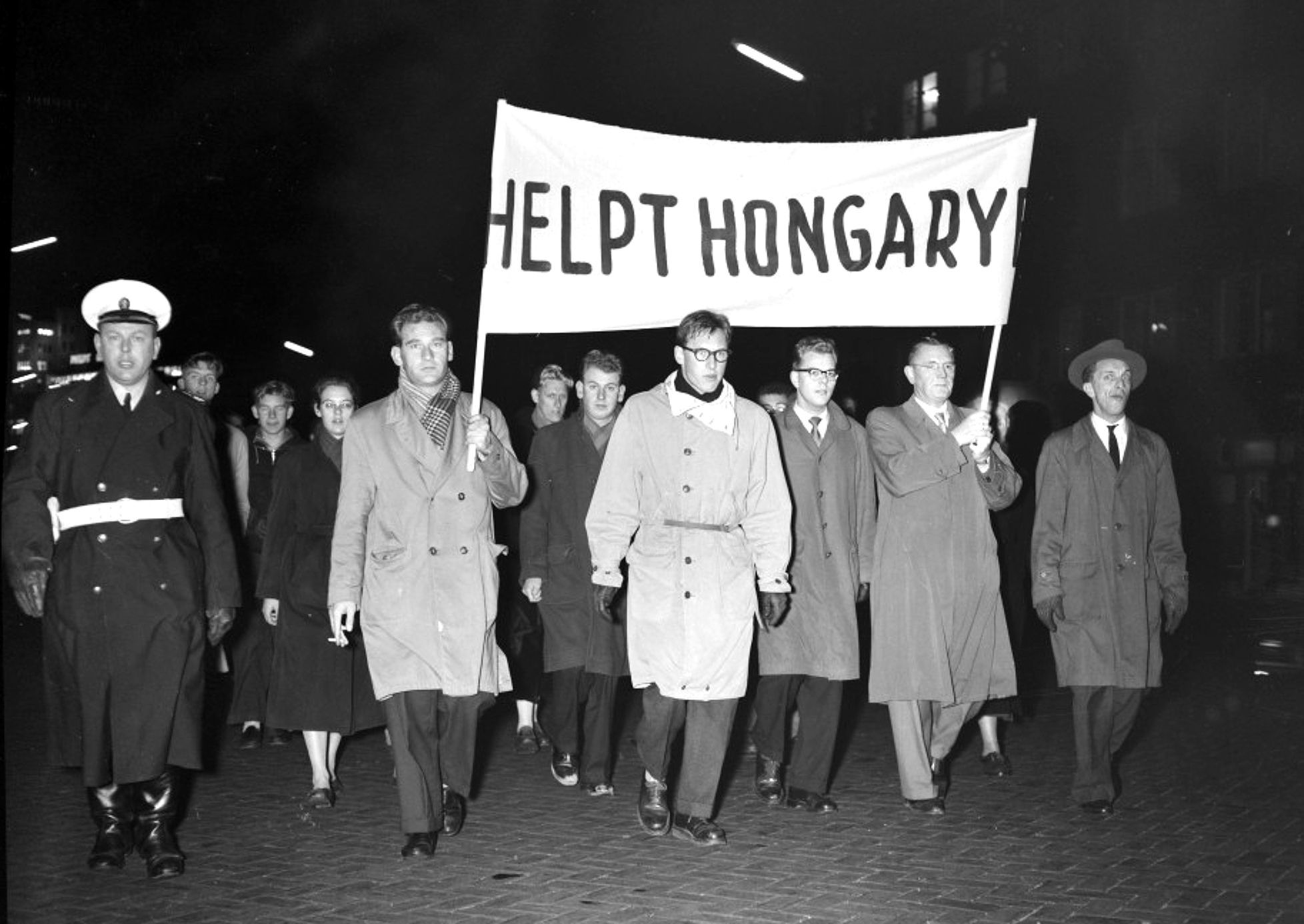
«Поможем Венгрии» — голландцы на шествии в поддержку Венгерской революции в Эйндховене, 5 ноября 1956

Согласно резолюции 120 Совета Безопасности ООН (не поддержанной Советским Союзом), 4—10 ноября 1956 года была созвана 2-я чрезвычайная специальная сессия Генеральной Ассамблеи ООН. Она приняла ряд резолюций, призывавших СССР, в частности, немедленно прекратить «вооружённые нападения на народ Венгрии» и «всякую форму вмешательства, особенно, вооружённого вмешательства, во внутренние дела Венгрии».

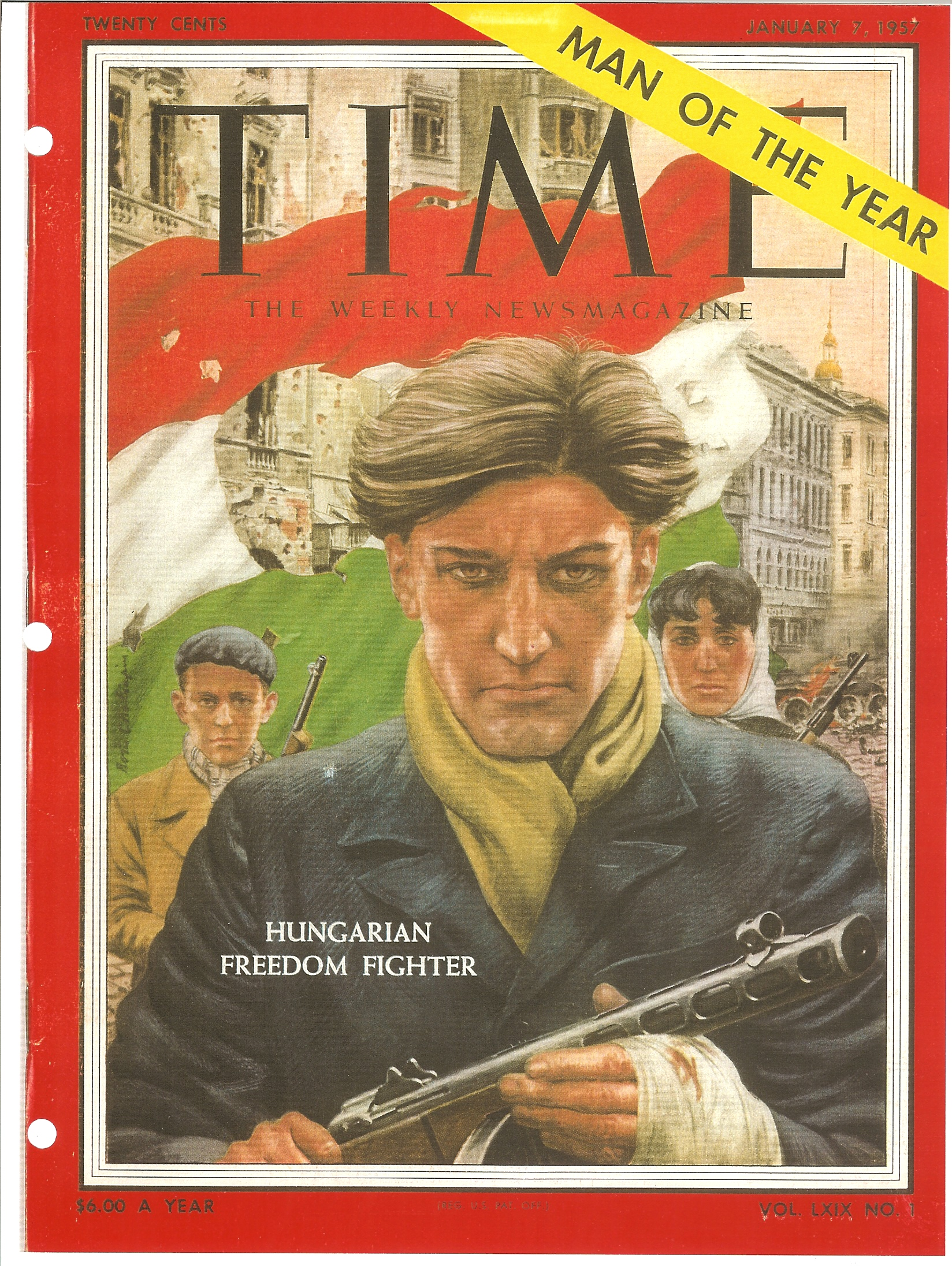
Человек года, согласно журналу «Тайм», —
«венгерский борец за свободу»

12 декабря 1956 года Генеральная Ассамблея ООН приняла резолюцию 1131 (XI), в которой осудила «нарушение Устава правительством Союза Советских Социалистических Республик, лишающим Венгрию её свободы и независимости, а венгерский народ — пользования своими основными правами», и призвала советское правительство «принять незамедлительно меры к выводу из Венгрии, под наблюдением Организации Объединённых Наций, своих вооружённых сил и позволить восстановление политической независимости Венгрии». За резолюцию проголосовали 55 стран, против — 8, ещё 13 воздержались.
В воскресенье, 6 января 1957 года, когда миллионы американцев смотрели популярное телешоу Эда Салливана, хедлайнером которого выступал 22-летний Элвис Пресли, Салливан сказал зрителям, что Пресли собирается записать в Голливуде благотворительное шоу для сбора пожертвований для Венгрии и «так сильно переживает за помощь Венгрии, что он призывает всех нас по всей стране помнить, что необходима немедленная помощь». Ведущий заявил это перед тем, как Элвис спел непредусмотренную программой евангельскую песню «Мир в долине», сказав: «Он чувствует, что это [«Настанет мир в долине»] своего рода настроение, которое он хотел бы создать». Позже, в апреле, на студии RCA Victor вышел одноимённый мини-альбом Элвиса. К концу 1957 года пожертвования, собранные на призыв Элвиса, распределяемые Международным Красным Крестом в Женеве в виде продовольственных пайков, одежды и других предметов первой необходимости, в сумме составили 26 миллионов швейцарских франков (6 миллионов долларов США в ценах 1957 года или 57,9 миллиона долларов США в сегодняшних котировках). 1 марта 2011 года мэр Будапешта Иштван Тарлош посмертно удостоил Пресли звания почётного гражданина Будапешта, а площадь, расположенная на пересечении двух самых важных проспектов города во II районе, в знак благодарности венгерского народа была названа в честь Пресли.
На следующий день, 7 января, журнал «Тайм» вышел с рисунком «венгерского борца за свободу» (собирательный образ) на обложке, который был провозглашён человеком года (1956).
В знак протеста против действий Советского Союза в Венгрии три страны (Испания, Нидерланды, Швейцария) отказались участвовать в XVI летних Олимпийских играх, открывшихся 22 ноября в Мельбурне.
В Варшаве, перед недавно построенным Дворцом культуры и науки (в начале года ещё называвшимся «Дворцом имени Сталина») прошла серия демонстраций польской молодёжи, размахивавшей венгерскими флагами с вырезанной коммунистической символикой. Там же, 24 октября польский лидер Владислав Гомулка произнёс речь, где заявил, что: «Довольно митингов и демонстраций! Пришло время вернуться к труду». Митинги и демонстрации перед Дворцом культуры и науки стали разгонять силой. После ввода советских войск в Венгрию и подавления венгерского восстания началась серия самоубийств с этой сталинской высотки — до конца 1956 года с её смотровой площадки покончило жизнь самоубийством восемь человек (впоследствии, серия самоубийств продолжилась после подавления Пражской весны в результате чего в 1970-х площадку огородили решёткой).
Французский философ Альбер Камю, который в 1957 году будет удостоен Нобелевской премии по литературе, сравнил невмешательство стран Запада в венгерские события с невмешательством в гражданскую войну в Испании:

Правда состоит в том, что международное сообщество, которое с многолетним опозданием вдруг нашло в себе силы вмешаться на Ближнем Востоке, напротив, позволило расстрелять Венгрию. Ещё 20 лет назад мы позволили армиям иностранной диктатуры раздавить испанскую революцию. Это чудесное усердие нашло себе вознаграждение во Второй мировой войне. Слабость ООН и её раскол ведут нас постепенно к третьей, которая стучится в нашу дверь.

Влияние на левые партии
После подавления Венгерского восстания из британской компартии вышло около 7 тысяч человек; генсек партии Гарри Поллит ушёл в отставку.

## Кризис венгерских беженцев

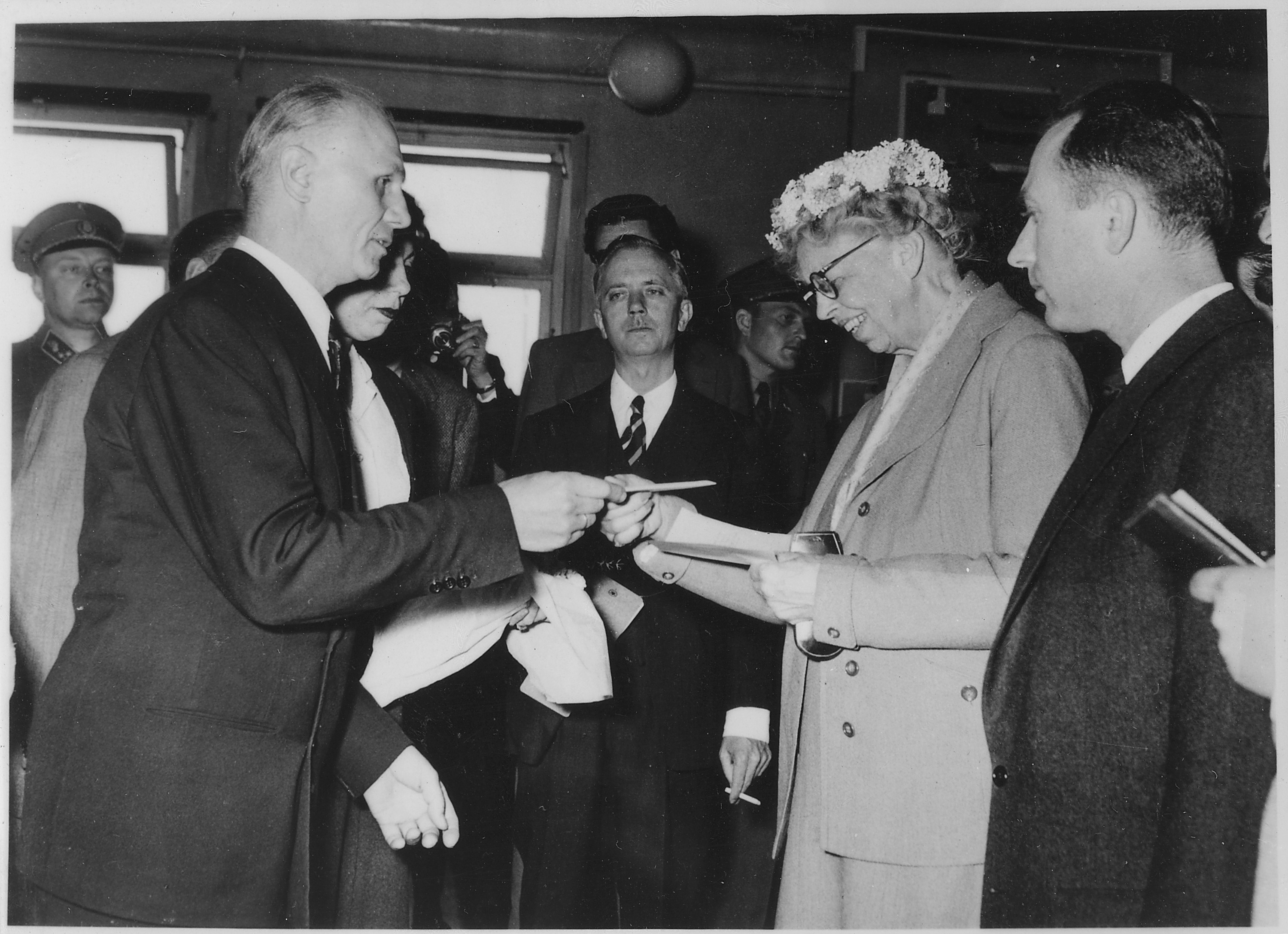
Элеонора Рузвельт посещает лагерь венгерских беженцев в Зальцбурге

Венгры в массовом порядке бежали из страны — страну покинуло почти 200 000 человек (2 % от общей численности населения), для которых в Австрии пришлось создать лагеря беженцев в Трайскирхене и Граце.
По данным американского правительства, кризис венгерских беженцев подразделяется на три фазы (или волны беженцев):
- Первая волна: с раннего утра 24 октября до 4 ноября (главное направление бегства — Австрия) — массовое бегство «активистов» ВПТ и членов левых партий и движений, сотрудников тайной полиции и других привластных групп от народной расправы, а также бесконтрольная эмиграция других желающих покинуть страну из числа рядового населения, поскольку до того выехать из Венгрии зарубеж для простого населения было невозможно. В ночь с 23 на 24 октября венгерские пограничники прекратили несение службы по охране границы, пограничные переходы не охранялись. Введённые на границу советские войска были предназначены, чтобы не допустить ввода западных войск в страну, вопросами покидающих страну беженцев не занимались.
- Вторая волна: с 4 ноября до 1 декабря (главное направление бегства — Австрия) — бегство повстанцев вместе с семьями от советской оккупации.
- Третья волна: 1 декабря — середина января 1957 года (главное направление бегства — Югославия) — бегство подпольщиков и других преследуемых оккупационными властями, в связи с невозможностью перехода в Австрию — она уже усиленно охранялась погранвойсками КГБ СССР.
- Дополнительно: с декабря по 1 февраля 1957 — выезд венгров, получивших официальную выездную визу от режима Кадара и пропущенных через пограничные переходы, преимущественно стариков, инвалидов, из ликвидированных оккупационной властью бюджетных учреждений (домов престарелых и т. п.), которые оккупационная власть посчитала обузой для экономики, а также «лишенцев».

Советские погранвойска КГБ застрелили множество венгров, пытавшихся покинуть страну. После создания обновлённой венгерской погранохраны эта задача была передана им. С тех пор коммунистический режим потратил множество денег на создание непреодолимого барьера на границе. На всей протяжённости венгерской границы с Австрией и Югославией был возведён пограничный кордон с заборами из колючей проволоки и минными полями шириной больше километра, сторожевыми вышками, прожекторами и патрулями с собаками. Кадар в интервью западной прессе назвал это «мерами по укреплению границы», заявив: «мы будем крепко держать границу».
Более двухсот тысяч венгров, осев за границей, вскоре начали присылать домой вести из-за границы. Советское правительство приняло все меры к тому, чтобы пресечь проникновение в страну любых вестей от венгров-беженцев, среди которых были представители всех социальных групп, заменив актуальные новости о реальном положении дел традиционной советской пропагандой о «загнивающем капитализме» и «тяжкой доле рабочего класса» на Западе.

## Репрессии против участников
Сразу же после подавления восстания начались массовые аресты: всего спецслужбы Венгрии и их советские кураторы арестовали около 5000 венгров (846 из них были отправлены в советские тюрьмы), включая «значительное количество членов ВПТ, военнослужащих и студенческой молодёжи».
В ночь начала вторжения группы захвата под оперативным руководством Гребенника, Зырянова и Короткова упустили возможность схватить членов правительства Имре Надя и 4 ноября в 6:00 члены правительства Имре Надя вместе с семьями укрылись в посольстве Югославии — Тито пригласил их посетить Югославию. Громыко категорически настоял на том, что этого произойти не должно. 17 ноября Микоян, Суслов и Аристов предложили ЦК выманить Надя и членов его правительства, посулив им полную амнистию в обмен на признание допущенных ошибок. Премьер-министр Имре Надь и члены его правительства 22 ноября 1956 были обманным путём выманены из посольства Югославии, где они укрывались, — за ними был подан автобус, который якобы должен был развезти их по домам. В действительности же доставлять их домой не планировалось, за рулём автобуса был офицер КГБ, не говоривший по-венгерски, и сопровождали автобус также офицеры спецгруппы КГБ. Автобус свернул на первом перекрёстке от посольства, высадив пассажиров под дулами автоматов, после чего они были отправлены спецрейсом в Румынию. Затем они были возвращены в Венгрию, где над ними состоялся заранее подготовленный суд. Имре Надь и бывший министр обороны Пал Малетер были приговорены к смертной казни по обвинению в государственной измене. Имре Надь был повешен 16 июня 1958 года. Вся акция была заранее согласована Москвой с Бухарестом, югославы были в курсе договорённости и Тито лично её одобрил (в части, касавшейся выдачи правительства Надя советской стороне, но не суда над ним), но позднее Югославия заявила протест в связи с вывозом Надя и членов правительства в Румынию, поскольку это шло вразрез с советско-югославскими договорённостями и поскольку на суде Югославию обвинили в «подстрекательстве венгерской контрреволюции», что отчасти вернуло статус-кво в советско-югославских отношениях к ситуации 1948 года. На 40-й годовщине ВОСР в Москве в ноябре 1957 года югославская делегация отказалась подписать декларацию, провозглашающую главенствующую роль СССР в мировом коммунистическом движении, и покинула Москву. Кардинал Миндсенти укрывался в американском посольстве в Будапеште до 1971 года, когда ему разрешили покинуть Венгрию.
Части ВНА были в большинстве своём разоружены 4—5 ноября. Намного труднее оказалось разоружить население и членов национальной гвардии — чтобы изъять у них оружие, КГБ приходилось обыскивать жильё подозреваемых, при этом местное население укрывало партизан и со следствием не сотрудничало. Операции по «изъятию контрреволюционного элемента» в городах носили характер массовых уличных облав, где войска КГБ и МВД СССР, не имея ни переводчиков, ни ориентировок, предварительно оцепив город, последовательно «прочёсывали» район за районом и хватали всех подряд, кто им попадался на улицах, включая коллаборантов, — задержанных без предъявления обвинений тайно переправляли в тюрьмы на Западной Украине (Чоп, Ужгород, Стрый, Дрогобыч, Черновцы и Станислав). В Чопскую тюрьму массово ссылали задержанных «нарушителей государственной границы», то есть ноябрьских беглецов в Австрию. Советским КГБ было задержано и взято под стражу свыше десяти тысяч венгров — участников «фашистской оргии», из них 4056 арестовано, большинство впоследствии передано венгерским коллаборационистским властям. Заместитель министра внутренних дел СССР по местам заключения М. Н. Холодков в своём рапорте обращал внимание, что среди переправленных в УССР венгров значительное число арестантов являлись членами ВПТ, солдатами ВНА и студентами, также среди них были женщины и несовершеннолетние. Основную массу арестованных военнослужащих ВНА представлял рядовой состав, количество офицеров было незначительно, поскольку на офицерские должности в ВНА назначали только «проверенных партийцев», попавших в военные училища по путёвкам райкомов — кадровый офицерский состав, оставшийся от прежней эпохи, был в большинстве своём уволен из рядов вооружённых сил ещё в первой половине 1950-х гг. (сохранились жалобы арестованных венгерских офицеров, являвшихся секретными сотрудниками, с возмущением писавших начальнику советской тюрьмы о том, что их задержали «по ошибке» и держат теперь с «этой чернью»). Кроме оружия, в ходе обысков особое внимание уделялось изъятию у населения любых обнаруженных фото- и киноплёнок, запечатлевших ход восстания, таким образом, во-первых, пресекалось просачивание подлинной визуальной информации о восстании на Запад, которую следовало подменить фотографиями из «Правды» и других подконтрольных советской цензуре источников, во-вторых, изъятые материалы предстояло тщательно изучить следователям КГБ — методом физиономической экспертизы сличались лица с кадров изъятой хроники с фотокарточками в картотеках госбезопасности, чтобы выявить попавших в кадр участников восстания и симпатизировавших повстанцам. Параллельно с этим в первые недели после вторжения на территории Венгрии по приказу Жукова действовали советские военно-полевые суды, которые приговаривали к расстрелу «по законам военного времени». Кадар пытался жаловаться Серову (который в тот момент фактически управлял марионеточным государством) на нецелесообразность проводившихся КГБ в провинции массовых арестов, мотивируя это необходимостью «розыска истинных вдохновителей восстания, прежде всего — в Будапеште» и предсказывая эффект бумеранга от арестов рядовых венгров, но чекисты продолжали свои карательные мероприятия в прежнем режиме, что приводило к массовым забастовкам и бойкоту со стороны венгерских рабочих. Советское руководство посчитало Кадара ненадёжным и слишком слабохарактерным для руководства страной, он стал себя вести решительно только после ареста и вывоза Имре Надя в Румынию. Между тем новый министр вооружённых сил ВНР Мюнних также указал на связь массовых арестов с забастовками. Серов докладывал Хрущёву: «Они [венгры] особенно недовольны тем, что арестованных отправляют в Сибирь. Это освещает Би-би-си». Тем временем, число арестованных продолжало расти, превысив несколько тысяч, а следственная бригада КГБ по венгерским событиям (ввиду особой секретности расследования) состояла из 8 сотрудников. Наметился ведомственный конфликт между КГБ, который вёл следствие, и МВД СССР, в тюрьмах которого содержались арестованные, после того как Холодков направил рапорт Дудорову о том, что «могли иметь место необоснованные аресты», подкрепив свои слова данными о нескольких содержащихся в советских тюрьмах «верных партийцах». Серов начал настаивать на своём, мотивируя это двурушничеством некоторых арестованных членов ВПТ. В Стрыйскую и Ужгородскую тюрьмы прибыло две бригады КГБ с приказом срочно добыть признание своей вины от узников, которых Холодков причислил к «необоснованно арестованным». Потом Серов свалил вину за задержание «верных партийцев» на МВД и военных, которые якобы переправили задержанных венгров на Украину «без нашего разрешения».
К середине ноября советское военное судопроизводство в Венгрии было частично передано местным коллаборантам. Правительство Кадара при активном участии советских органов безопасности развернуло массовые репрессии в стране (местные органы госбезопасности к началу ноября уже разбежались в соседние соцстраны). В середине декабря 1956 года в Венгрии были открыты концлагеря для интернированных (Тёкёль и Киштарча, где за три последующих года, 1957—1960, было интернировано около 13 тыс. человек) и введён институт чрезвычайного судопроизводства (в последующем, опыт интернирования собственных граждан из числа несогласных с прокремлёвским курсом был применён польской военно-полицейской диктатурой во главе с генералом Войцехом Ярузельским во время подавления польских волнений 1981—1983 гг.) К 26 ноября советские оккупационные власти испытывали дефицит посадочных мест в венгерских тюрьмах, настроения в обществе были по-прежнему мятежными, Маленков, Суслов и Аристов предложили провести акцию устрашения в виде привселюдного расстрела «пяти — семи человек в интересах пресечения контрреволюции […] товарищ Кадар согласился с нашими предложениями». На митинге в пригороде Будапешта Эгере из безоружной толпы палачами КГБ было выведено восемь человек, которых тут же расстреляли, а митинг разогнали, оставив трупы на улицах в назидание. Попутно, с санкции Серова, КГБ во второй половине ноября занялся формированием новой венгерской службы госбезопасности и новой полиции, куда принимали только тех, которые «положительно проявили себя» в подавлении восстания, то есть участвовали в разгонах митингов, расстрелах и пытках. Кроме того, в силовые структуры отбирали только свободно говоривших на русском без переводчиков (по этому же признаку повстанцы ранее вычисляли коллаборационистов).
Всё, связанное как с самим восстанием, так и с его подавлением, было сходу засекречено, в силу чего истинная статистика погибших с обеих сторон и убитого мирного населения, как и осуждённых военными трибуналами и разными внесудебными органами к расстрелу осенью 1956 года, остаётся неустановленной.

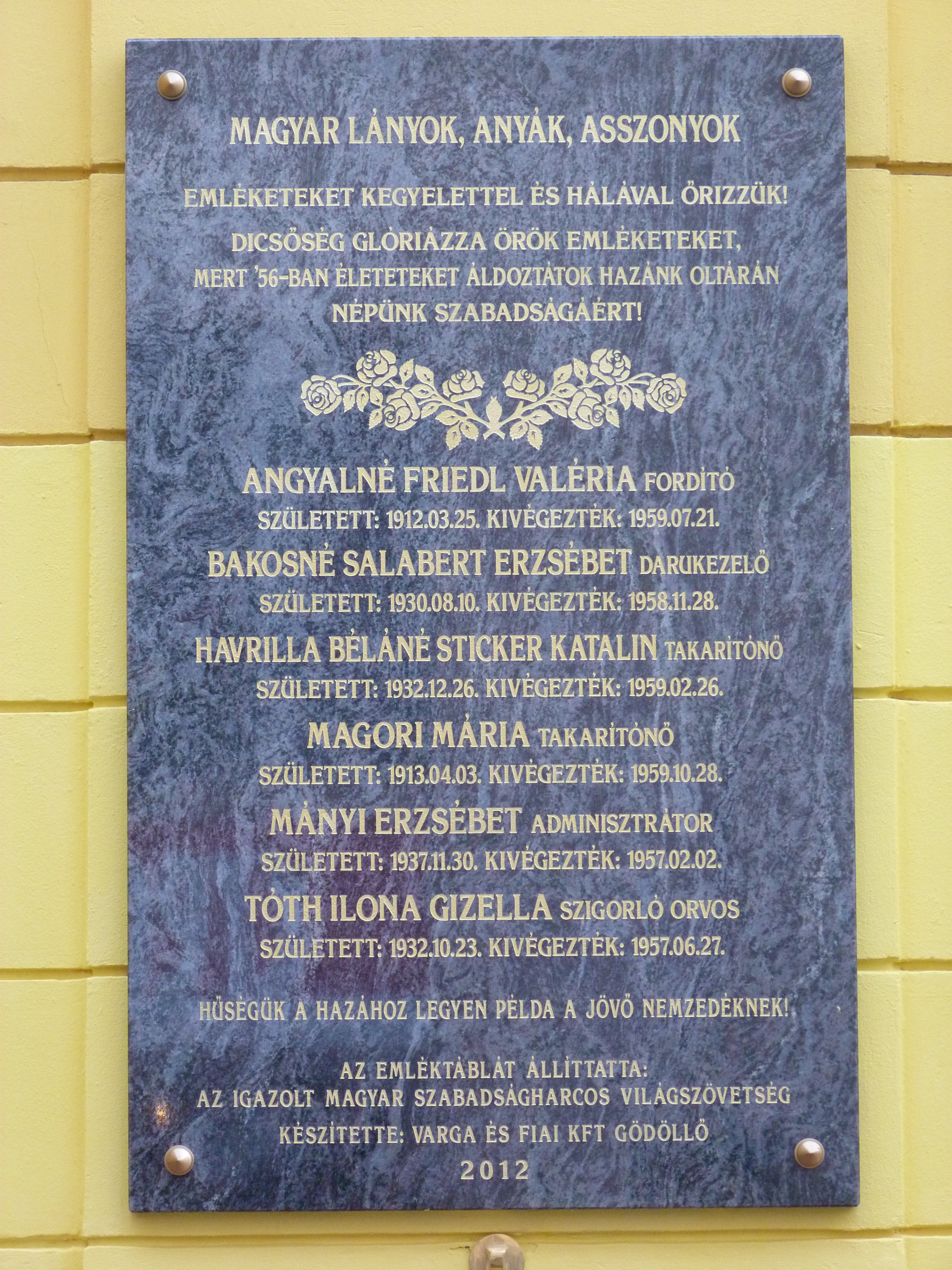
Мемориальная доска на здании кинотеатра Корвин

Всего, не принимая во внимания казни периода октября — ноября, с декабря 1956 по лето 1961 было казнено, по отдельным оценкам, от 350 до шестисот человек, 75 % казнённых составляли люди от 20 до 30 лет. Передача арестованных для суда и казни новым венгерским властям была своего рода их проверкой на лояльность. 19 января 1957 года были казнены Йожеф Дудаш (повстанческий лидер II района) и Янош Сабо (повстанческий командир площади Сена); 26 июня 1957 — Илона Тот, Миклош Дьёндьёши и Ференц Гёнчи (повстанческая ячейка больницы имени Петёфи); 30 декабря 1957 — Ласло Иван Ковач («Пассаж Корвина»); 29 ноября 1957 — Кемаль Экрем (площадь Сена), Роберт Бан (площадь Сена) и боевики «Шахтёрской бригады» Ласло Русняк, Андраш Лауринец, Тибор Цимер; 20 февраля и 28 октября 1958 — двенадцать бойцов Группы Тёкёли; 26 февраля 1959 — Каталин Стикер, Йожеф Коте Шёрёш, Йожеф Тот («группа Марии Витнер»).
Среди казнённых по приговорам были шесть женщин: Илона Тот, Каталин Стикер, Мария Магори (казнена 28 октября 1959), Эржебет Шалаберт (казнена 28 ноября 1958), Эржебет Маньи (казнена 2 февраля 1957), Валерия Фридль (казнена 21 июля 1959) (им установлена мемориальная доска в Пассаже Корвина).
По другим данных, к смертной казни властями было приговорено 400 человек, из них приговор приведён в исполнение в отношении 229 человек.
В совокупности, около 26 тысяч человек подверглось судебному преследованию, из них 13 тысяч было приговорено к различным срокам заключения, однако к 1963 году почти все участники восстания были амнистированы и освобождены правительством Яноша Кадара.
Советской пропагандой мятеж был назван «контрреволюционным» и «фашистским». В самом СССР прошли облавы на инакомыслящих, которых арестовывали и отправляли в советские концлагеря, приписывая им вымышленные связи с венгерским восстанием, — так описывает это Анатолий Найман на примере своих знакомых из Москвы и Ленинграда, которые «были пристёгнуты [органами госбезопасности] к венгерской революции: как говорится, „сам Бог велел“.»
Венгерские события оказали значительное влияние на внутреннюю жизнь СССР. Партийное руководство было напугано тем, что либерализация режима в Венгрии привела к открытым антикоммунистическим выступлениям (2 ноября 1956 года имели место антикоммунистические демонстрации в Литве) и, соответственно, либерализация режима в СССР может привести к тем же последствиям. Президиум ЦК КПСС 19 декабря 1956 года утвердил текст Письма ЦК КПСС «Об усилении политической работы партийных организаций в массах и пресечении вылазок антисоветских, враждебных элементов».
В письме содержалось указание коммунистам, работающим в органах государственной безопасности, «…зорко стоять на страже интересов нашего социалистического государства, быть бдительными к проискам враждебных элементов и, в соответствии с законами Советской власти, своевременно пресекать преступные действия».
Прямым следствием этого письма стало значительное увеличение в 1957 году числа осуждённых «за контрреволюционные преступления» (2948 человек, что в 4 раза больше, чем в 1956 году). Студенты за какие-либо критические высказывания в отношении советских действий в Венгрии исключались из институтов.
Правовой статус советского оккупационного контингента в Венгрии был оговорён советско-венгерским соглашением 26 апреля 1957 года (до того советские войска находились там не как силы Варшавского договора). Срок пребывания их в стране был определён до тех пор, пока «существует агрессивный блок НАТО», — то есть, по сути, бессрочно.

### Современность

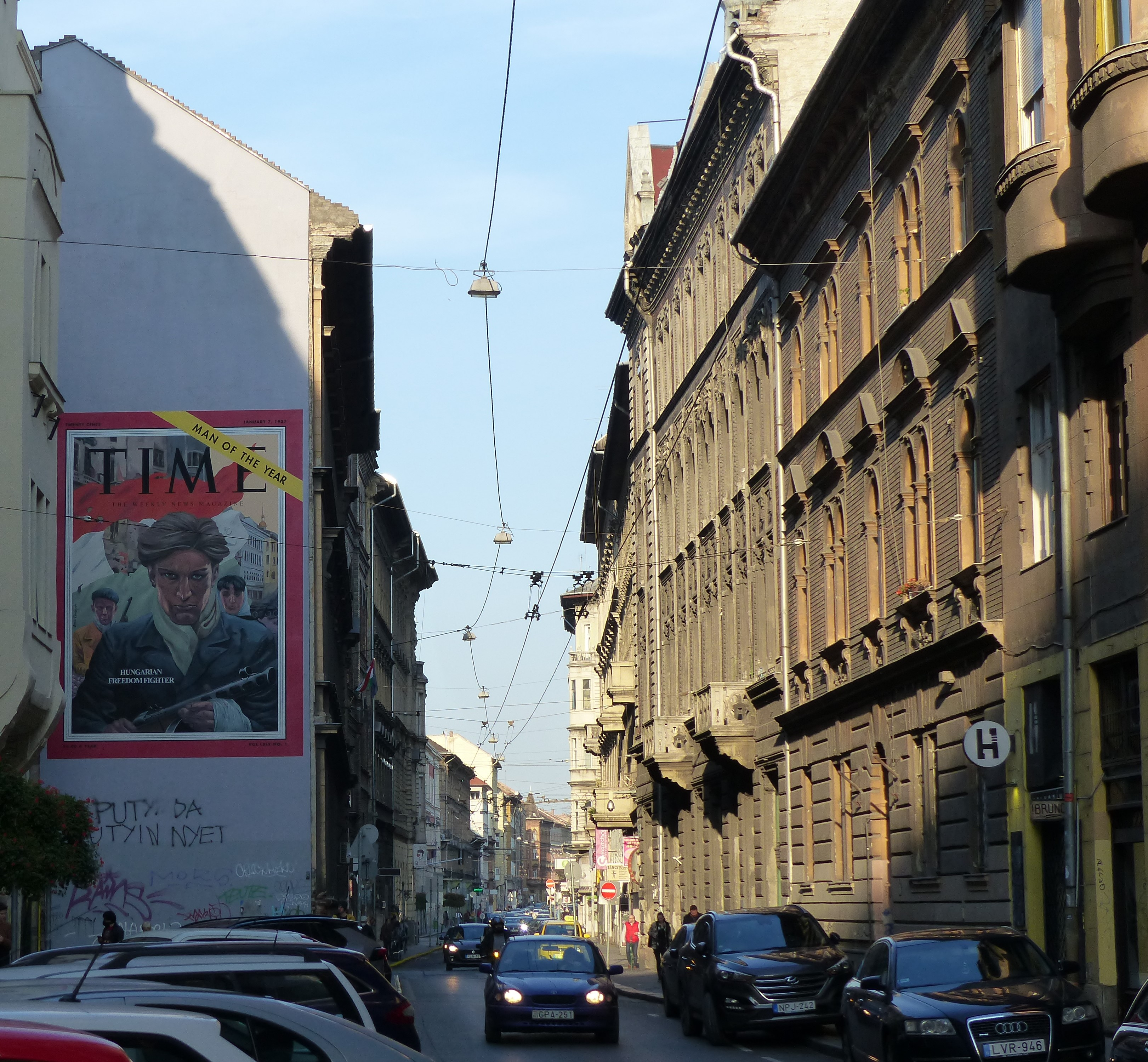
Мурал в Будапеште с изображением всемирно известной обложки журнала «Тайм». Под ним граффити пропутинского содержания — «Путин да», а снизу дописано «Путин нет»

После падения социалистического режима Имре Надь и Пал Малетер были торжественно перезахоронены в июле 1989 года. С этого времени Имре Надь объявлен национальным героем Венгрии. Восстание 1956 года рассматривается как акт освободительной борьбы (первым такую официальную оценку 28 января 1989 дал Имре Пожгаи — в то время член Политбюро ЦК ВСРП).
Некоторые участники восстания стали крупными политиками, партийными лидерами, депутатами, общественными деятелями. Наиболее известны примеры Арпада Гёнца (президент Венгрии в 1990—2000), Гергея Понгратца (основатель партии Йоббик), Шандора Раца (почётный президент Всемирной федерации венгров), Белы Кирая (депутат Национального собрания от партии Альянс свободных демократов), Марии Витнер (депутат Национального собрания от партии Фидес), Шандорне Бали (сооснователь Комитета исторической справедливости), Габора Дилинко (известный венгерский художник). С другой стороны, в 1994—1998 премьер-министром Венгрии был Дьюла Хорн, участвовавший в подавлении восстания.
Многим погибшим в боях, казнённым и заключённым после подавления восстания в Будапеште установлены мемориальные знаки — в том числе Йожефу Дудашу, Яношу Сабо, Ласло Ивану Ковачу, Шандору Бали, Илоне Сабо, Андрашу Лауринецу, Илоне Тот.
23 октября в Венгрии отмечается День памяти венгерского восстания 1956 года.

Разрушения в Будапеште и современное его состояние в XXI веке
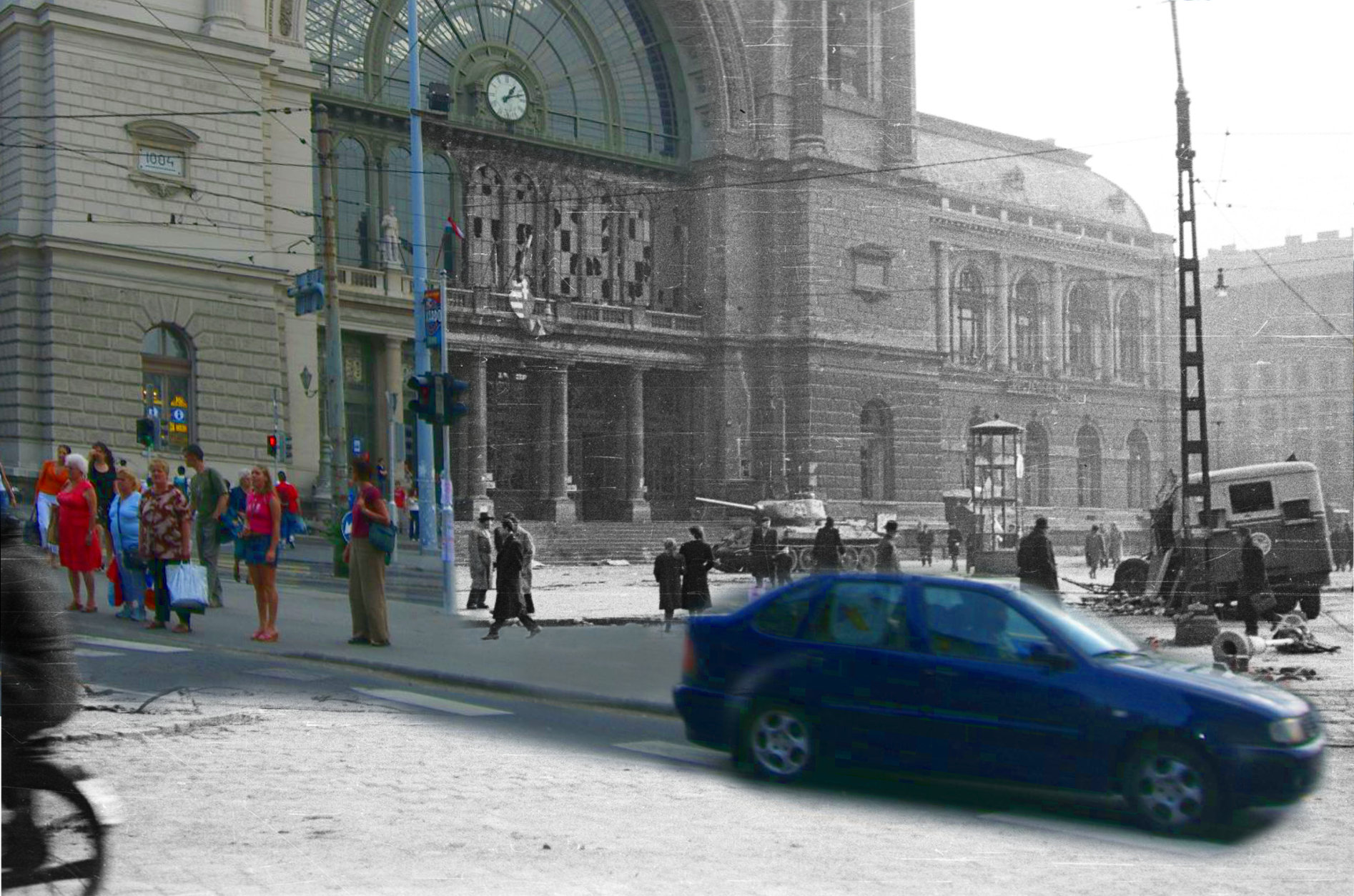
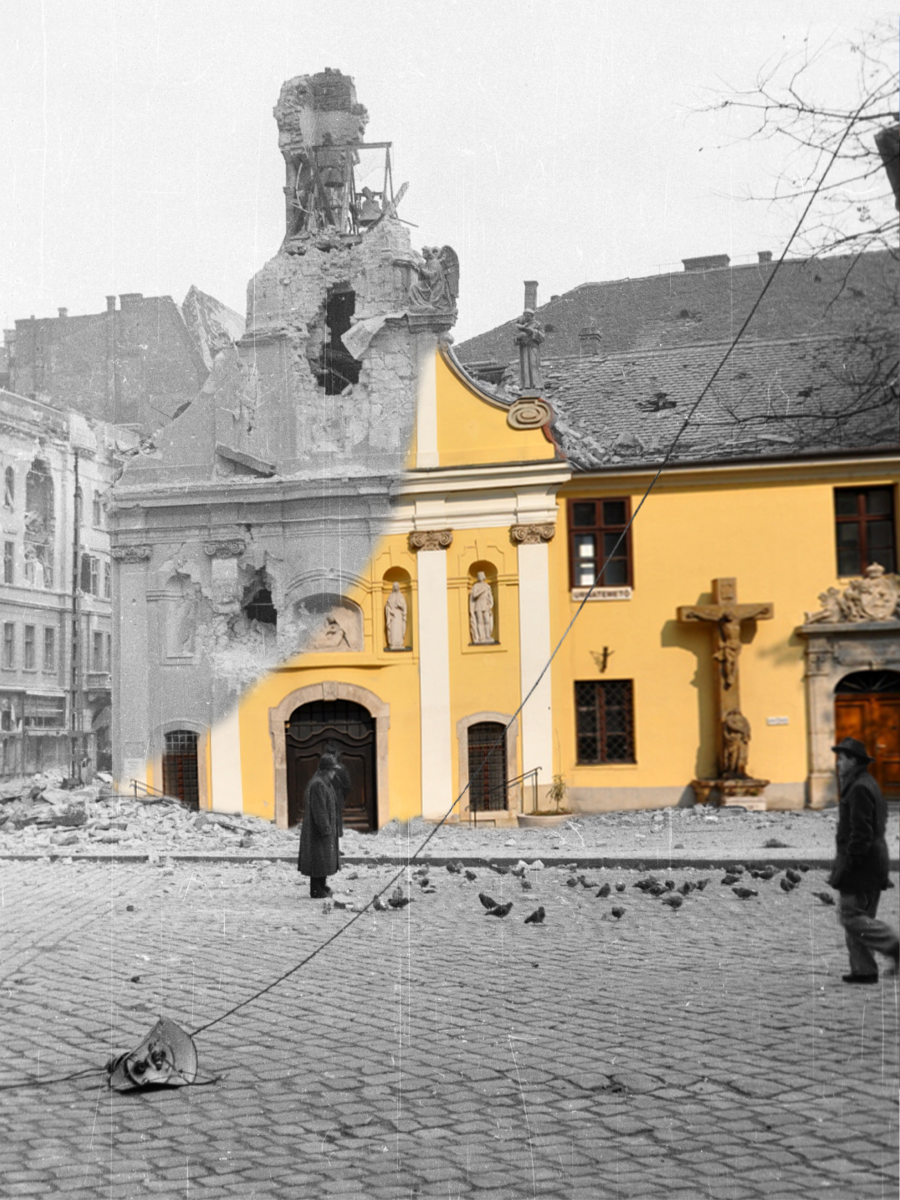
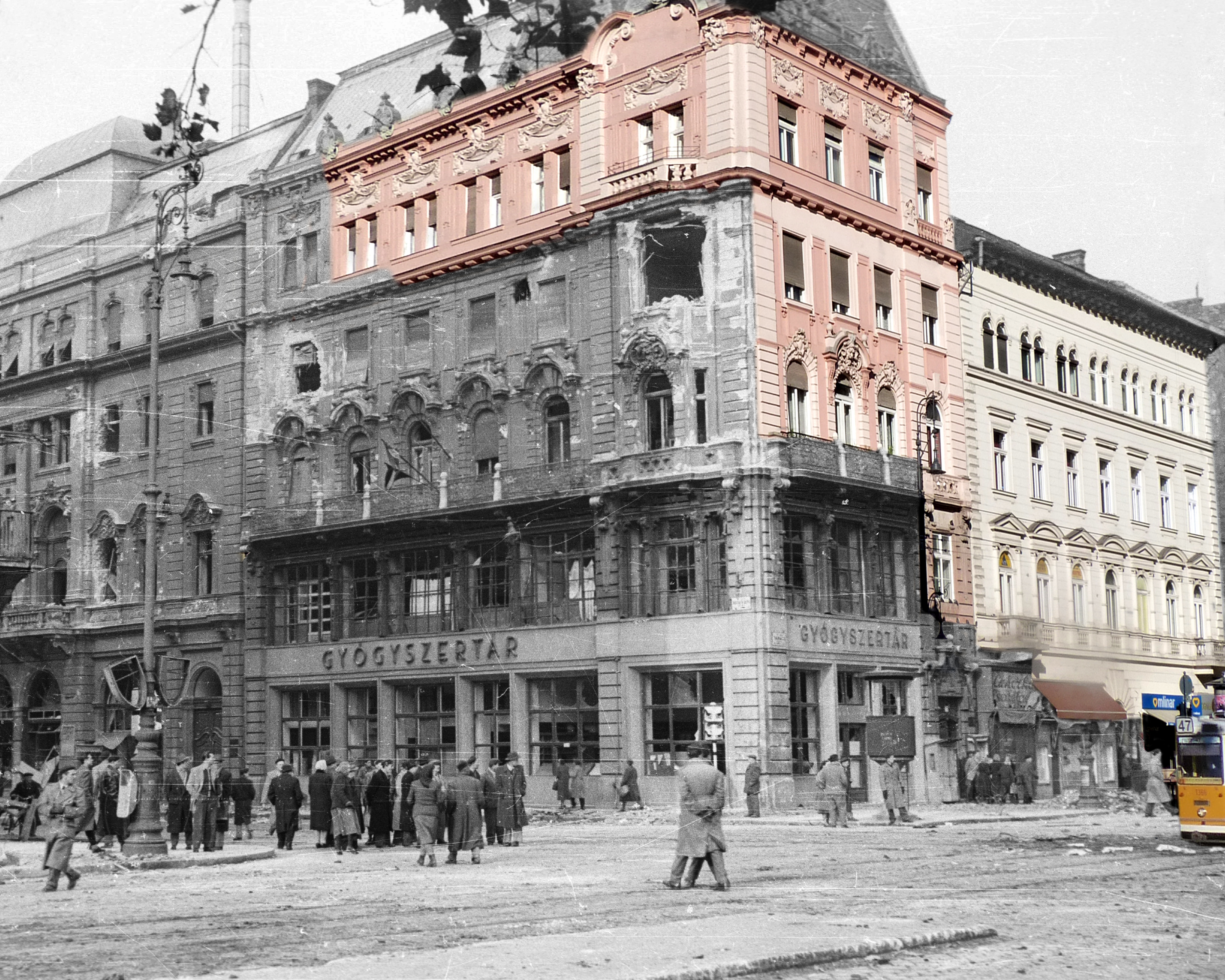

## Последствия
Советские войска оставались в Венгрии ещё в течение многих лет и, по мнению западных обозревателей, венгерская коллаборационистская верхушка была заинтересована в их присутствии в стране даже больше, чем Москва, поскольку советские войска надёжнее охраняли их от их подданных, чем собственные венгерские. Кадар, избегая даже употреблять выражение «советские войска» применительно к находившимся в Венгрии оккупантам, называл советское военное присутствие «нерешённым международным вопросом».

## Отношение к событиям в современной России
Впервые в СССР позиция официальной пропаганды была поставлена под сомнение в 1988 году с публикацией в журнале «Иностранная литература» цензурированной версии книги Ласло Дьюрко «1956 год»; в публикации события впервые в советской печати были названы «революцией».
Президент СССР Михаил Горбачёв впервые извинился — согласно большинству источников, только устно — от имени Советского Союза за 1956 год перед венгерской делегацией во главе с премьер-министром Йожефом Анталлом, прибывшей в Москву в 1991 году.
В 1992 году в президент Борис Ельцин заявил в парламенте Венгрии:
Трагедия 1956 года — неизгладимое пятно позора на советской системе.
Во время президентства Ельцина в 1997 году был издан экспериментальный  школьный учебник «История России: Советское общество. 1917—1991», подготовленный коллективом авторов из Российского независимого института социальных и национальных проблем (РНИСиНП, ныне Институт социологии РАН). В учебнике нет ни слова о фашистах, но есть о вооружённом сопротивлении, студентах, повстанцах, забастовщиках.
В 2006 году, в пятидесятую годовщину революции, президент России Владимир Путин заявил, что «сегодняшняя Россия не такая, как бывший Советский Союз, но моральную ответственность каждый чувствует в своём сердце» и возложил венок на площади Кошута к мемориальному камню жертвам бойни 25 октября 1956 года.
В заявлении Совета Федерации, приуроченном к годовщине, говорилось:
На политической карте мира больше нет государства, имевшего хоть какое-то отношение к венгерской трагедии, а Российская Федерация не несёт ответственности за действия советского руководства.
В то же время, к пятидесятилетию, то есть в 2006 году, Максим Соколов в «Известиях» выразил сомнение в природе венгерского восстания, потом Сергей Александров в «Литературной газете» написал, что «в авангарде вооружённого восстания были дети и близкие родственники солдат и чиновников гитлеровской армии». Наконец, 9 ноября на телеканале «Россия» вышел документальный фильм «Венгерский капкан» режиссёра Вадима Гасанова, в котором утверждается, что события 1956 года организованы США.
Михаил Горбачёв в Будапеште, где отмечалось 75-летие Дьюлы Хорна в июле 2007 года, заявил, что советское вторжение в 1956 году было неизбежным.
В октябре 2016 года, в шестидесятую годовщину революции, на российском государственном телеканале «Россия-1» генеральный директор агентства «Россия сегодня» Дмитрий Киселёв в своей программе «Вести недели» приписал начало революции хрущёвской «оттепели» и западным секретным службам. По словам Киселёва, западные службы уже тогда экспериментировали с методами, способными дать перерасти мирным протестам в «кровавый хаос», и провёл параллели с Революцией роз в Грузии и Оранжевой революцией на Украине 2000-х годов, закончившимися свержением пророссийских лидеров. В передаче венгерское восстание было названо погромом, также говорилось, что революционеры освободили из тюрем тысячи нацистов. Министр иностранных дел Петер Сийярто пригласил российского посла в Будапеште в Министерство иностранных дел Венгрии и заявил:
Мы не потерпим, чтобы кто-либо в унизительной форме говорил о революции 1956 года и её героях.

В 2023 году издан российский учебник истории для 10—11-х классов, среди авторов которого — бывший министр и помощник президента России Путина Владимир Мединский, в котором венгерские революционеры 1956 года изображены как мятежные радикалы и бывшие солдаты фашистской Венгрии, а организаторами называют западные спецслужбы. Государственный секретарь по вопросам двусторонних отношений в Министерстве иностранных дел Венгрии Тамаш Менцер отреагировал так:
В 1956 году венгерский народ восстал против коммунистической диктатуры, это ясный, недвусмысленный факт, а не предмет дискуссий. Любое утверждение обратного является ложным. То, что произошло, настолько ясно, что мы не будем ни с кем это обсуждать.
Венгерский историк-русист и автор книги «Россия Путина» Золтан Биро (Sz. Bíró Zoltán) считает, что нужно вызвать посла России в Венгрии в Министерство иностранных дел на разговор, отреагировать на выпуск учебника Мединского. Венгерский историк полагает, что это фальсификация истории.
12 сентября 2023 года президент России Владимир Путин назвал ошибочным решение СССР в 1956 году отправить войска в Венгрию для подавления массовых протестов.

## Образ в искусстве

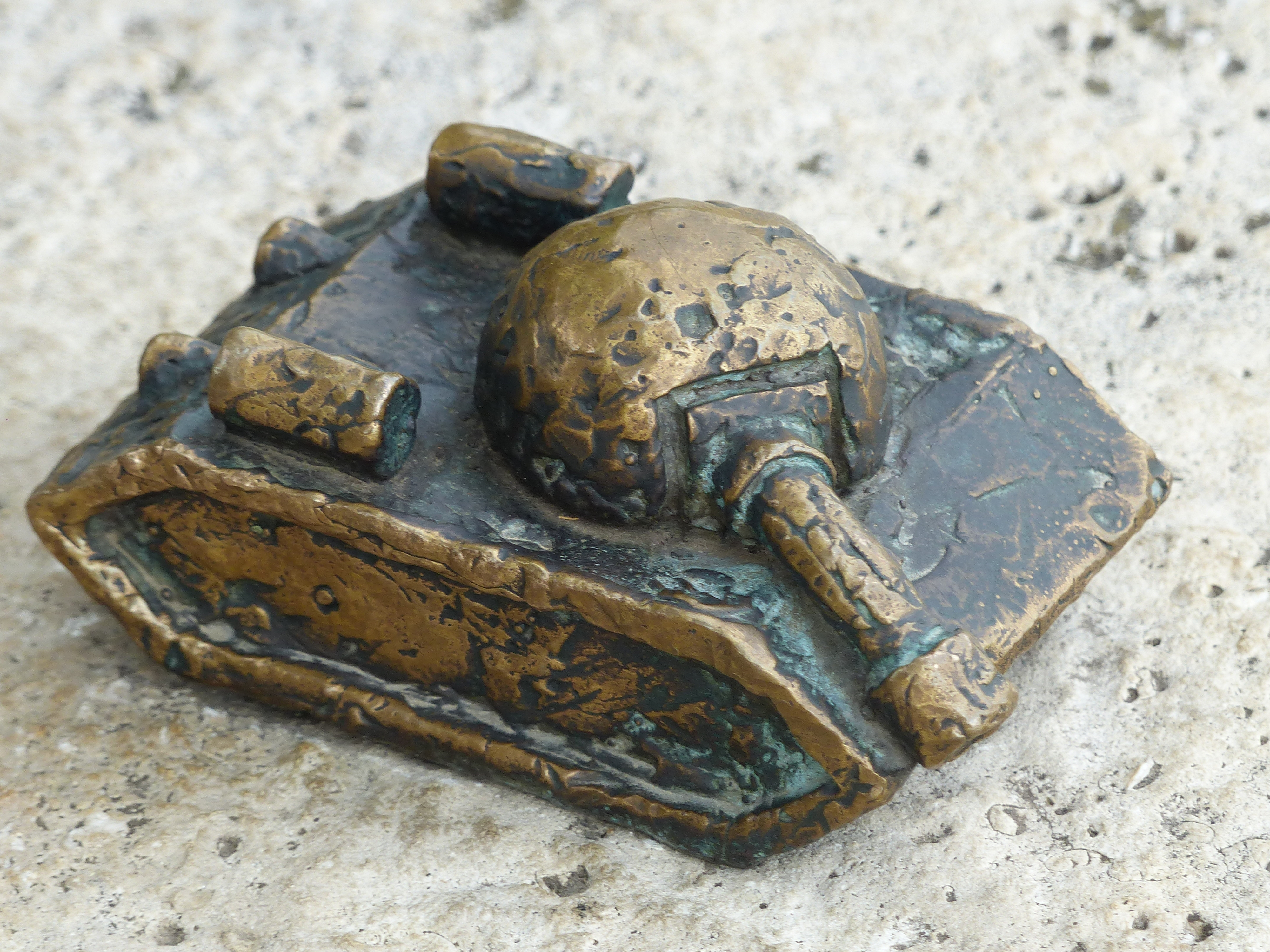
«Русские — домой!». Минимемориал памяти венгерской войны за независимость работы Михаила Колодко, расположенный на будапештской набережной напротив парламента

### Кино
- 2006 — Дети славы[венг.] (реж. Кристина Года / Goda Krisztina)
- 2014 — Посол в Берне[венг.] (реж. Аттила Сас / Attila Szász)

### Музыка
- В мюзикле «Шахматы» предыстория основного сюжета — события в Венгрии 1956 года.
- Итальянская песня «Вперёд, ребята из Буды!»[англ.].

### Книги
- Действие книги английского писателя Тибора Фишера «Хуже некуда» происходит до и во время событий.
- Часть событий приключенческого романа венгерского писателя Андраша Беркеши «Перстень с печаткой» происходит во время восстания 1956 года.

### Комментарии
1. ↑  Существует мнение, что вид сотрудников ГБ, повешенных на фонарных столбах, оказал большое влияние на мировоззрение посла СССР в Венгрии Ю. В. Андропова (Би-Би-Си: «Юрий Андропов: новый Сталин или советский Дэн Сяопин?»)
2. ↑  При создании своей композиции художник взял за основу жителей Будапешта с этого фото.

### Сноски
1. ↑  Армии стран Варшавского Договора : Справочник / [А. Д. Вербицкий, Н. Н. Ефимов, Б. С. Иванов и др.; Под ред. Д. А. Волкогонова]. — Москва: Воениздат, 1985. — С. 62. — 223 с. — (Библиотека офицера).
2. ↑  Ввод советских войск в Будапешт. Дата обращения: 24 февраля 2016. Архивировано 7 апреля 2016 года.
3. ↑  Jól gondolja meg, elmegy-e Észak-Koreába egyetemi tanárnak! Дата обращения: 18 июля 2019. Архивировано 11 октября 2020 года.
4. ↑  The USA’s first naturalized North Korean. Дата обращения: 17 июля 2019. Архивировано 11 февраля 2017 года.
5. ↑  When North Korean students joined the 1956 Hungarian Revolution. Дата обращения: 18 июля 2019. Архивировано 25 июня 2018 года.
6. ↑  Unlikely Alliance: North Koreans and Hungarians Teamed Up to Fight Communism in 1956. Дата обращения: 18 июля 2019. Архивировано 22 июня 2018 года.
7. ↑  Wow! Really? North Korean Students Joined Hungary’s 1956 Revolution To Fight Communism. Дата обращения: 18 июля 2019. Архивировано 29 октября 2018 года.
8. ↑  Россия и СССР в войнах XX века: Статистическое исследование. — М.: Олма-Пресс, 2001. — С. 532.
9. 1 2 3  UN General Assembly Special Committee on the Problem of Hungary (1957) Chapter V footnote 8. Дата обращения: 24 февраля 2016. Архивировано 25 мая 2017 года. (1.47 MB)
10. ↑  "B&J": Jacob Bercovitch and Richard Jackson, International Conflict : A Chronological Encyclopedia of Conflicts and Their Management 1945–1995 (1997)
11. ↑  Пособие по истории СССР для поступающих в вузы. / МГУ им. Ломоносова, исторический факультет. — М.: Изд-во Московского университета, 1965. — С. 389.
12. ↑  История внешней политики СССР 1917—1980: в двух томах. / АН СССР, Институт истории СССР. — М.: «Наука», 1976. — Т. 2. — С. 266.
13. ↑  Поурочные разработки по истории России. Дата обращения: 26 марта 2023. Архивировано 26 марта 2023 года.
14. ↑  Michael H. Bernhard, Jan Kubik. Twenty Years After Communism: The Politics of Memory and Commemoration. — Oxford University Press, 2014. — 385 с. — ISBN 978-0-19-937513-4.
15. ↑  United States Congress. Congressional Record: Proceedings and Debates of the ... Congress. — U.S. Government Printing Office, 1971. — 1334 с.
16. 1 2 3  Бела К. Кираи. 30 лет Венгерской революции Архивная копия от 14 июля 2023 на Wayback Machine
17. ↑  Thomas Joseph Dodd. The Problem of the Soviet Quisling Regime in Cuba and the Future of Latin America: Speech in the Senate of the United States, Monday, September 10, 1962. — U.S. Government Printing Office, 1962. — 20 с.
18. ↑  Problems of Communism. — Documentary Studies Section, International Information Administration, 1954. — 946 с.
19. ↑  Lonnie Johnson. Central Europe: Enemies, Neighbors, Friends. — Oxford University Press, 1996-10-31. — 397 с. — ISBN 978-0-19-802607-5.
20. 1 2 3 4 5 6 7 8 9 10 11 12 13 14 15 16 17 18 19 20 21 22 23 24 25 26 27 28 29 30 31  Granville, Johanna. The First Domino: International Decision Making During the Hungarian Crisis of 1956 Архивная копия от 21 октября 2022 на Wayback Machine. — College Station, TX: Texas A&M University Press, 2004. — P. 94—195.
21. ↑  Контлер, 2002.
22. ↑  Bryan Dawson-Szilágyi. 1956 Hungarian Revolution Portal - About 1956 (англ.). The American Hungarian Federation. Дата обращения: 28 ноября 2013. Архивировано 26 марта 2013 года.
23. ↑  Hungary: History (англ.). globalEDGE. Michigan State University. Дата обращения: 24 ноября 2013. Архивировано 2 декабря 2013 года.
24. ↑  Communist take-over, 1946—1949 (англ.). The Institute for the History of the 1956 Hungarian Revolution (2003). Дата обращения: 24 ноября 2013. Архивировано из оригинала 19 марта 2014 года.
25. ↑  Контлер, 2002, с. 517—518.
26. ↑  Контлер, 2002, с. 536—537.
27. ↑  Контлер, 2002, с. 537.
28. ↑  Краткая история Венгрии: с древнейших времен до наших дней. Под ред. Исламова Т. М. — М., 1991.[уточнить]
29. ↑  Контлер, 2002, с. 548—549.
30. ↑  Лавренов, 2003, стр. 146
31. ↑  Контлер, 2002, с. 552—554.
32. ↑  Венгрия Архивная копия от 5 февраля 2009 на Wayback Machine // krugosvet.ru
33. ↑  Контлер, 2002, с. 551—553.
34. ↑  Гёнц А. От плана «Волна» к операции «Вихрь». // 1956. Осень в Будапеште : Сборник статей. — М.: «Март», 1996. — С. 90—131.
35. ↑  Westra, Joel H. The impact of the UN Charter on Soviet military intervention in Hungary, 1956. // International Law and the Use of Armed Force: The UN Charter and the Major Powers Архивная копия от 26 сентября 2022 на Wayback Machine. — London and New York: Routledge, 2007. — P. 105—108.
36. 1 2 3 4 5 6  Mart Laar, Marko Mihkelson. The Power of Freedom: Central and Eastern Europe After 1945. — Brussels: Unitas Foundation, 2010. — P. 91—94.
37. ↑  Контлер, 2002, с. 554.
38. ↑  Контлер, 2002, с. 555.
39. ↑  An Empire in Convulsion Архивная копия от 29 марта 2023 на Wayback Machine. // Problems of Communism. — 1956. — Vol. 5. — No. 6 (November-December). — P. 1-3.
40. 1 2  Rainer, János M. 1956: The Mid-Twentieth Century Seen from the Vantage Point of the Beginning of the Next Century Архивная копия от 29 марта 2023 на Wayback Machine. // Challenging Communism in Eastern Europe: 1956 and its Legacy. / Edited by Terry Cox. — N.Y.: Routledge, 2008. — P. 3.
41. ↑  Mózes Csoma. From North Korea to Budapest: North Korean Students in the Hungarian Revolution in 1956. Jimondang, 2016.
42. ↑  When North Korean students joined the 1956 Hungarian Revolution | NK News. Дата обращения: 18 июля 2019. Архивировано 25 июня 2018 года.
43. ↑  Melvin J. Lasky. The Hungarian Revolution. Books for Libraries Press, 1970. p. 103
44. ↑  Sándor Kopácsi. In the Name of the Working Class. Fontana, 1989. pp. 164—166
45. 1 2 3 4 5  Контлер, 2002, с. 556.
46. ↑  Восстание 1956 года. Дата обращения: 24 ноября 2013. Архивировано 2 декабря 2013 года.
47. ↑  Barany, Zoltan D. Soldiers and Politics in Eastern Europe, 1945-90: The Case of Hungary Архивная копия от 26 сентября 2022 на Wayback Machine. — N.Y.: St. Martin’s Press, 1993. — P. 61.
48. 1 2 3  Р. Эрнест Дюпюи, Тревор Н. Дюпюи. Всемирная история войн (в 4 томах). Кн. 4 (1925—1997). — СПб., М.: Полигон; АСТ, 1998. — С. 584—585.
49. ↑  Сергей Берец. Венгрия. Разгром октябрьской революции. // Русская служба Би-би-си, 06 марта 2006 г. Дата обращения: 24 ноября 2013. Архивировано 18 июля 2015 года.
50. ↑  Дарья Ерёмина. Стреляйте в них. Они безоружны // Lenta.ru, 18 октября 2013. Архивная копия от 22 октября 2013 на Wayback Machine
51. 1 2 3 4  «Холодная война» против Венгрии. 1956. Год: 1985. Автор: Холлош Э., Лайтаи В. Издательство: Москва Прогресс, с. 215.
52. ↑  Советский Союз и венгерский кризис 1956 года. Москва, РОССПЭН, 1998, ISBN 5-86004-179-9, с. 325
53. 1 2  Контлер, 2002, с. 557.
54. ↑  Межвременье — Советский Союз в локальных войнах и конфликтах (недоступная ссылка — история). e-reading.bz. Дата обращения: 2 марта 2014.
55. ↑  Peter Fryer. Hungarian Tragedy (1956). 4. How the revolution began Архивная копия от 14 июля 2023 на Wayback Machine
56. ↑  Всемирная история. том 12. М., «Мысль», 1979. с. 90—91.
57. ↑  Советский Союз и венгерский кризис 1956 года. — М.: РОССПЭН, 1998. — ISBN 5-86004-179-9 — С. 441—443.
58. ↑  Окороков А. В. Секретные войны Советского Союза: первая полная энциклопедия. — М.: ЭКСМО, 2008. — (Войны XX века). — 4 тыс. экз. — ISBN 978-5-699-27278-5.
59. ↑  Протокольная запись заседания Президиума ЦК КПCC (к пункту I протокола № 49)
30.10.1956 РГАНИ. Ф. 3. Оп. 12. Д. 1006. Л. 7-14.
60. ↑  Президиум ЦК КПСС 1954—1964: Черновые протокольные записи заседаний. Стенограммы. — М.: РОССПЭН, 2003. — Т. 1. — С. 194.
61. ↑  Советский Союз и венгерский кризис 1956 года. Москва, РОССПЭН, 1998, ISBN 5-86004-179-9, с. 560
62. ↑  Венгерское восстание 1956 года. Досье. ТАСС. Архивировано 15 февраля 2018. Дата обращения: 14 февраля 2018.
63. ↑  О. Филимонов «Мифы о восстании Архивная копия от 14 сентября 2012 на Wayback Machine»
64. ↑  Советский Союз и венгерский кризис 1956 года. Москва, РОССПЭН, 1998, ISBN 5-86004-179-9, с. 470—473
65. ↑  Революционная публицистика «будапештской осени». Дата обращения: 12 ноября 2016. Архивировано 13 ноября 2016 года.
66. ↑  Штраус Ф.-Й. Воспоминания. М., 1991. С. 302—303.
67. ↑  Окороков А. В. Секретные войны Советского Союза: первая полная энциклопедия. — М.: ЭКСМО, 2008. — 736 с. — (Войны XX века). — 4 тыс. экз. — ISBN 978-5-699-27278-5.
68. ↑  Политические кризисы и конфликты 50—60-х годов в Восточной Европе. М., 1993. С. 85, 89.
69. ↑  Советский Союз и венгерский кризис 1956 года. Москва, РОССПЭН, 1998, ISBN 5-86004-179-9, с. 479—481
70. ↑  Джоанна Гранвилл (Johanna Granville), Первый Домино The First Domino: International Decision Making During the Hungarian Crisis of 1956 Архивная копия от 12 мая 2015 на Wayback Machine, Texas A & M University Press, 2004. ISBN 1-58544-298-4.
71. ↑  Советский Союз и венгерский кризис 1956 года. Москва, РОССПЭН, 1998, ISBN 5-86004-179-9, с. 336—337
72. 1 2  Маршал великой беды. Дата обращения: 25 октября 2022. Архивировано 25 октября 2022 года.
73. ↑  Четвёртая звезда маршала Жукова. Дата обращения: 4 августа 2013. Архивировано из оригинала 20 апреля 2017 года.
74. ↑  Советский Союз и венгерский кризис 1956 года. Москва, РОССПЭН, 1998, ISBN 5-86004-179-9, с. 558—559.
75. ↑  Rácz Sándor: A forradalomban mindig van remény. Дата обращения: 24 октября 2016. Архивировано 24 октября 2016 года.
76. ↑  Советский Союз и венгерский кризис 1956 года. Москва, РОССПЭН, 1998, ISBN 5-86004-179-9, с. 559
77. ↑  NYAKLÖVÉS VÉGZETT A 15 ÉVES KISLÁNNYAL: RÁTALÁLTUNK AZ ’56-OS SZIMBÓLUM SÍRJÁRA. Дата обращения: 2 сентября 2016. Архивировано 26 октября 2016 года.
78. ↑  1956 cigány hősei. Дата обращения: 31 октября 2016. Архивировано из оригинала 31 марта 2016 года.
79. ↑  Szabó Ilonka, a bátor cigánylány- az 56-os forradalom hőse és mártírja. Дата обращения: 31 октября 2016. Архивировано из оригинала 31 октября 2016 года.
80. ↑  Россия и СССР в войнах XX века: Статистическое исследование. — М.: Олма-Пресс, 2001. — С. 532.
81. ↑  ВЕНГРИЯ. 1956 г.
82. ↑  UNITED NATIONS. REPORT OF THE SPECIAL COMMITTEE ON THE PROBLEM OF HUNGARY, стр.232. Дата обращения: 4 сентября 2015. Архивировано 7 сентября 2015 года.
83. ↑  Подробнее об этой политике замещения социал-демократов см. Джордж Фридман Flashpoints: The Emerging Crisis in Europe Архивная копия от 11 марта 2023 на Wayback Machine.
84. 1 2 3 4  Statement by Henry Cabot Lodge, United States Representative, in Plenary, on the Question of Hungary Архивная копия от 7 февраля 2023 на Wayback Machine. // United States Mission to the United Nations Press Release. — No. 3338 (8 December 1959). — P. 5—13.
85. ↑  Вербицкий А. Д., Ефимов Н. Н., Иванов Б. С. и др. Армии стран Варшавского договора : Справочник. / Под ред. Д. А. Волкогонова. — М.: Воениздат, 1985. — С. 62.
86. ↑  Резолюции, принятые Генеральной Ассамблеей на второй чрезвычайной специальной сессии с 4 по 10 ноября 1956 года Архивная копия от 9 декабря 2014 на Wayback Machine
87. ↑  Резолюция 1131 (XI) (недоступная ссылка)
88. ↑  Foreign Relations of the United States, 1955—1957. Volume XXV, Eastern Europe, Document 207 Архивная копия от 19 декабря 2014 на Wayback Machine  (Дата обращения: 27 декабря 2012)
89. ↑  Politics no stranger to Olympic Games Архивная копия от 19 марта 2020 на Wayback Machine. The Montreal Gazette, May 9, 1984  (Дата обращения: 11 января 2013)
90. ↑  Miała być wieża, powstał pałac. Niezwykła historia Warszawy sprzed lat. Дата обращения: 4 октября 2024. Архивировано 3 июня 2023 года.
91. ↑  10 дней ноября. — Венгрия-56 по материалам КГБ и МВД СССР (1). Дата обращения: 22 января 2016. Архивировано 28 января 2016 года.
92. ↑  Cseresnyés, Ferenc. The '56 Exodus to Austria (неопр.) // The Hungarian Quarterly. — Society of the Hungarian Quarterly. — Т. XL, № 154. — С. 86—101. Архивировано 27 ноября 2004 года. Архивированная копия (англ.). Дата обращения: 12 октября 2008. Архивировано из оригинала 27 ноября 2004 года.
93. ↑  Гринько, Иван. Расстрелянная революция : К 50-летию вторжения советских войск в Венгрию Архивная копия от 7 февраля 2009 на Wayback Machine // Полит.ру
94. ↑  Середа В. Т. ВЕНГЕРСКОЕ ВОССТАНИЕ 1956 г. Фонд Александра Яковлева. Дата обращения: 24 ноября 2013. Архивировано 10 сентября 2014 года.
95. ↑  COLD WAR Chat: Geza Jeszensky Hungarian Ambassador (англ.)
96. ↑  Ötvenhatos női sorsok: portrék a forradalom napjaiból. Дата обращения: 2 ноября 2016. Архивировано 3 ноября 2016 года.
97. ↑  Платошкин Н. Н. Будапешт: мрачная осень 56-го. // Военно-исторический журнал. — 2010. — № 2. — С.36-42.
98. ↑  Molnár, Adrienne (1996). The handing down of experiences in families of the politically condemned in Communist Hungary. IX. International Oral History Conference (англ.). Gotegorg. pp. 1169–1166. Архивировано из оригинала 7 июня 2007. Дата обращения: 10 октября 2008. {{cite conference}}: Неизвестный параметр |booktitle= игнорируется (|book-title= предлагается) (справка); Неизвестный параметр |coauthors= игнорируется (|author= предлагается) (справка)Википедия:Обслуживание CS1 (лишняя пунктуация) (ссылка)
99. ↑  Найман А. «Еврейское слово»: колонки (электронное издание). — М.: АСТ, 2017. — (без постраничной нумерации).
100. 1 2  Рудольф Пихоя. Политические итоги 1956 года Архивная копия от 20 июля 2010 на Wayback Machine.
101. ↑  Елена Паповян, Александр Паповян. Участие Верховного Суда СССР в выработке репрессивной политики Архивная копия от 12 марта 2017 на Wayback Machine // «Корни травы».
102. ↑  Национальные праздники Венгрии. Дата обращения: 3 июля 2024. Архивировано 30 марта 2023 года.
103. ↑  В. Алексеев. Венгрия-56. Прорыв цепи (1996), с. 17
104. 1 2 3 4 5 6 7 8 9  Szegő Iván Miklós. Régóta játszik a magyar történelemmel Putyin, most ‘56-ot szedte elő a volt minisztere (венг.). 24.hu (31 августа 2023). Дата обращения: 2 сентября 2023. Архивировано 1 сентября 2023 года.
105. ↑  История России: Советское общество. 1917—1991: экспериментальное учебное пособие для средних школ / В. В. Журавлев, Ю. В. Аксютин, М. К. Горшков, А. П. Ненароков, И. З. Озёрский ; под общ. ред. В. В. Журавлева. - М. : Терра, 1997. - 456 с. - ISBN 5-300-00973-3
106. ↑  Яблоко. Публикации. Спустя полвека Россия возвращается к советской трактовке венгерских событий. Политический ли это заказ? Дата обращения: 3 сентября 2023. Архивировано 3 сентября 2023 года.
107. ↑  Горелик Кристина. Дорога Свободы. Радио «Свобода» (11 ноября 2006). Дата обращения: 3 сентября 2023. Архивировано 3 сентября 2023 года.
108. ↑  Ivánkai Márk. Sz. Bíró Zoltán: Be kellene hívatni az orosz nagykövetet a külügybe az orosz tankönyv miatt (венг.). Klubrádió (28 августа 2023). Дата обращения: 2 сентября 2023. Архивировано 1 сентября 2023 года.
109. ↑  Putin: sending Soviet tanks into Hungary and Czechoslovakia was a mistake. Reuters (англ.). 12 сентября 2023. Архивировано 12 сентября 2023. Дата обращения: 13 сентября 2023.